# العلمين
العلمين هي إحدى مدن محافظة مطروح وتقع شرق مدينة مرسى مطروح وغرب مدينة الإسكندرية، ويبلغ عدد سكانها قرابة 10922 نسمة. تنقسم المدينة إلى ثلاث مناطق رئيسية هي العلمين وقرية سيدي عبد الرحمن وقرية تل العيس. ودارت على أرضها معركة العلمين التي تعد أحد أشهر معارك الحرب العالمية الثانية بين دول الحلفاء ودول المحور، والتي منيت فيها قوات الفيلق الإفريقي الألماني بالهزيمة. تضم المدينة مدافن ونصب تذكارية ومتحفاً تخليداً لذكرى ضحايا تلك المعركة من مختلف الجنسيات. يعتمد اقتصاد المدينة بشكل رئيسي على ثرواتها الطبيعية من البترول الذي تقوم على استكشافه عدة شركات مصرية والمناطق السياحية التي ينتشر بها عدداً من القرى السياحية الفاخرة مثل بورتو بمارينا ومراسي بسيدي عبد الرحمن.

## التاريخ
يعود تاريخ المدينة إلى العصر الروماني حيث كانت تقع على أرضها قديماً مدينة ليوكاسبيس، وهي مدينة ساحلية رومانية قديمة، وصل عدد سكانها إلى 15000 نسمة آنذاك. ويتميز وسط المدينة بوجود كاتدرائية رومانية وقاعة كبيرة حُولت إلى كنيسة. مثلت القرية قديماً مركزاً تجارياً بين مصر وليبيا والواردات الكريتية. تم تدمير المستعمرة القديمة عام 365 بموجة تسونامي ناتجة عن زلزال وقع خارج ساحل كريت. ولم تتم إعادة بناء البلدة، بسبب حالة الاضطراب التي كانت عليها الإمبراطورية الرومانية آنذاك. وتم فقد أثر ليوكاسبيس حتى عام 1986، حين قامت مجموعة من المهندسين الذين كانوا يعملون على بناء الطرق في مارينا العلمين، بالكشف عن منازل ومقابر قديمة. تم تصنيف 200 فدان من الأرض المحيطة كمنطقة أثرية، وبدأت عمليات التنقيب عن الآثار في فترة التسعينيات من القرن الماضي.

### معركة العلمين الأولى
معركة العلمين الأولى أو معركة علم حلفا هي أحد معارك الحرب العالمية الثانية والتي دارت رحاها بمدينة العلمين بين كل من دول الحلفاء التي مثلها الجيش الثامن البريطاني تحت قيادة مونتغمري وبين دول المحور التي مثلها الفيلق الأفريقي المكون من قوات ألمانية وإيطالية تحت قيادة رومل خلال الفترة من 31 أغسطس إلى 7 سبتمبر 1942، وانتهت بانتصار الجيش الثامن البريطاني بقيادة مونتغمري وانسحاب قوات الفيلق الأفريقي الذي عانت من شح الإمدادات وتواصل القصف البريطاني بنيران الطيران والمدفعية مما أدى إلى فشله في الوصول إلى قناة السويس فيما عُرف بسباق الأيام الستة.:4:149:152

### معركة العلمين الثانية

برنارد مونتغمري يراقب دباباته وهي تتقدم أثناء معركة العلمين

معركة العلمين أو معركة العلمين الثانية هي المعركة التي دارت في الفترة من 23 أكتوبر إلى 4 نوفمبر 1942 خلال أحداث الحرب العالمية الثانية على أرض مدينة العلمين بين الجيش الثامن البريطاني بقيادة مونتغمري والفيلق الأفريقي بقيادة رومل. انتهت المعركة بانتصار البريطانيين نتيجة لتفوقهم من حيث العدد والعتاد، حيث حشدت القوات البريطانية أكثر من ألف دبابة وهو ضعف عدد الدبابات الألمانية و 450 مدفع بالإضافة إلى التفوق الجوي للقاذفات البريطانية بينما افتقدت القوات الألمانية لغطاء جوي مناسب وعانت من قدم طراز مدفعيتها بالإضافة إلى ضعف الإمدادات.:153:167

### نافورة العلمين
نافورة العلمين هي نصب تذكاري مقام بمدينة سيدني الأسترالية تخليداً لذكرى الجنود الذين لقوا حتفهم في عام 1942 خلال معارك الحرب العالمية الثانية بمدينة العلمين المصرية وصممه المهندس المعماري الأسترالي فيل تارانتو.

## الجغرافيا والسكان
تقع المدينة شرق مرسى مطروح وغرب الإسكندرية، ويحدها شمالاً طريق إسكندرية/مطروح الصحراوي من العلامة 103.18 كم وحتى العلامة 106.18 كم شرق مدينة الإسكندرية، وجنوباً خط السكك الحديدية، ومن جهة الشرق طريق وادي النطرون، ومن الغرب قرية تل العيس. ويقطن بها ما يزيد على 10922 نسمة، وتنقسم إلى ثلاثة مناطق رئيسية هي مركز العلمين وقرية سيدي عبد الرحمن وتل العيس.

### المناخ
| البيانات المناخية لـلعلمين        | البيانات المناخية لـلعلمين | البيانات المناخية لـلعلمين | البيانات المناخية لـلعلمين | البيانات المناخية لـلعلمين | البيانات المناخية لـلعلمين | البيانات المناخية لـلعلمين | البيانات المناخية لـلعلمين | البيانات المناخية لـلعلمين | البيانات المناخية لـلعلمين | البيانات المناخية لـلعلمين | البيانات المناخية لـلعلمين | البيانات المناخية لـلعلمين | البيانات المناخية لـلعلمين |
| الشهر                             | يناير                      | فبراير                     | مارس                       | أبريل                      | مايو                       | يونيو                      | يوليو                      | أغسطس                      | سبتمبر                     | أكتوبر                     | نوفمبر                     | ديسمبر                     | المعدل السنوي              |
| --------------------------------- | -------------------------- | -------------------------- | -------------------------- | -------------------------- | -------------------------- | -------------------------- | -------------------------- | -------------------------- | -------------------------- | -------------------------- | -------------------------- | -------------------------- | -------------------------- |
| متوسط درجة الحرارة الكبرى °م (°ف) | 17.8 (64.0)                | 18.7 (65.7)                | 20.3 (68.5)                | 23.5 (74.3)                | 25.7 (78.3)                | 28.8 (83.8)                | 29.5 (85.1)                | 30.5 (86.9)                | 28.7 (83.7)                | 27.5 (81.5)                | 23.6 (74.5)                | 19.7 (67.5)                | 24.5 (76.2)                |
| المتوسط اليومي °م (°ف)            | 12.4 (54.3)                | 13.3 (55.9)                | 14.9 (58.8)                | 17.7 (63.9)                | 20.5 (68.9)                | 23.8 (74.8)                | 25.2 (77.4)                | 25.7 (78.3)                | 24.4 (75.9)                | 22.1 (71.8)                | 18.3 (64.9)                | 14.4 (57.9)                | 19.4 (66.9)                |
| متوسط درجة الحرارة الصغرى °م (°ف) | 7 (45)                     | 7.9 (46.2)                 | 9.5 (49.1)                 | 12 (54)                    | 15.4 (59.7)                | 18.8 (65.8)                | 20.9 (69.6)                | 21 (70)                    | 20.1 (68.2)                | 16.7 (62.1)                | 13 (55)                    | 9.2 (48.6)                 | 14.3 (57.8)                |
| الهطول مم (إنش)                   | 29 (1.1)                   | 17 (0.7)                   | 8 (0.3)                    | 2 (0.1)                    | 1 (0.0)                    | 0 (0)                      | 0 (0)                      | 0 (0)                      | 0 (0)                      | 5 (0.2)                    | 21 (0.8)                   | 24 (0.9)                   | 107 (4.1)                  |
| المصدر: climate-data.org          |                            |                            |                            |                            |                            |                            |                            |                            |                            |                            |                            |                            |                            |

## المعالم الطبيعية والسياحية

### المقابر الحربية لجنود الحرب العالمية الثانية

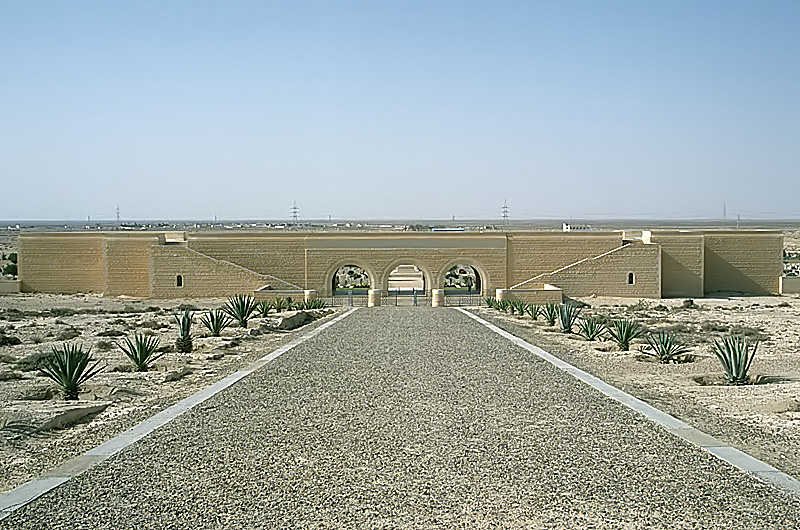
مدخل مقابر الكومنولث

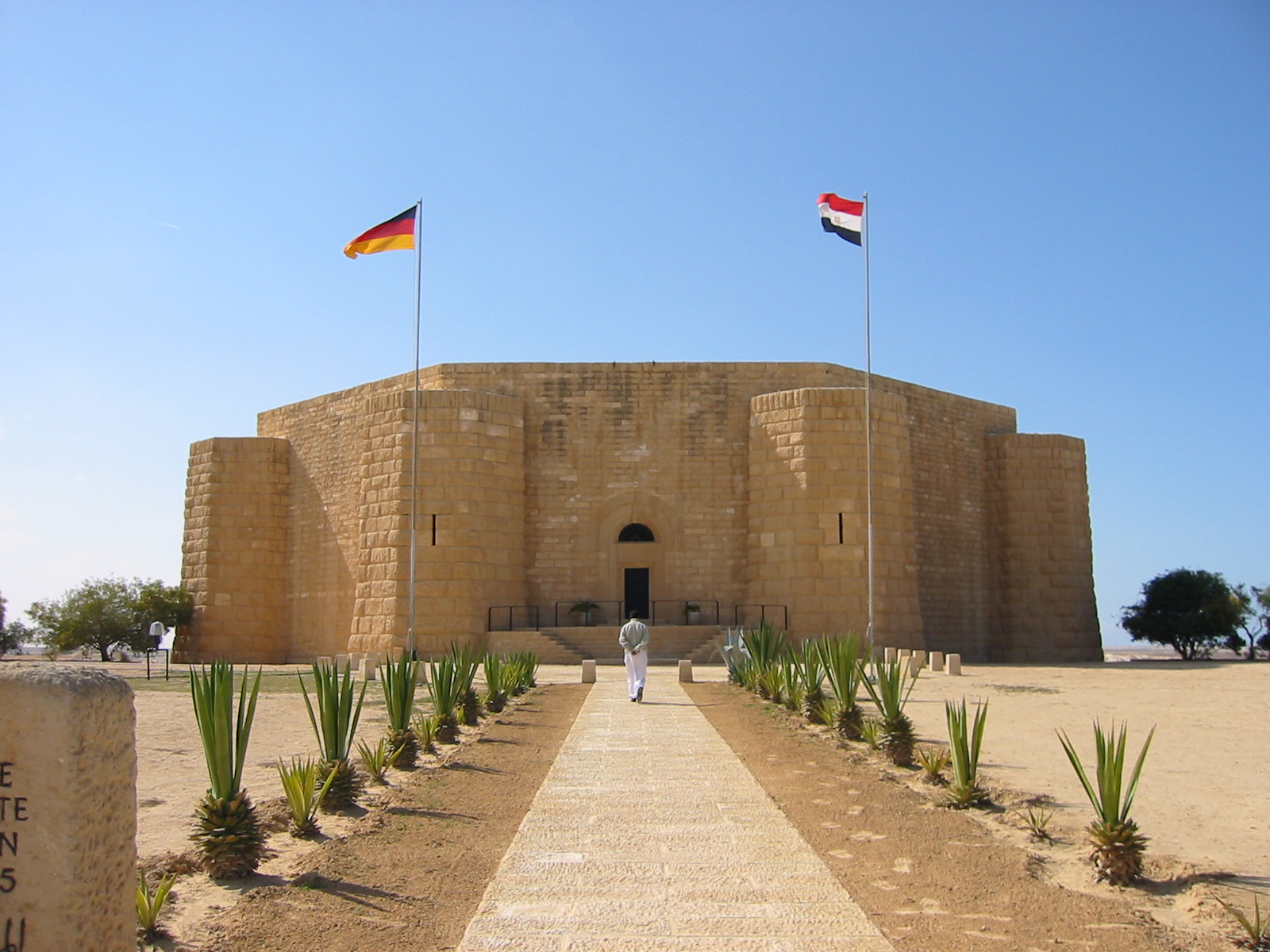
النصب التذكاري الألماني

تقيم مصر حفل تأبين سنوي في شهر أكتوبر بمدينة العلمين بمحافظة مطروح لضحايا معركتي العلمين الأولى والثانية التي درات بين قوات دول الحلفاء والمحور يحضره ممثلين عن دول الكومنولث على رأسهم إنجلترا وفرنسا وكندا واليونان والهند، وممثلين عن دولتي ألمانيا وإيطاليا، ومحافظ مطروح ممثلاً عن رئيس جمهورية مصر العربية، بمشاركة عدة شخصيات عسكرية وأمنية مصرية، وعشرات من وفود الدول المختلفة، وعدد من المحاربين القدماء الذين شاركوا ميدانيا في معارك الحرب العالمية الثانية بمنطقة الصحراء الغربية، ومجموعة من أسر الجنود ضحايا الحرب العالمية. تتضمن مراسم الاحتفال وضع أكاليل الزهور على مقابر الجنود يصاحبها إطلاق الأبواق العسكرية الانجليزية والإيطالية والألمانية وعزف لمقطوعات موسيقية وأناشيد القساوسة وقراءة ترانيم على المقابر.

#### مقابر الكومنولث
قام بتصميمها النبيل البريطاني السير هيبير ورثينجتون، وافتتحها برنارد مونتغمري في أكتوبر 1954 مصطحبا معه عددا من جنوده وعددا كبيرا من المدنيين. تضم المقابر رفات 7367 ضحية من بريطانيا ونيوزيلاندا واستراليا وجنوب أفريقيا وفرنسا والهند وماليزيا، كما تشتمل على أسماء 11945 من الجنود الذين لم يتم العثور على أشلائهم وقد كتب أسماء بعضهم على الحوائط.

#### المقابر الإيطالية
قام بتصميمها المهندس الإيطالي باولو كاشيا دومينيوني كونت سيلا فينكو وهو نبيل إيطالي شارك في معركة العلمين وقام بافتتاح المقابر رئيس وزراء إيطاليا أمينتوري فانفاني في 9 يناير 1959، ويرقد فيها رفات 4634 جندي إيطالي. تقع المقابر على مسافة خمسة كم غرب العلمين، وتتميز بالفخامة وفن المعمار، وتضم كنيسة صغيرة ومسجدا وقاعة للذكريات ومتحف صغير، بالإضافة إلى لوحة تذكارية تشير إلى أن الصحراء قد ابتلعت أجساد 38 ألف شخص من الضحايا.

#### المقابر الألمانية
ظل الجنود الألمان والإيطاليون مدفونين بمقبرة واحدة حتى عام 1956 حين قررت الحكومة الألمانية بناء مقبرة خاصة للألمان، وقام بتصميمها المهندس الألماني روبيرت تيسغلير وتم افتتاحها في أكتوبر 1959، أنشئت المقابر على هيئة قلعة وتضم رفات 4280 جندي ألماني وهي مقسمة إلى ثماني غرف بواقع سبع غرف تضم كل واحدة منها 600 جندي، في حين تضم الغرفة الثامنة 80 جنديا مجهولا. وتقع على مسافة ثلاثة كم غرب مدينة العلمين وتطل على البحر مباشرة من فوق جبل مرتفع نسبيا.

### متحف العلمين العسكري

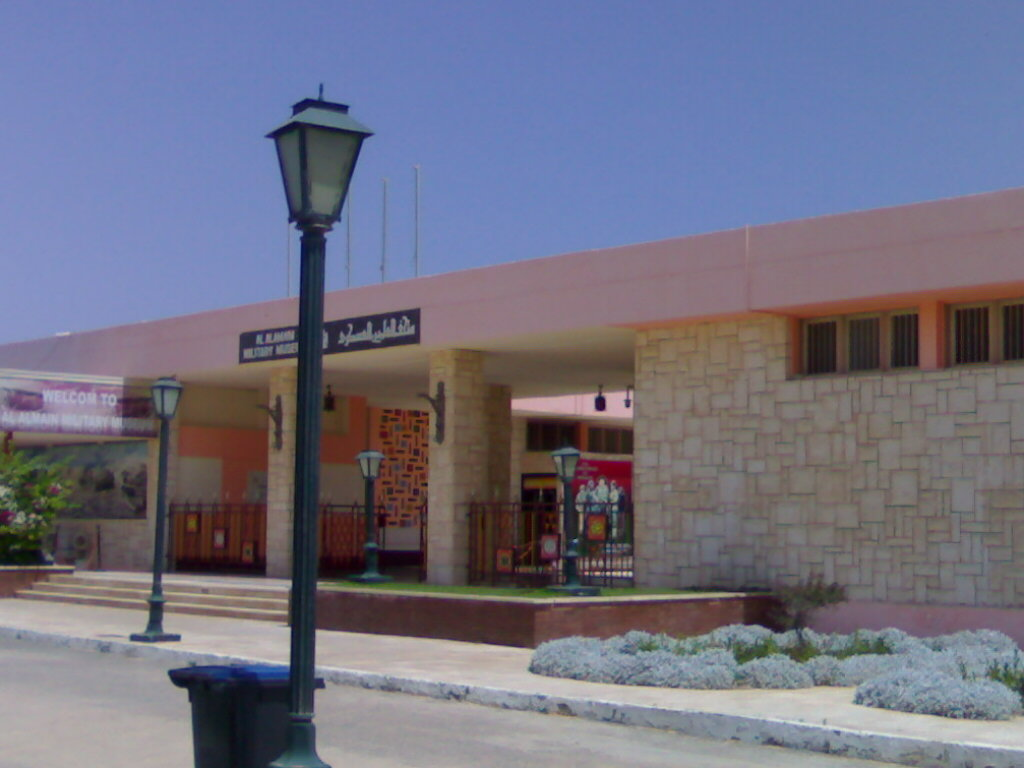
متحف العلمين العسكري

يتبع متحف العلمين العسكري إدارة المتاحف العسكرية أحد إدارات وزارة الدفاع المصرية، ويقع بمدينة العلمين على الساحل الشمالي الغربي على شاطئ البحر المتوسط على بعد 1.6 كم من مدينة الإسكندرية. افتتح المتحف للمرة الأولى في عهد الرئيس جمال عبد الناصر في 16 ديسمبر 1965 ليكون شاهداً على معركة العلمين التي تعد أحد أهم معارك الحرب العالمية الثانية بين قوات الحلفاء وقوات المحور، والتي جرت وقائعها في أكتوبر 1942. تم تطوير المتحف بالتنسيق مع الدول التي شاركت في الحرب، وأضيفت قاعة توضح دور مصر خلال تلك الحقبة التاريخية، وتم افتتاحه بعد التطوير أثناء الذكرى الخمسين لمعركة العلمين في 21 أكتوبر 1992. يضم المتحف ست أقسام رئيسية هي القاعة المشتركة، قاعة مصر، قاعة إيطاليا، قاعة ألمانيا، قاعة إنجلترا، وساحة العرض المكشوف ومركز القيادة. ويلقي الضوء على الدول الأربع الرئيسة بريطانيا وألمانيا وإيطاليا ومصر التي شاركت في معركة العلمين، وتعرض مقتنيات المتحف بعدة لغات هي العربية والإنجليزية والألمانية والإيطالية وتشتمل على أسلحة وأزياء عسكرية وغيرها من آثار المعركة بالإضافة إلى إرشادات صوتية لقصة المعركة من وجهة نظر كل من الجانبين، فيما تضم حديقة المتحف عدد من الدبابات والمدافع وغيرها من المركبات العسكرية فيما يتضمن المتحف على مهبط طيران ومكتبة وقاعة فيديو.

### متحف مارينا العلمين
بدأ إنشاء المتحف عام 2003 ويتكون من طابق واحد على مساحة 800 متر بتكلفة إنشاء ثلاثة ملايين جنيه مصري. ويشارك في إنشائه خبراء من بولندا والولايات المتحدة ومصر، على أن يضم حين إتمام بنائه حوالي 500 قطعة أثرية تعرض طبقاً للتسلسل التاريخي منذ العصر البطلمي الذي بدأ 332 قبل الميلاد مروراً بالعصرين اليوناني والروماني فيما سيلقي الضوء على مظاهر الحياة اليومية والدينية والثقافية لسكان مدينة العلمين عبر العصور من خلال عرض قطع أثرية اكتشفت في المنطقة تتضمن مجموعة من العملات الذهبية والبرونزية وتماثيل وأوان فخارية وشواهد قبور وبقايا مبان معمارية أثرية.

### سيدي عبد الرحمن

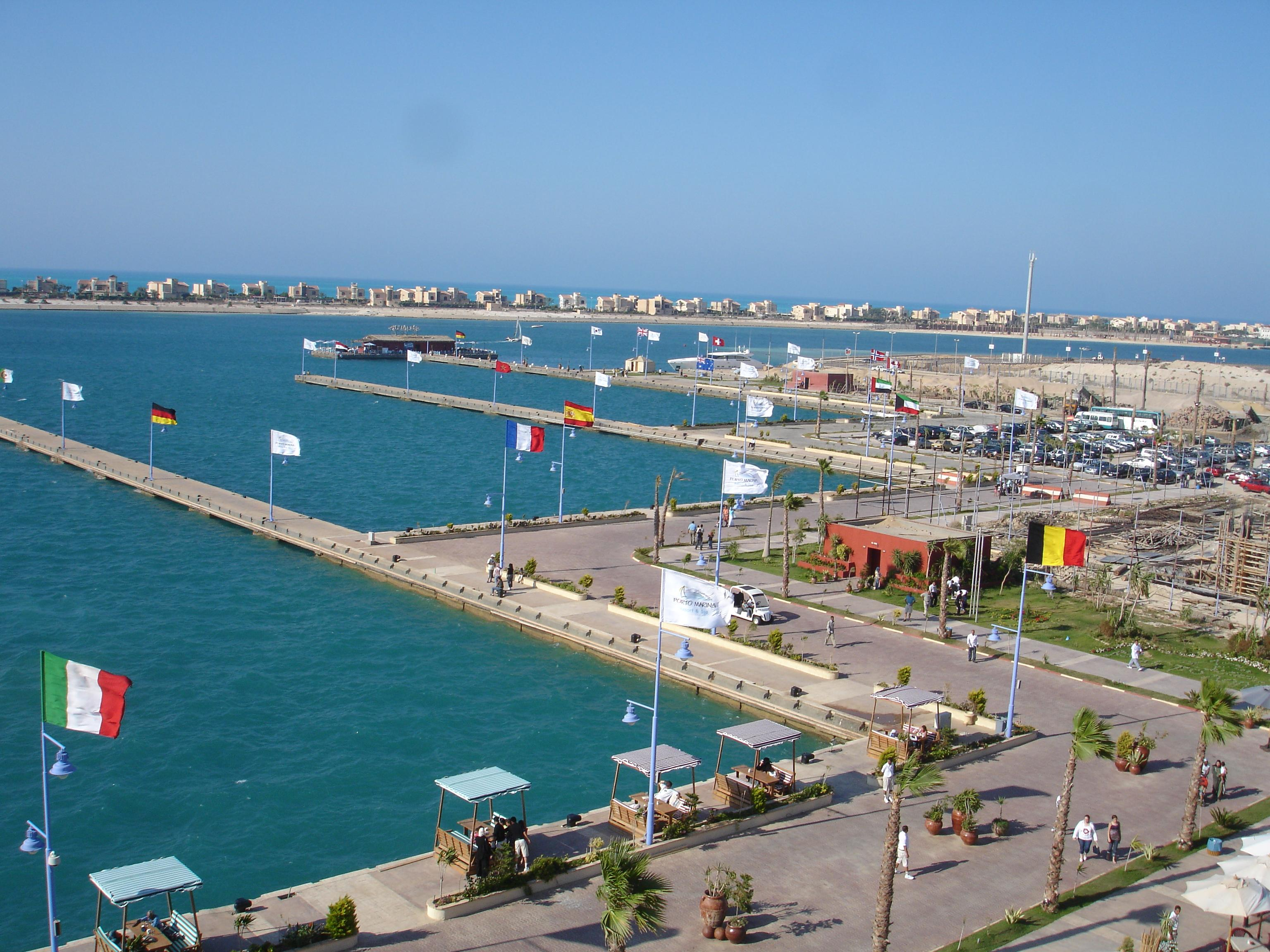
مرسى اليخوت ببورتو مارينا

تقع قرية سيدي عبد الرحمن على مسافة 130 كم غرب الإسكندرية، وعلى مسافة 30 كم فقط من العلمين، على الساحل الشمالي للبحر المتوسط، وتضم القرية عدداً من المنتجعات السياحية الناشئة المستمرة في النمو لتصبح واحدة من أهم المزارات السياحية بالساحل الشمالي ومدينة العلمين. اشتهرت القرية منذ عقود بشواطئها الرملية البيضاء الأشبه بحبيبات السكر، ويعتبر خليج سيدي عبد الرحمن أحد أكثر المعالم الطبيعية روعةً وجمالاً على طول الساحل الشمالي المصري، والذي يجتذب المُصطافين والسائحين منذ أكثر من 50 عاماً. فيما يجري حالياً تشييد منتجعات سكنية وقرى سياحية في هذه البقعة ومنها منتجع مراسي الذي يمتد على مساحة 6.25 كم ويشتمل على عدد من الفيلات والمراعي الخضراء الخصبة والممرات المائية المتموجة وملعب للغولف.

### مارينا
هي منتجع سياحي أقيم على مساحة 250 فدان ويضم عدة منتجات سياحية أشهرها بورتو مارينا، وتشتمل على المئات من المساكن المصيفية والشاليهات وعدد من المطاعم والفنادق ومركز تجاري ومزودة بجميع المرافق الحيوية والطرق الداخلية بالإضافة إلى أعمال التنسيق والتشجير لتمثل حالياً أحد أبرز المنتجعات السياحية الصيفية المصرية والأكثر إقبالاً لما تزخر به من وسائل الترفيه والراحة بجانب الصفات الطبيعة الساحرة.

## الاقتصاد

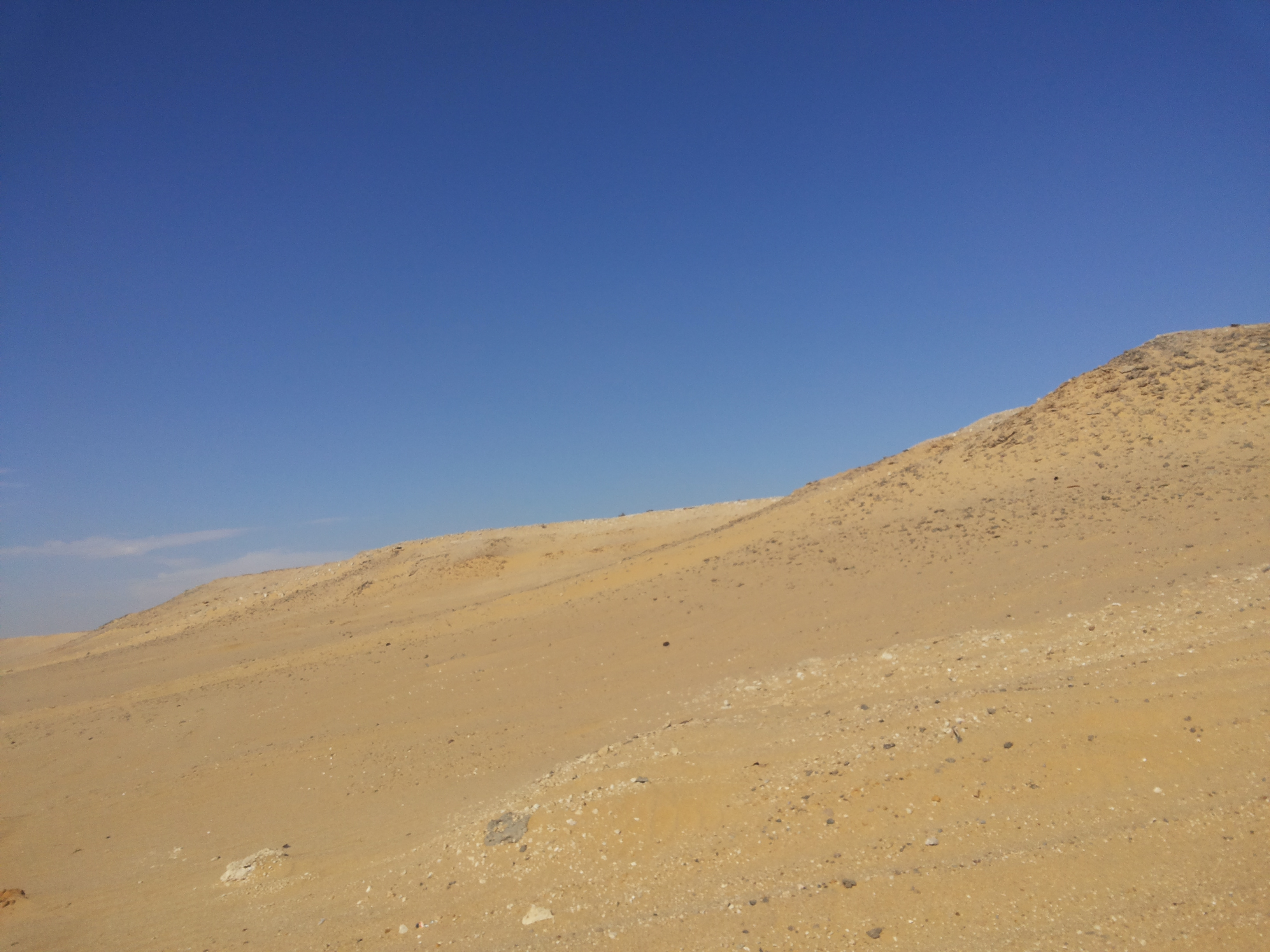
صحراء المغرة

شعار الهيئة المصرية العامة للبترول

### واحة المغرة
هي منطقة صحراوية وعرة في قلب الصحراء الغربية جنوب العلمين، يقيم بها نحو 400 مزارع، يزرعون نحو 50 ألف فدان. وتخطط الحكومة المصرية لاستصلاح أجزاء إضافية شاسعة منها للزراعة تصل إلى 150 ألف فدان اعتماداً على مخزون المياه الجوفية بالمنطقة عن طريق إنشاء آبار مياه تعمل بالطاقة الشمسية وذلك تحت إشراف وزارة الزراعة واستصلاح الأراضي المصرية بالمشاركة مع جمعيات المجتمع المدني.

### التطهير من الألغام
هي عملية تطهير للمنطقة التي تبلغ مساحتها 175 ألف فدان من الألغام ومخلفات الحرب العالمية الثانية بتكلفة تصل إلى 20 مليون دولار، وذلك لتفادي مخاطر التعرض لأي خسائر بشرية، وتحقيق الاستفادة والاستغلال الأمثل لثروات المنطقة زراعياً وتعدينياً وسياحياً وعمرانياً. تتم مرحلة التطهير على عدة مراحل بمشاركة القوات المسلحة المصرية وجهات دولية منها ألمانيا التي تتعاون مالياً وفنياً، والولايات المتحدة التي تتعاون عن طريق توفير المعدات اللازمة لأعمال التطهير، وذلك تحت إشراف وزارة التعاون الدولي.

### البترول
تعد مدينة العلمين أحد أغنى المناطق المصرية بالثروات الطبيعية، وتنتشر الشركات المصرية للتنقيب عن البترول والغاز الطبيعي في الصحراء الغربية بجنوب العلمين والتي يساهم فيها شركات بترول عالمية بجانب الهيئة المصرية العامة للبترول. وتنقسم مناطق امتياز التنقيب بالمدينة بين عدة شركات منها العلمين للبترول، الحمرا أويل، شمال العلمين للبترول «نالبتكو»، مارينا للبترول، وبترول الصحراء الغربية «ويبكو» التي تتولى إدارة ميناء الحمرا البترولي الذي يستحوذ على %40 من صادرات مصر البترولية عن طريق ارتباطه بثلاثة خطوط برية لنقل الزيت الخام من حقول شركات عجيبة للبترول وبدر الدين للبترول «بابتيكو» وبترول الصحراء الغربية «ويبكو»، بالإضافة إلى تسهيلات محطات الضخ البري لمعامل التكرير المصرية أو الشحن البحري لمختلف دول العالم.

## النقل والمواصلات

### ميناء العلمين الجوي

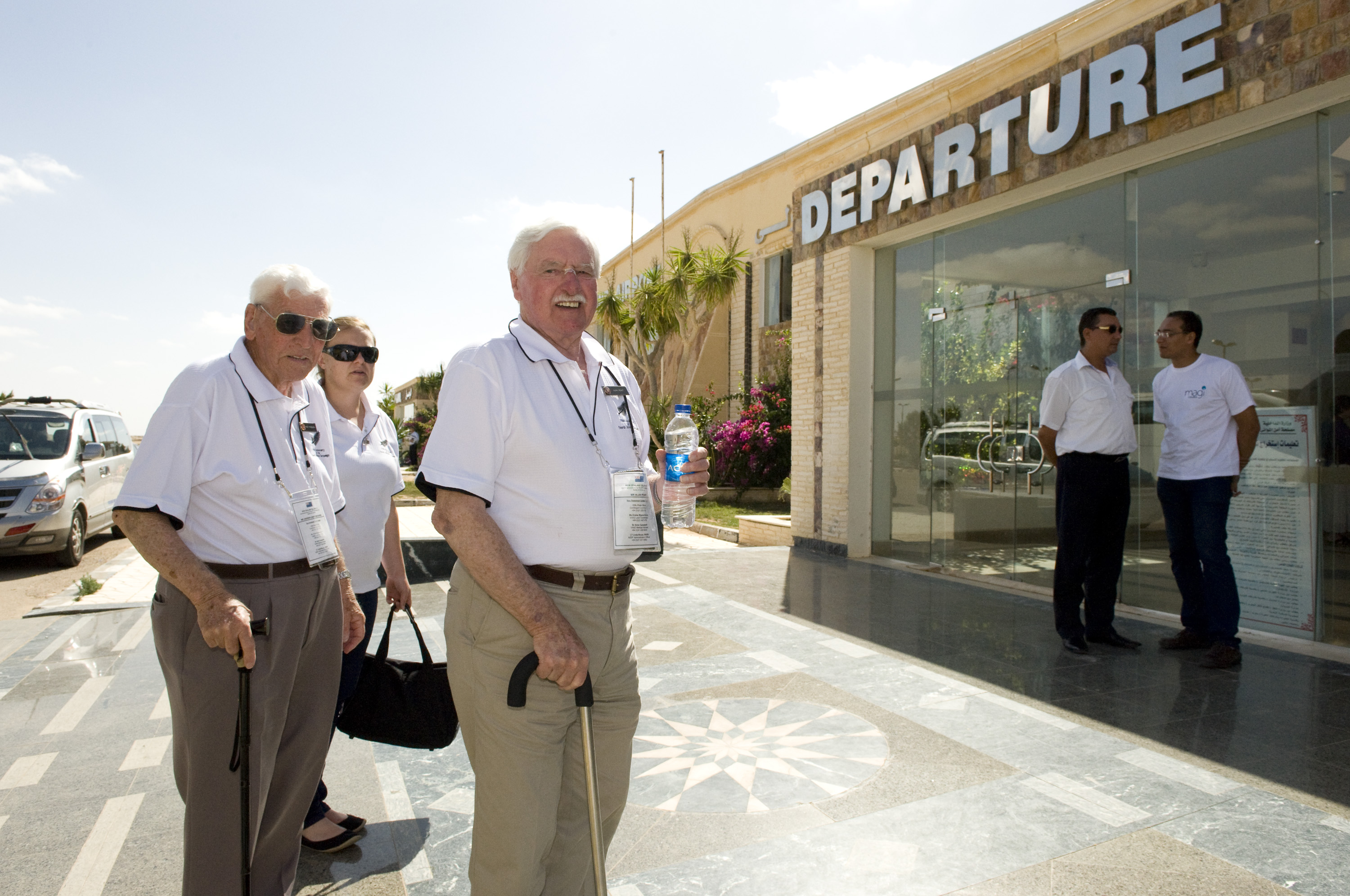
مدخل مطار العلمين الدولي

يقع مطار العلمين الدولي على مساحة 64 كم وينفذ على ثلاثة مراحل بكلفة تقدر بنحو 800 مليون جنيه بنظام الإنشاء والتشغيل بحيث تؤول ملكيته للدولة بعد 50 عاماً قابلة للتجديد لمدة 49 عاماً. افتتحت المرحلة الأولى للمطار في مارس 2005 لكي تسع 600 راكب/الساعة تصل إلى 2000 راكب/الساعة في مرحلته الأخيرة. يبلغ طول ممر الطائرات بالمطار 3.5 كم بعرض 45 متر مما يجعله قابل لاستقبال كل أنواع الطائرات الثقيلة. ويضم المطار مدرسة دولية للطيران، ومنطقة تجارة حرة، إلى جانب منطقة صناعية صديقة للبيئة، ومسطحات زراعية للمنتجات العضوية.

### ميناء الحمرا للبترول
هو ميناء بحري متخصص في خدمة قطاع البترول يقع على مساحة كلية تقدر بـ 7.24 كم ومساحة بحرية تبلغ 5.75 كم، وعلى مسافة 15 كم من نقطة مرور العلمين وعلى بعد حوالي 120 كم من غرب الإسكندرية بالقرب من آبار بترول الصحراء الغربية. يخدم الميناء ناقلات البترول من حمولة 30 ألف طن إلى 45 ألف طن وتصل قدرته الاستيعابية إلى 3 ناقلات بترول شهرياً، ويشتمل على 5 مستودعات تخزين بسعة إجمالية مليون برميل مزودة بأنظمة حماية ومكافحة الحريق. تقوم على إدارة الميناء شركة ويبكو ويرتبط بثلاثة خطوط برية لنقل الزيت الخام، من شركات عجيبة للبترول وبابتيكو وويبكو، بالإضافة إلى تسهيلات محطات الضخ البري لمعامل التكرير المصرية والشحن البحري لمختلف دول العالم. ويقوم الميناء حالياً باستقبال وتخزين وشحن إنتاج أكثر من 15 شركة بترول عاملة بالصحراء الغربية يمثل إنتاجها أكثر من %40 من إنتاج البترول المصري. ويخطط لتطوير الميناء مستقبلياً ليدخل مجال تداول المشتقات البترولية، ويضم معمل تكرير، مع مضاعفة عدد مستودعات التخزين وخطوط الأنابيب.

### الطرق البرية
يصل المدينة بباقي محافظات مصر شبكة من المواصلات البرية تتمثل في كل من الطريق الدولي الساحلي الذي يمتد من منفذ رفح شرقاً حتى منفذ السلوم غرباً بمحاذاة ساحل البحر المتوسط، طريق إسكندرية/مطروح الصحراوي، وطريق العلمين/القطارة، وطريق وادي النطرون/العلمين وهو أقصر الطرق من القاهرة إلى العلمين بطول 135 كم، وتم إغلاقه في يوليو 2015 بهدف إنهاء أعمال الصيانة والإنشاءات على الطريق لرفع كفائته وتوسعته. فيما يربط المدينة أيضاً خط قطارات سكك حديدية من الإسكندرية حتى مرسى مطروح مروراً بمحطات العلمين وسيدي عبد الرحمن.

### المسافة بين العلمين والمدن المجاورة
المسافة بالكيلو متر:
| المحافظات | القاهرة | الإسكندرية | مرسى مطروح |
| العلمين   | 240     | 90         | 180        |

## معرض صور

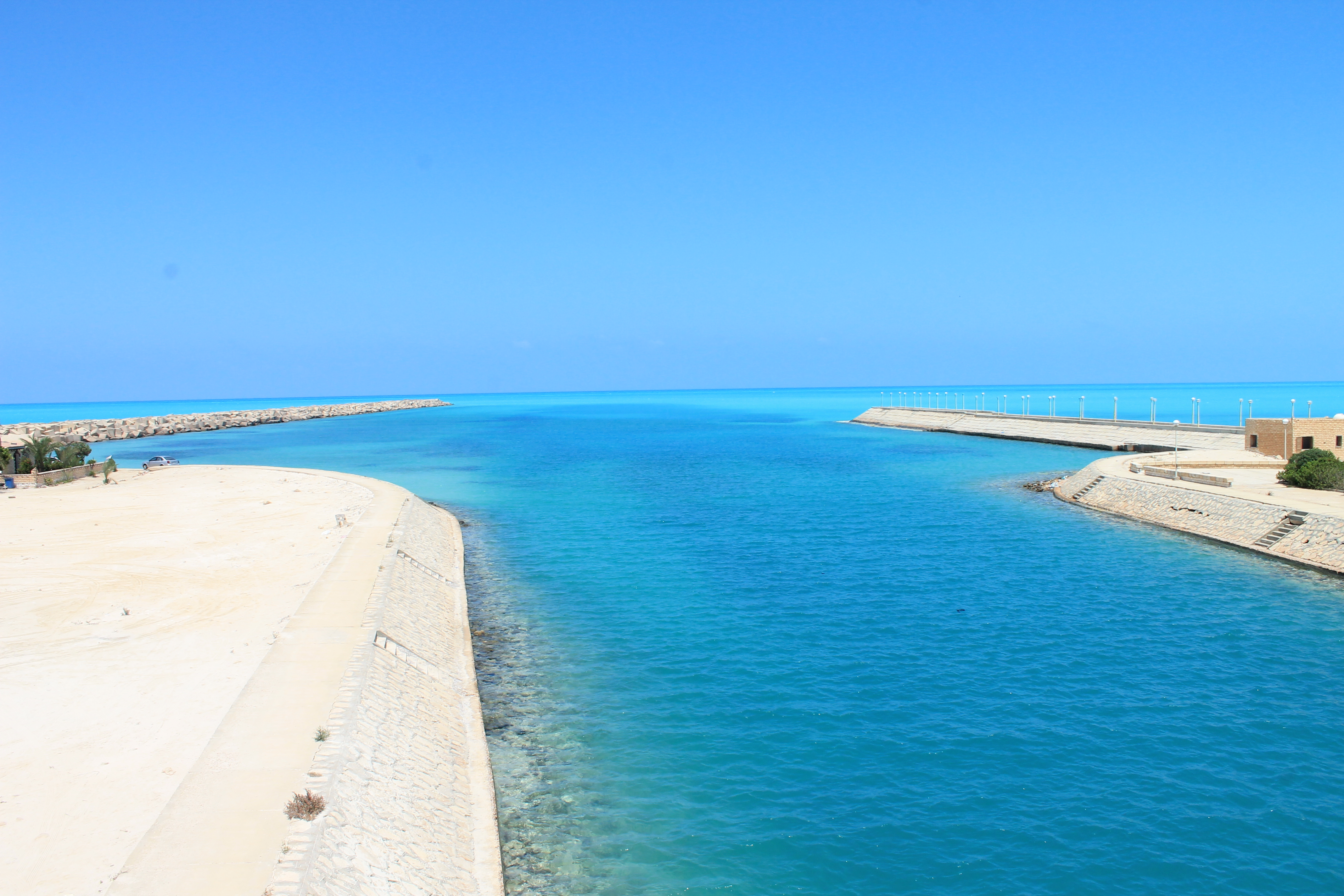
مارينا العلمين.
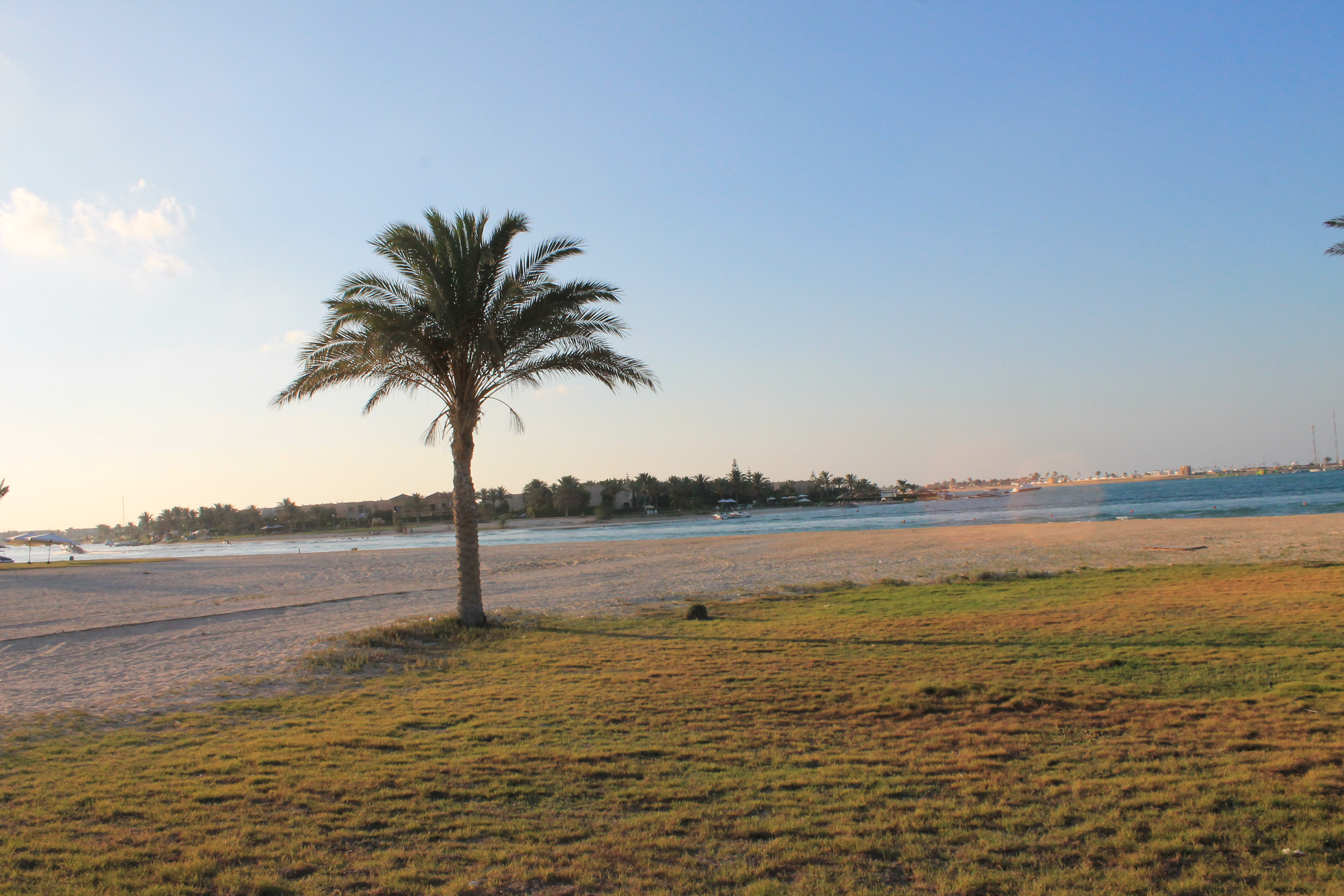
مارينا العلمين.
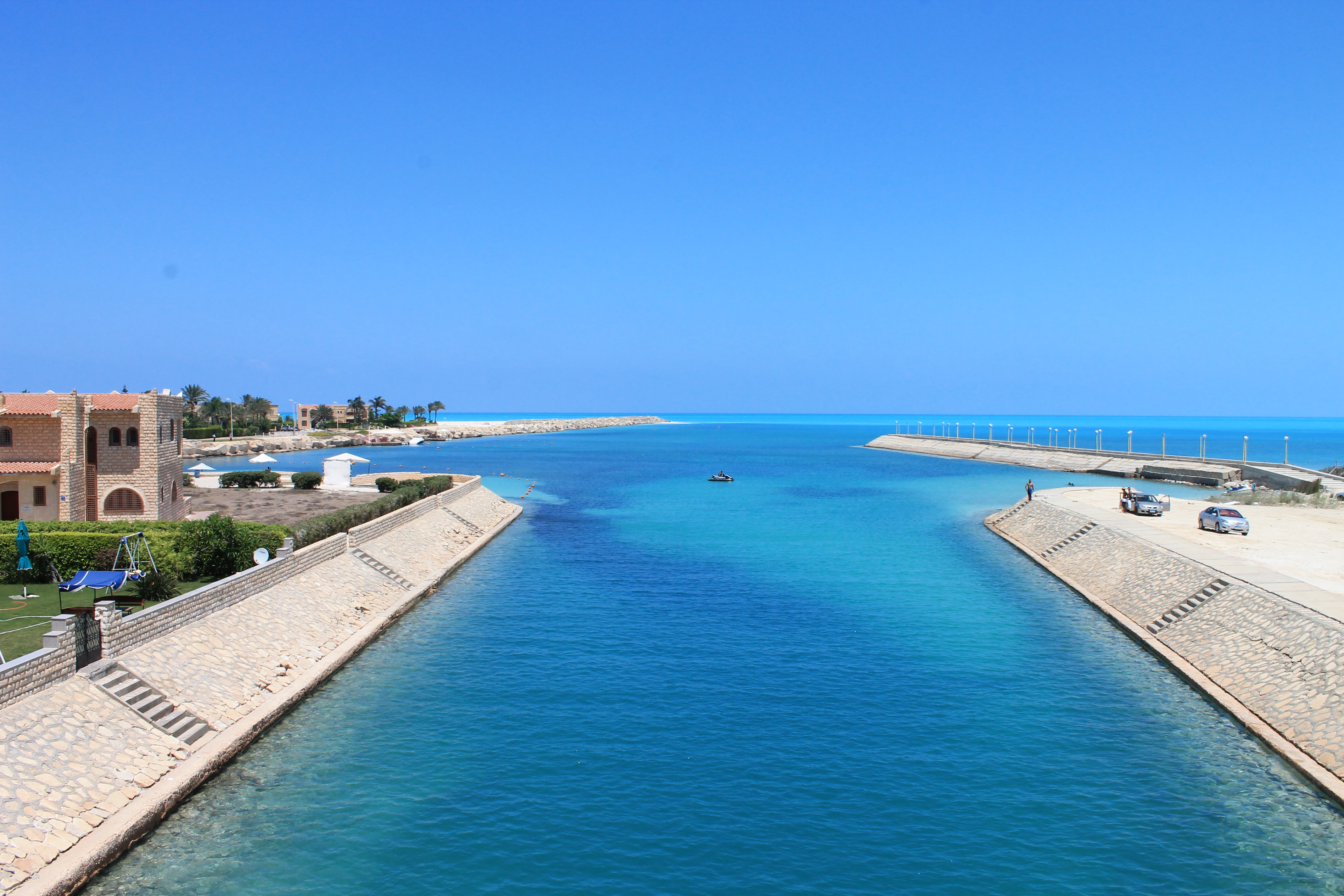
مارينا العلمين.
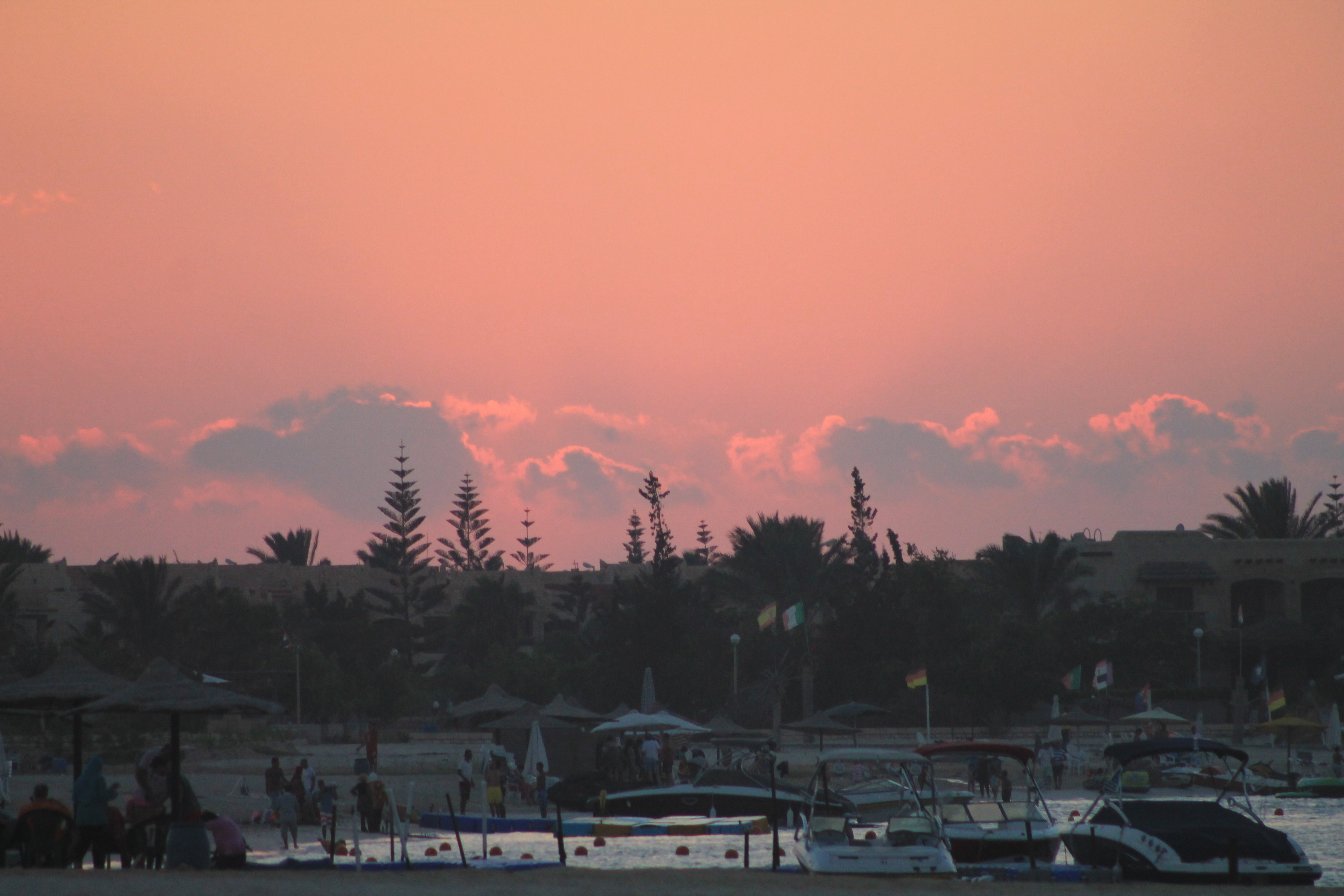
مارينا العلمين.
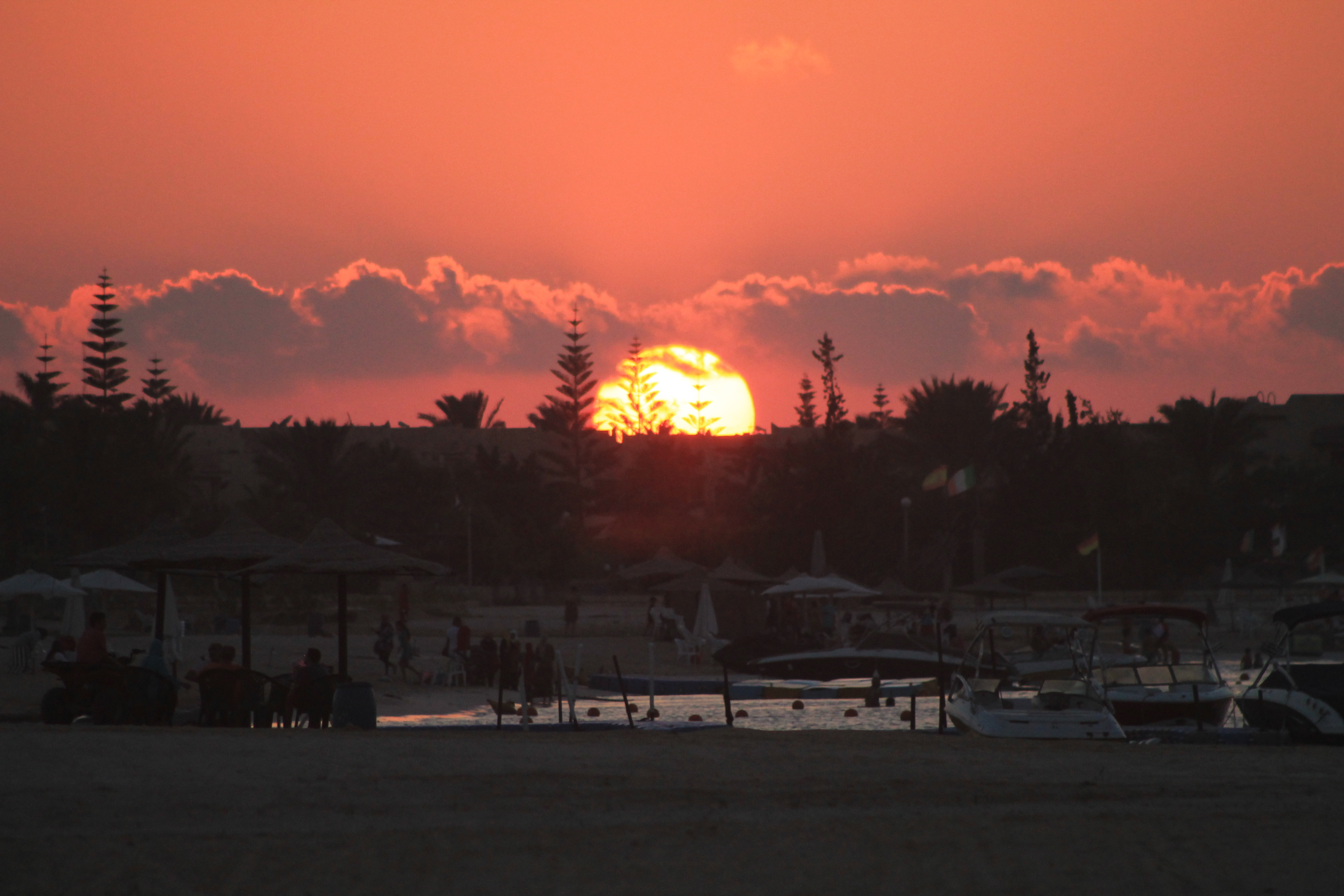
مارينا العلمين.
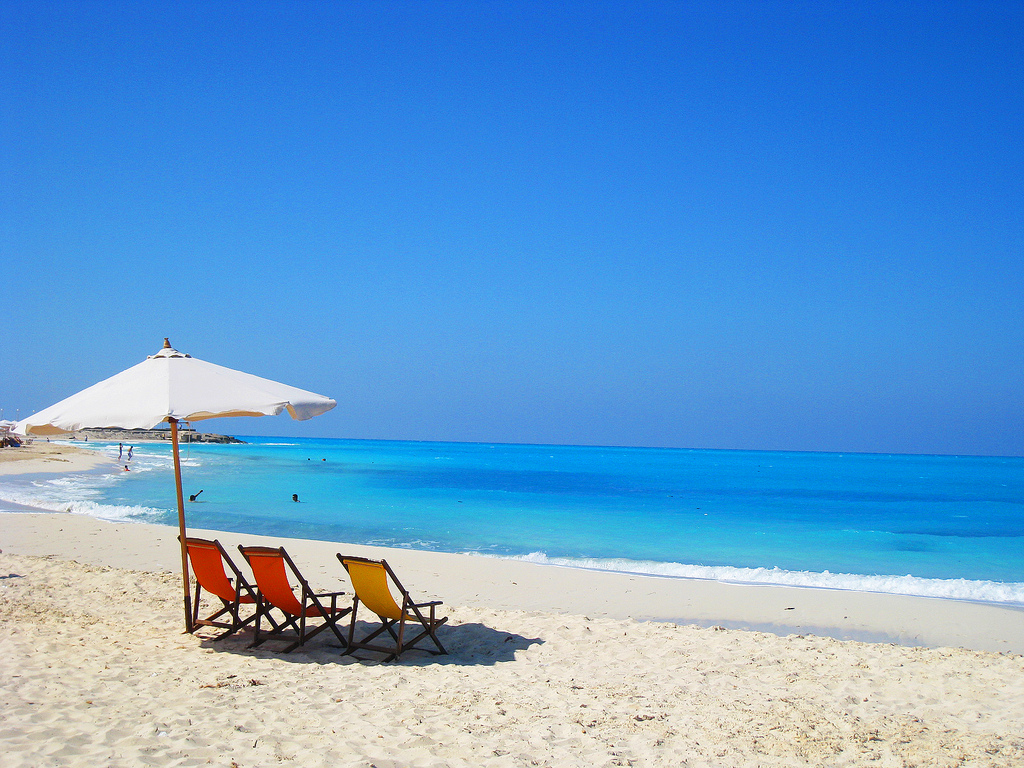
شاطئ البحر المتوسط بمارينا العلمين.
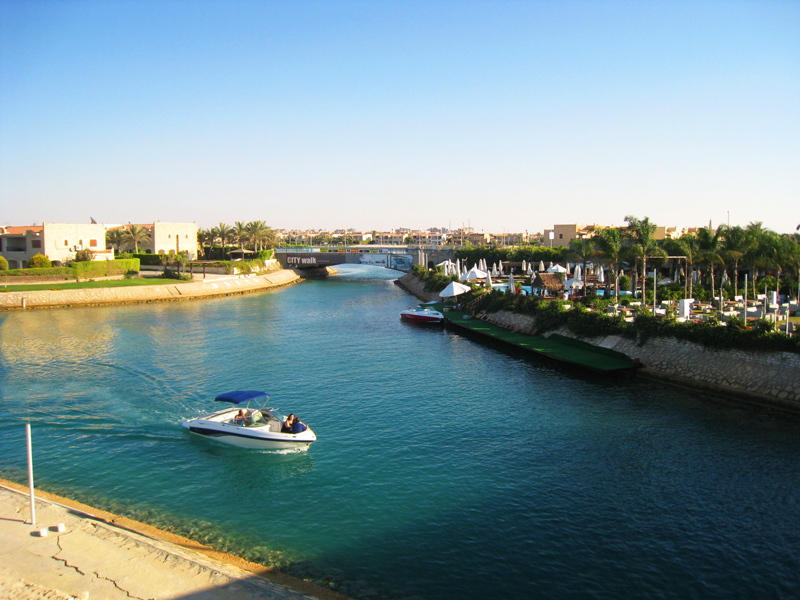
البحيرة الصناعية بمنتجع مارينا.
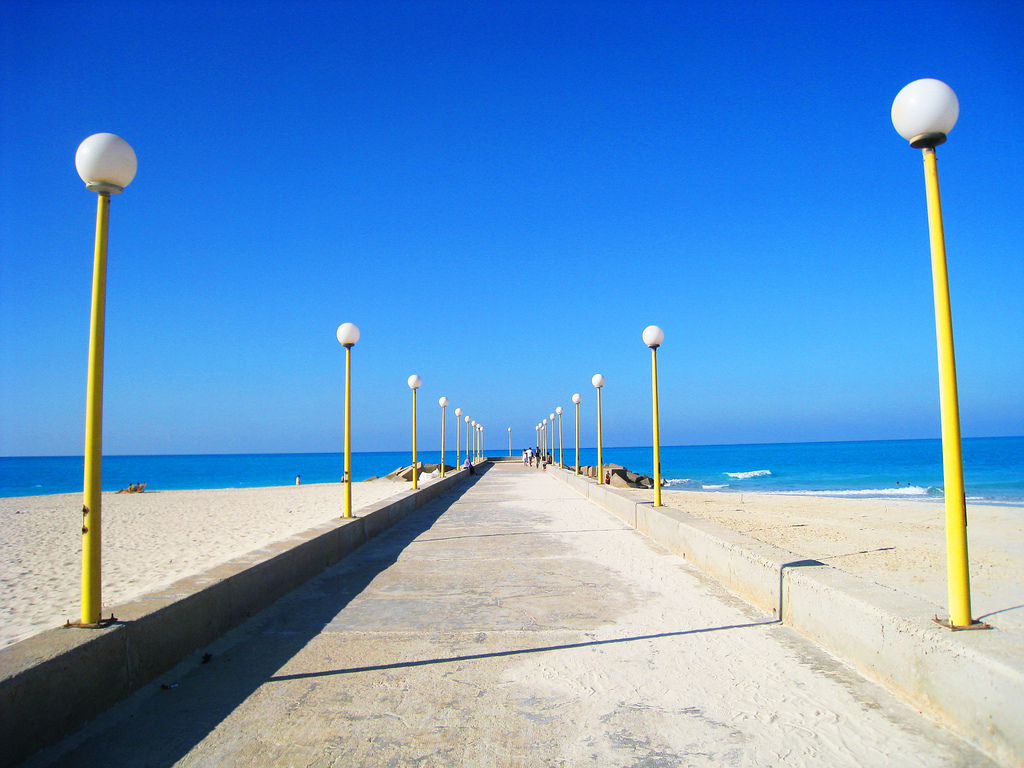
ممشى إلى شاطئ البحر بمارينا العلمين.
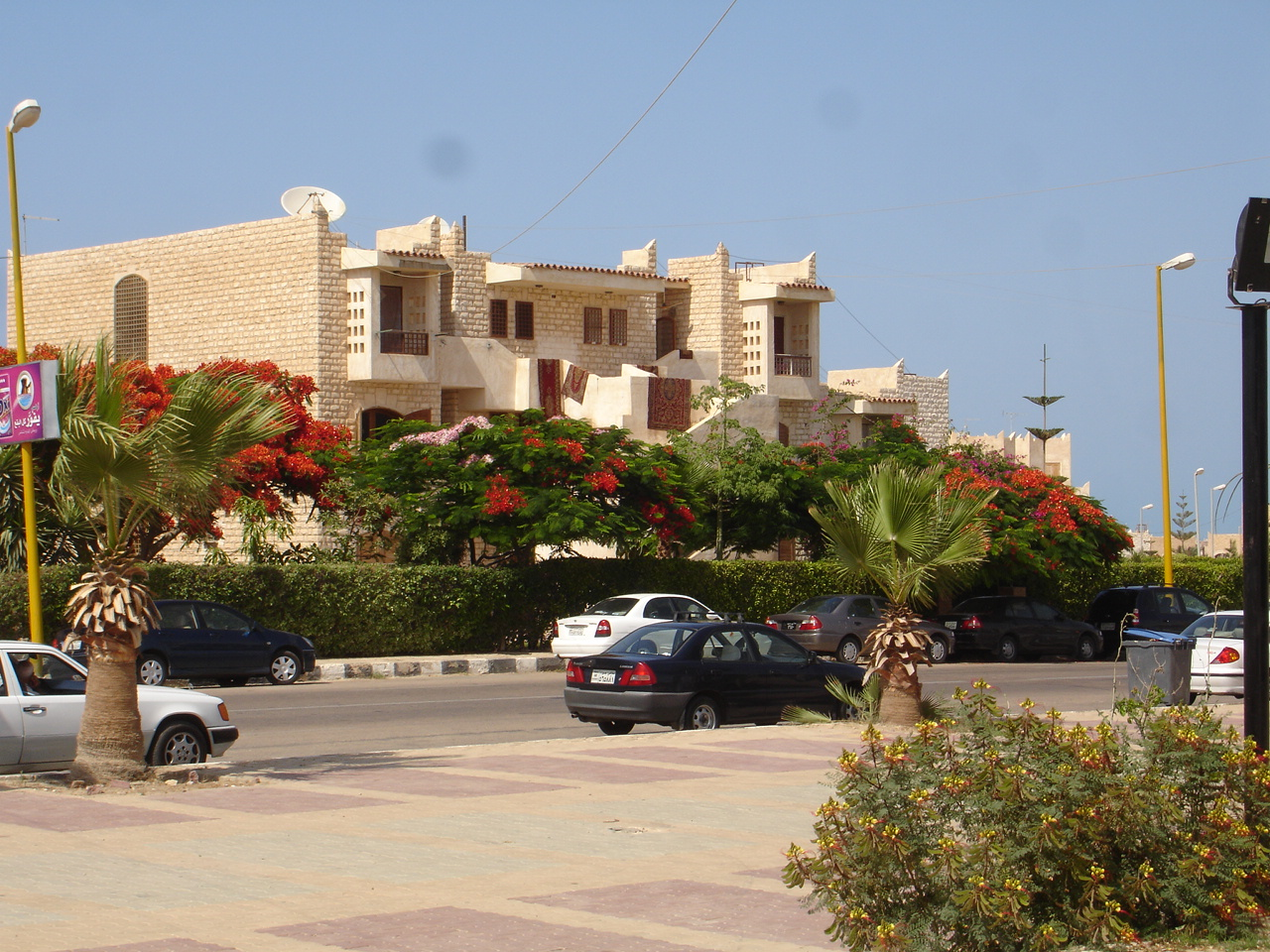
شاليهات مارينا المبنية بالحجر الجيري.
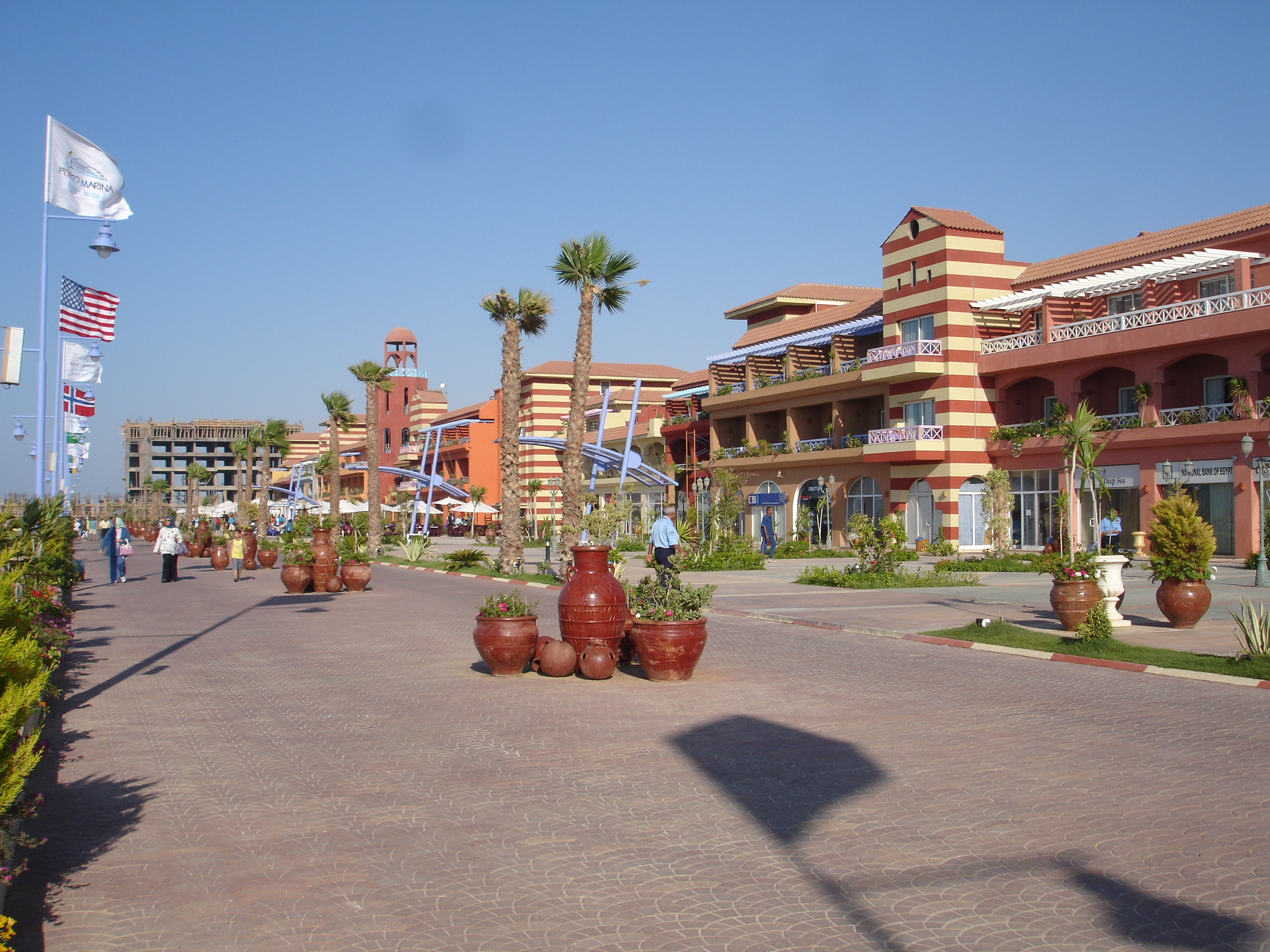
ممرات التسوق داخل بورتو مارينا.
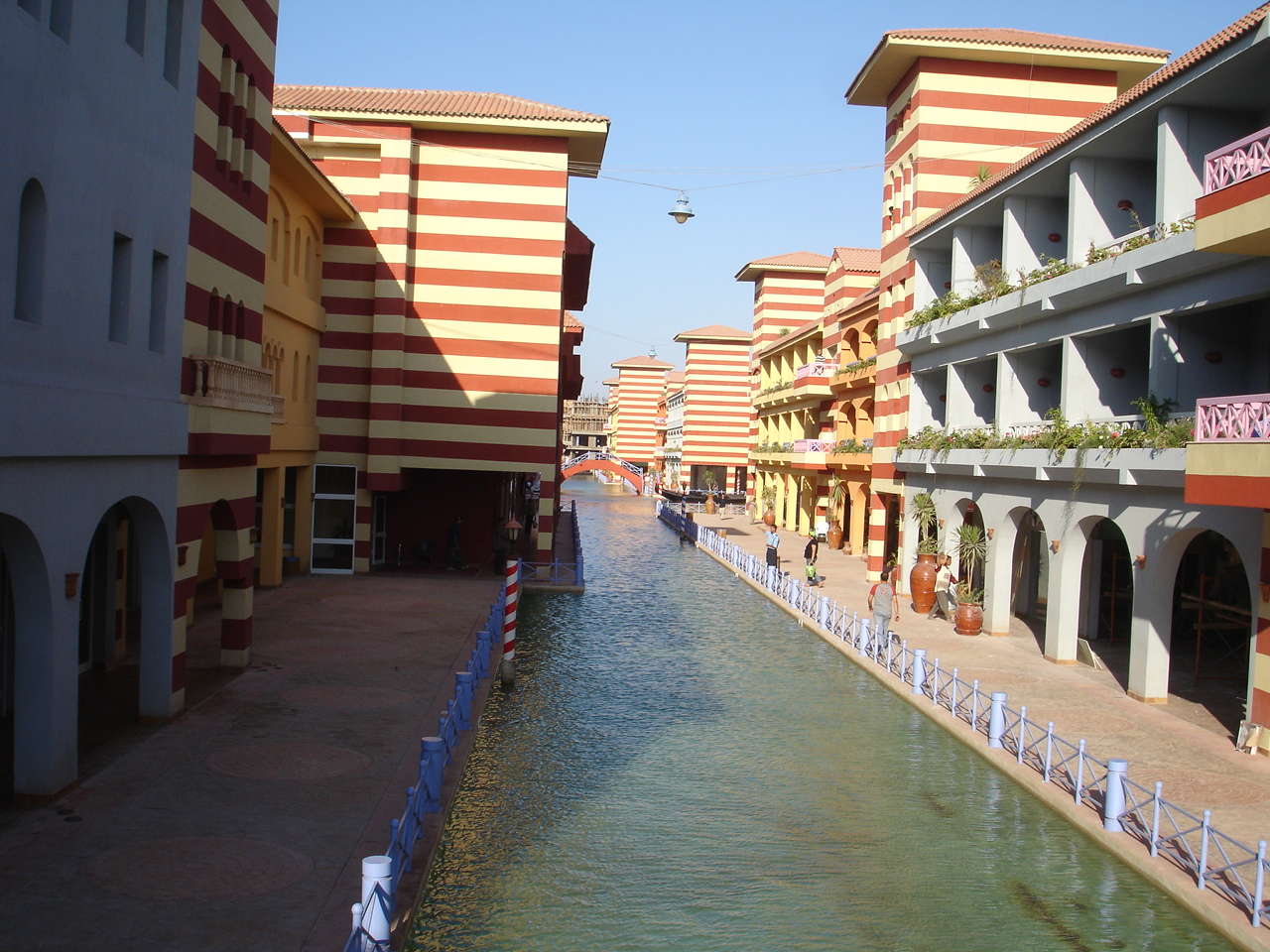
قناة مائية اصطناعية ببورتو مارينا.
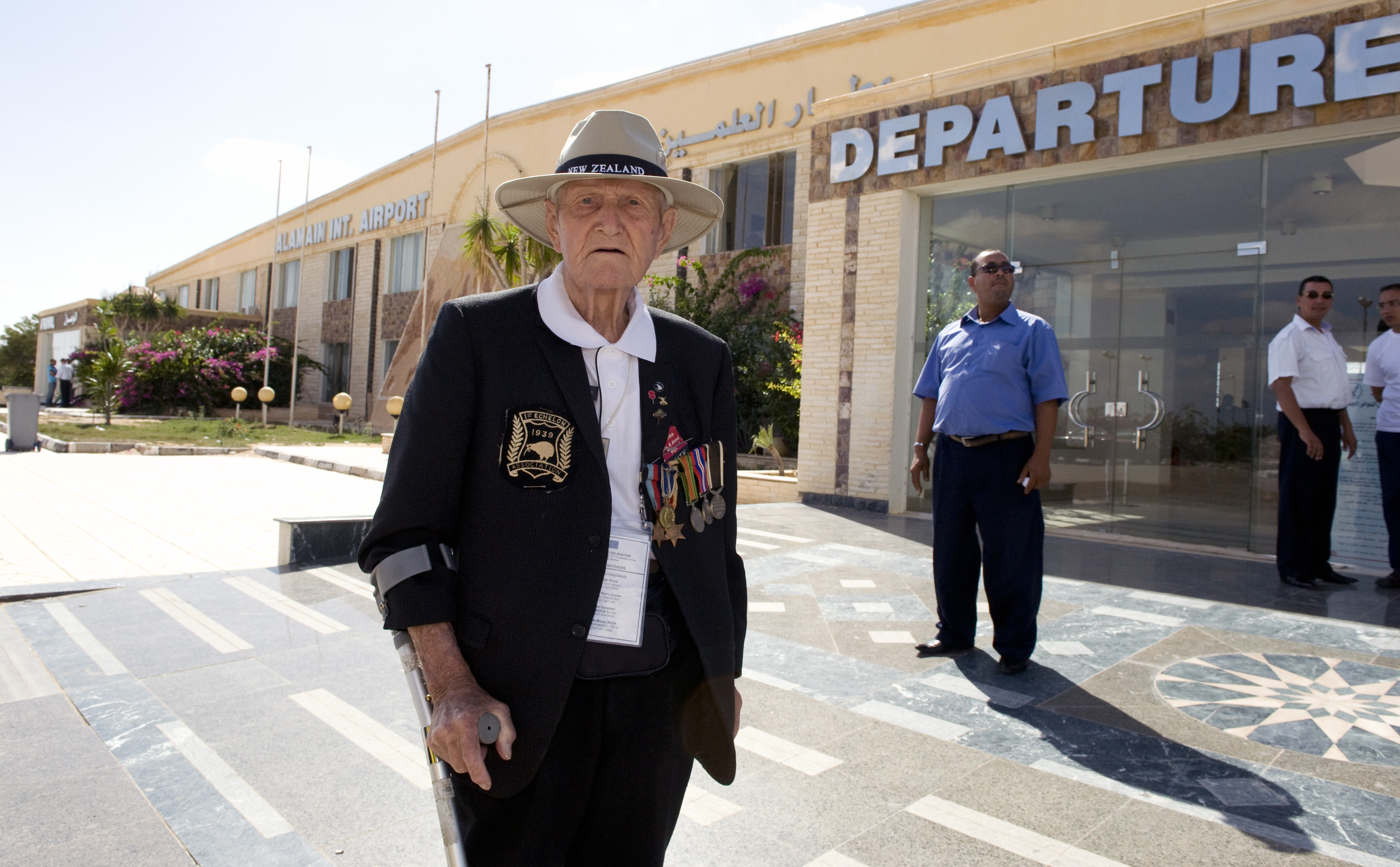
المحاربين القدماء بمعركة العلمين في مطار العلمين الدولي.
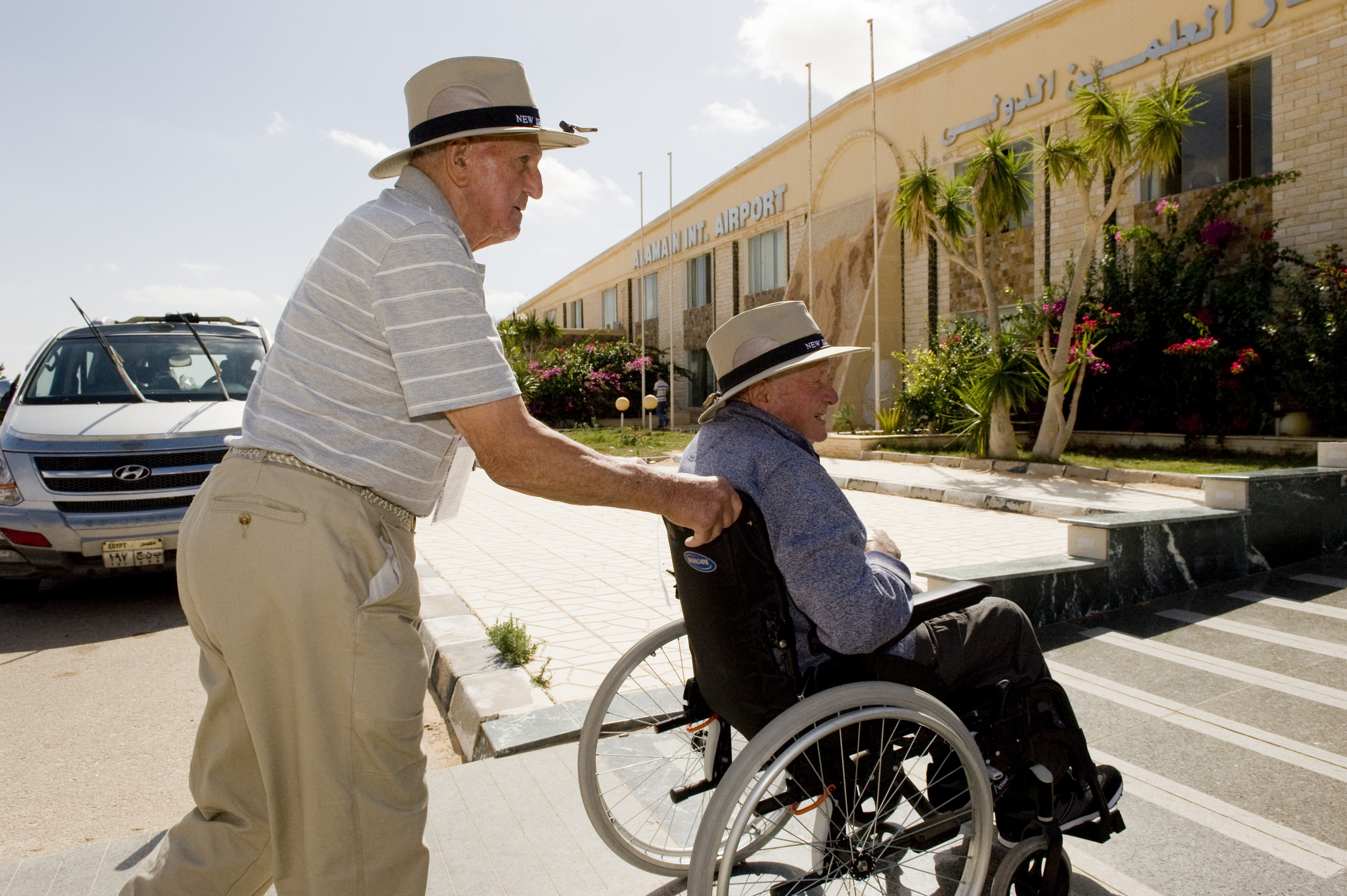
المحاربين القدماء بمعركة العلمين في مطار العلمين الدولي.
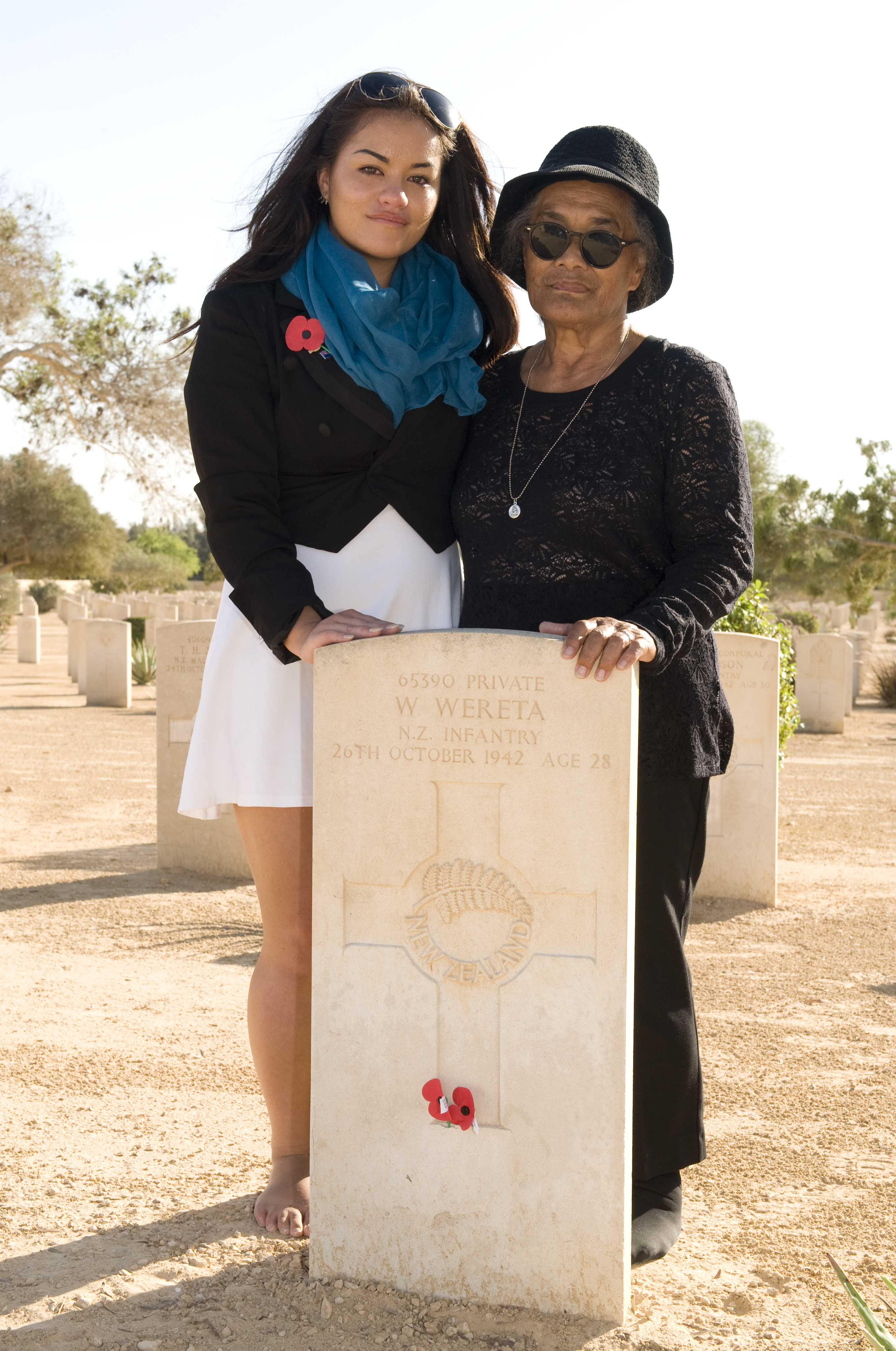
أسر جنود معركة العلمين تزور مقابر ذويها.
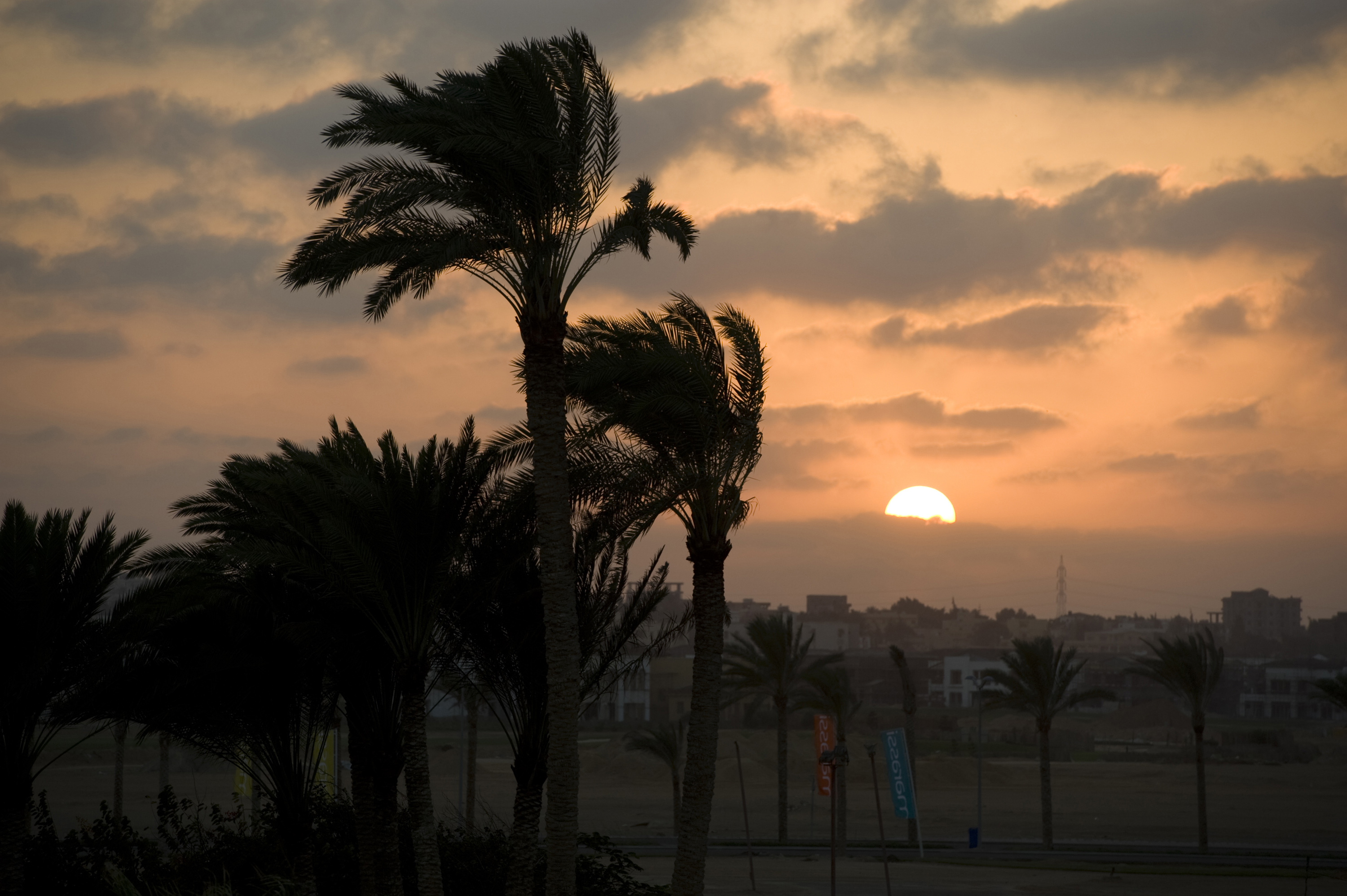
الغروب بمدينة العلمين.
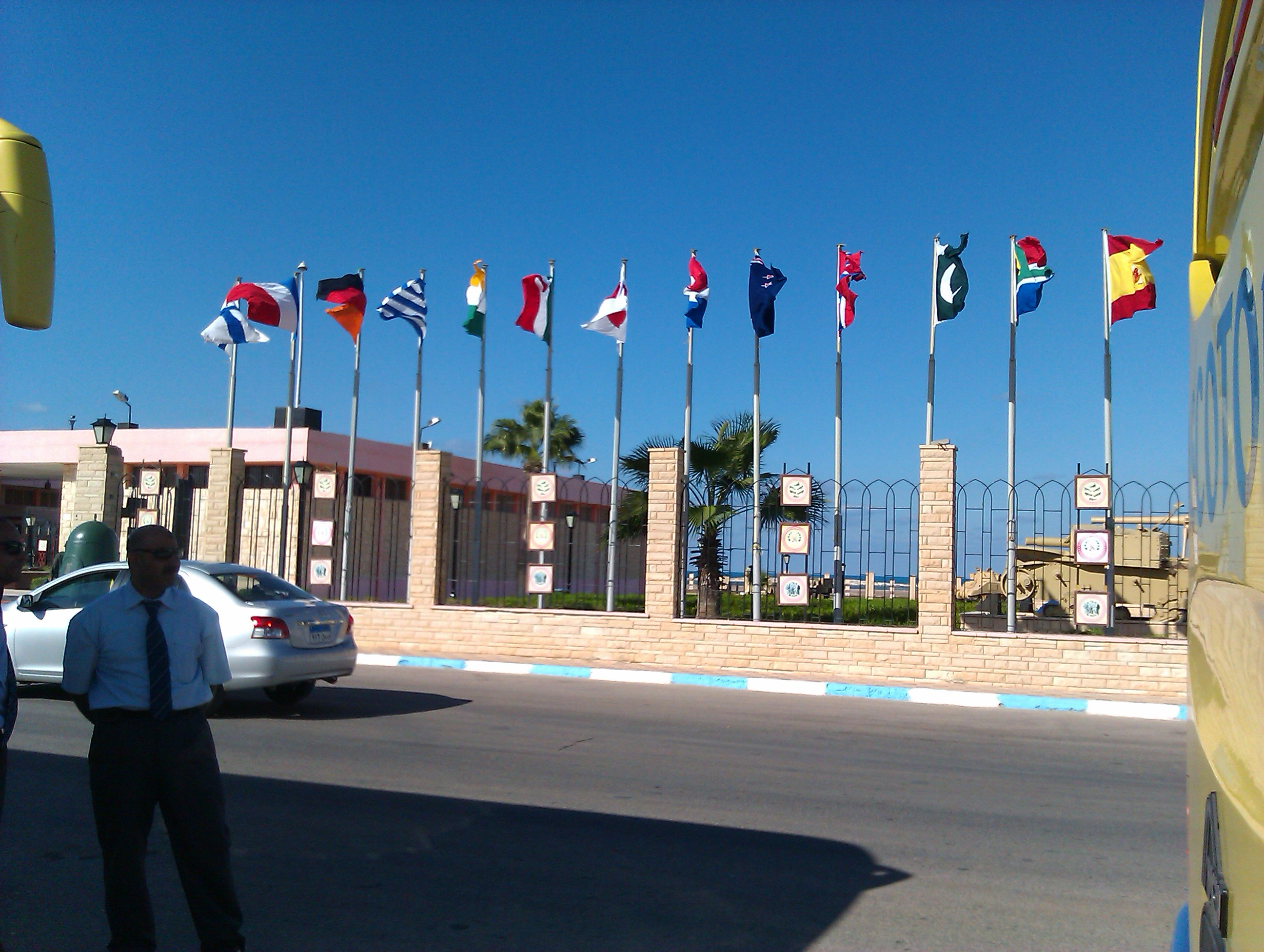
مدخل متحف العلمين العسكري.
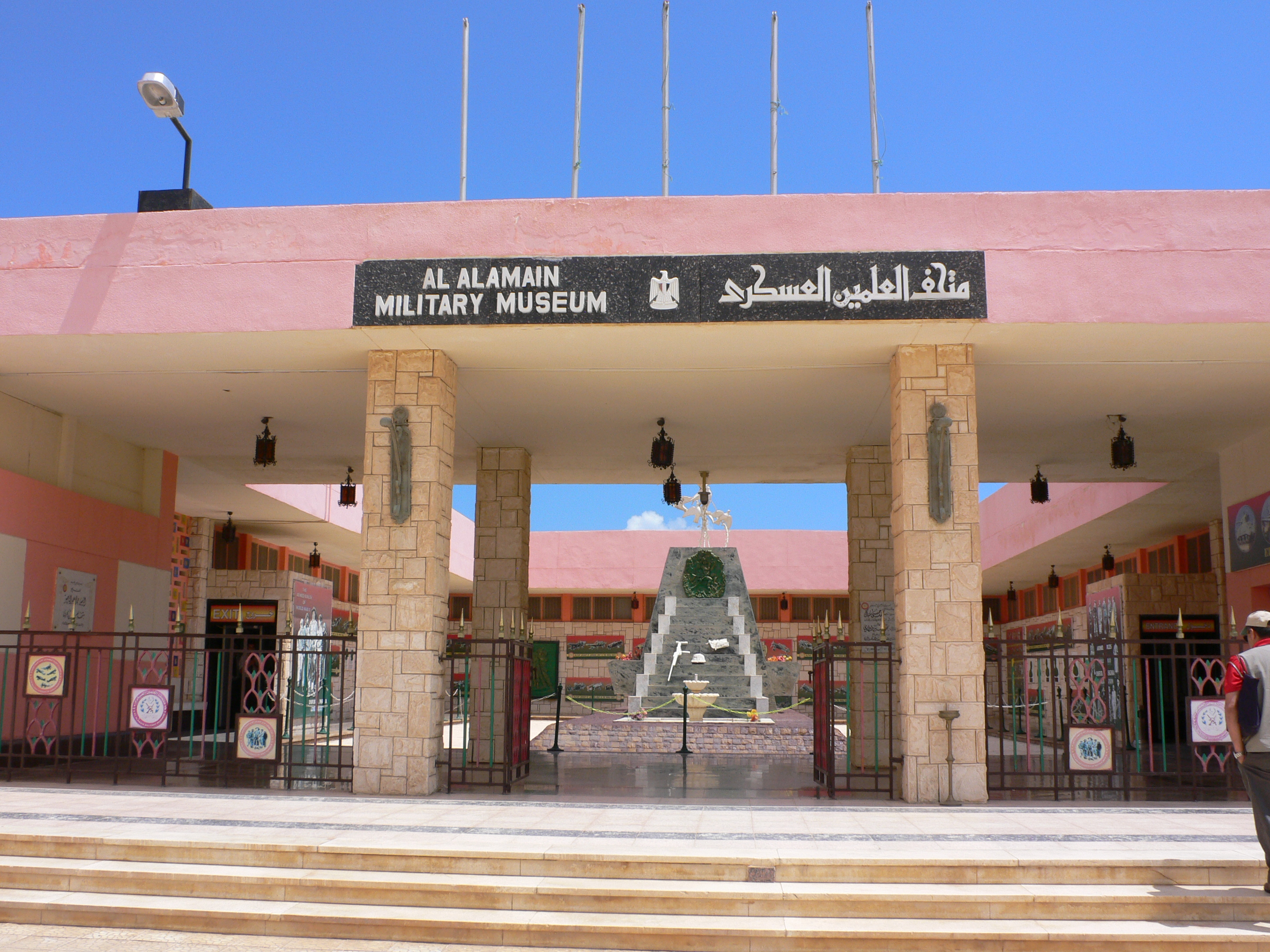
مدخل متحف العلمين العسكري.
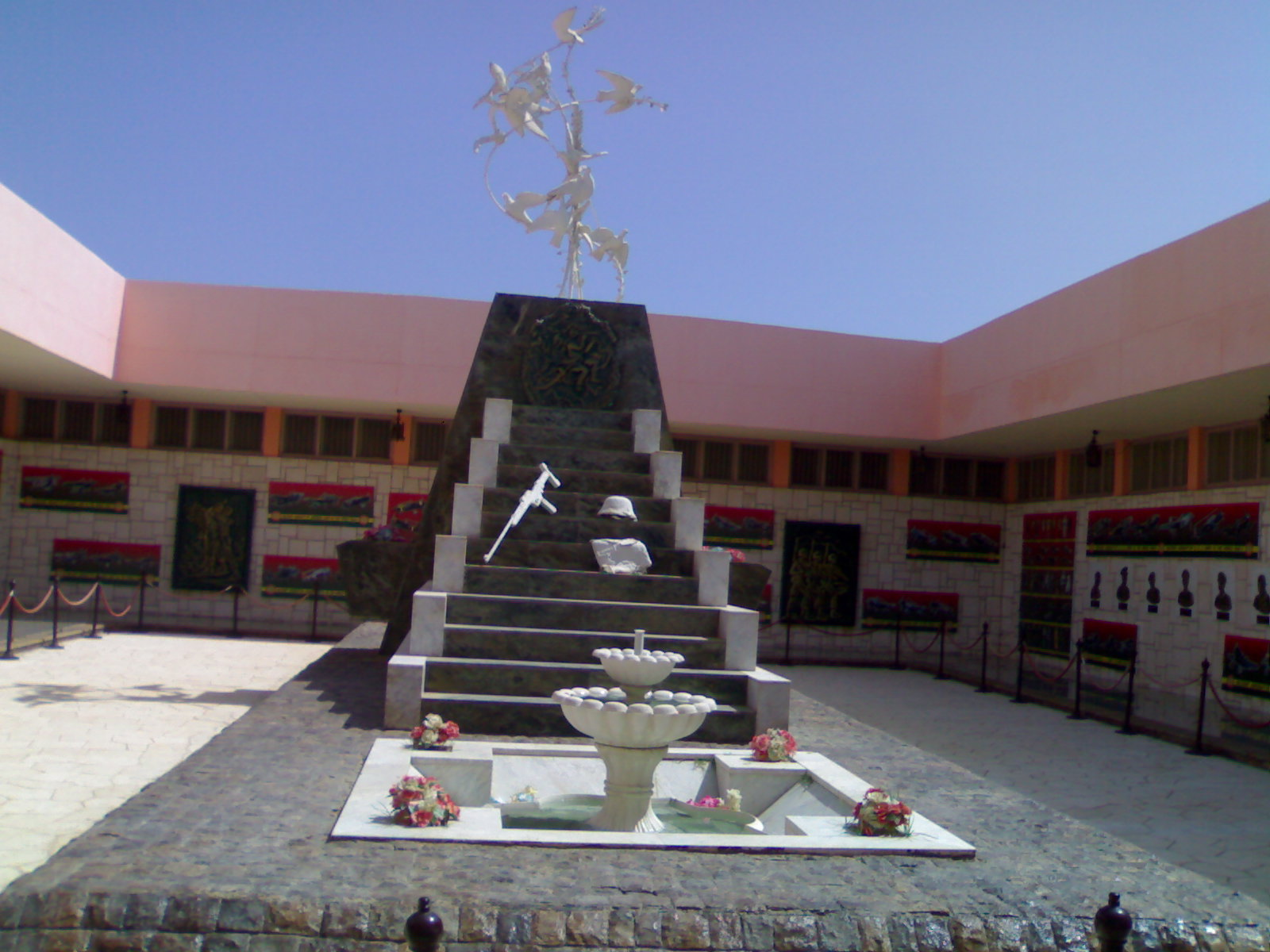
نصب السلام التذكاري الذي يتوسط البهو الرئيسي لمتحف العلمين العسكري.
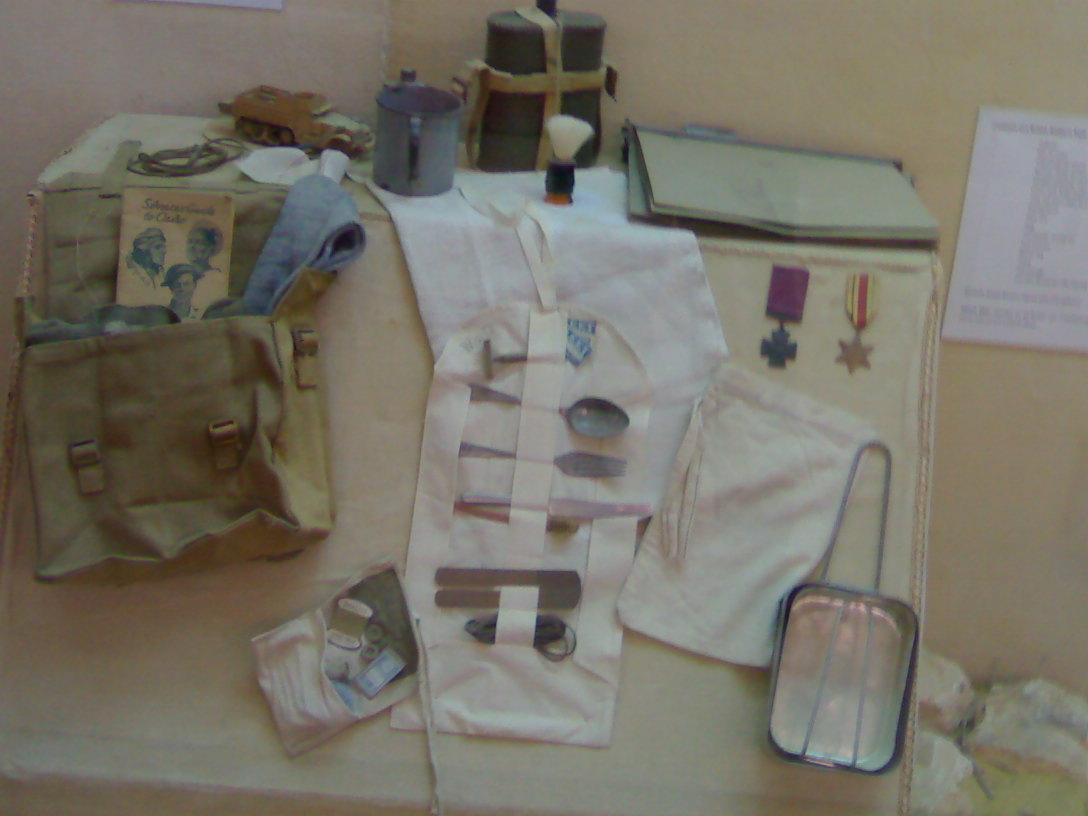
محتويات حقيبة الجنود البريطانيين (متحف العلمين العسكري).
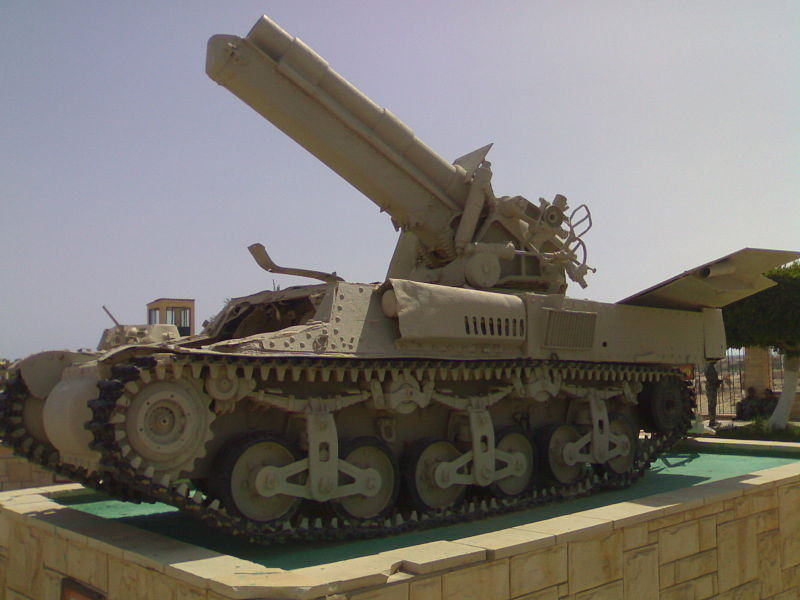
مدفع هاوتزر ألماني (متحف العلمين العسكري).
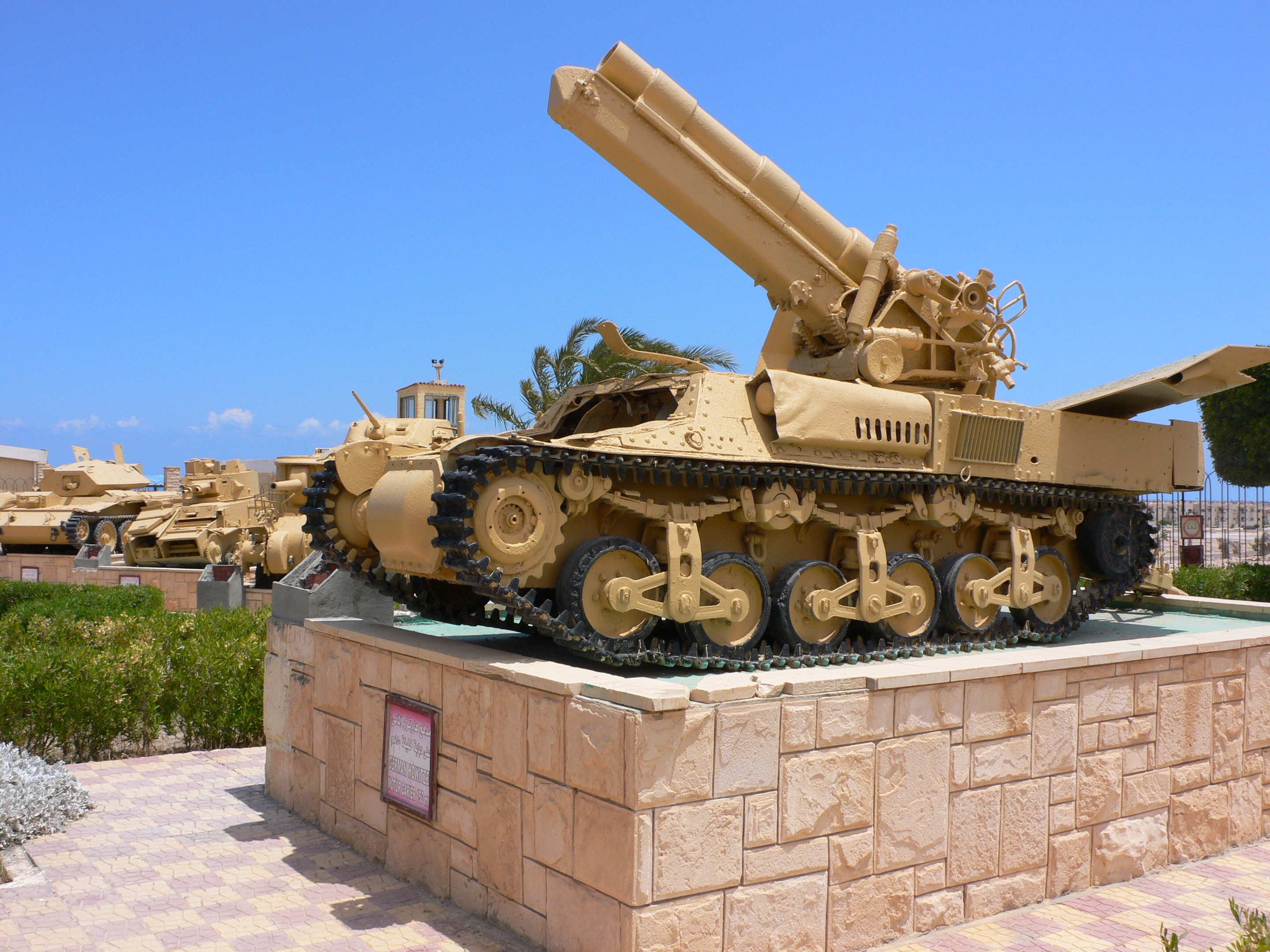
مدفع هاوتزر ألماني (متحف العلمين العسكري).
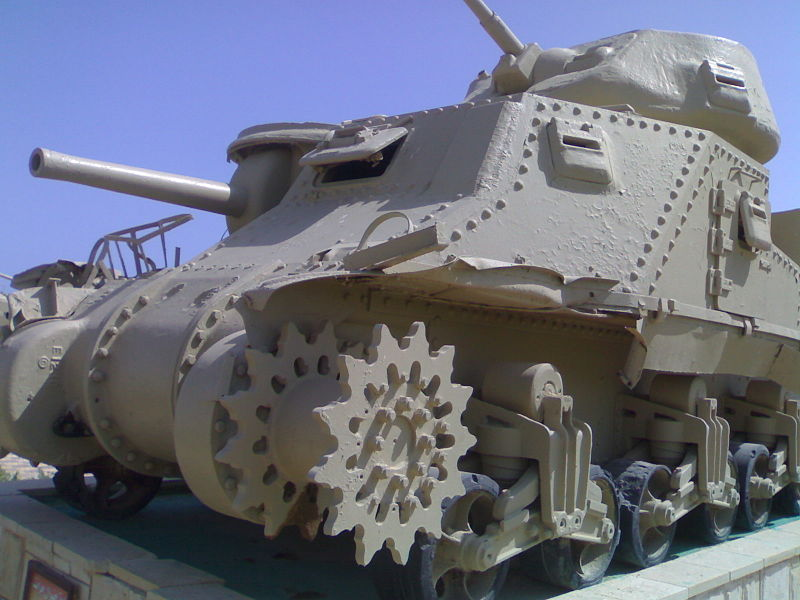
دبابة جنرال غرانت أمريكية (متحف العلمين العسكري).
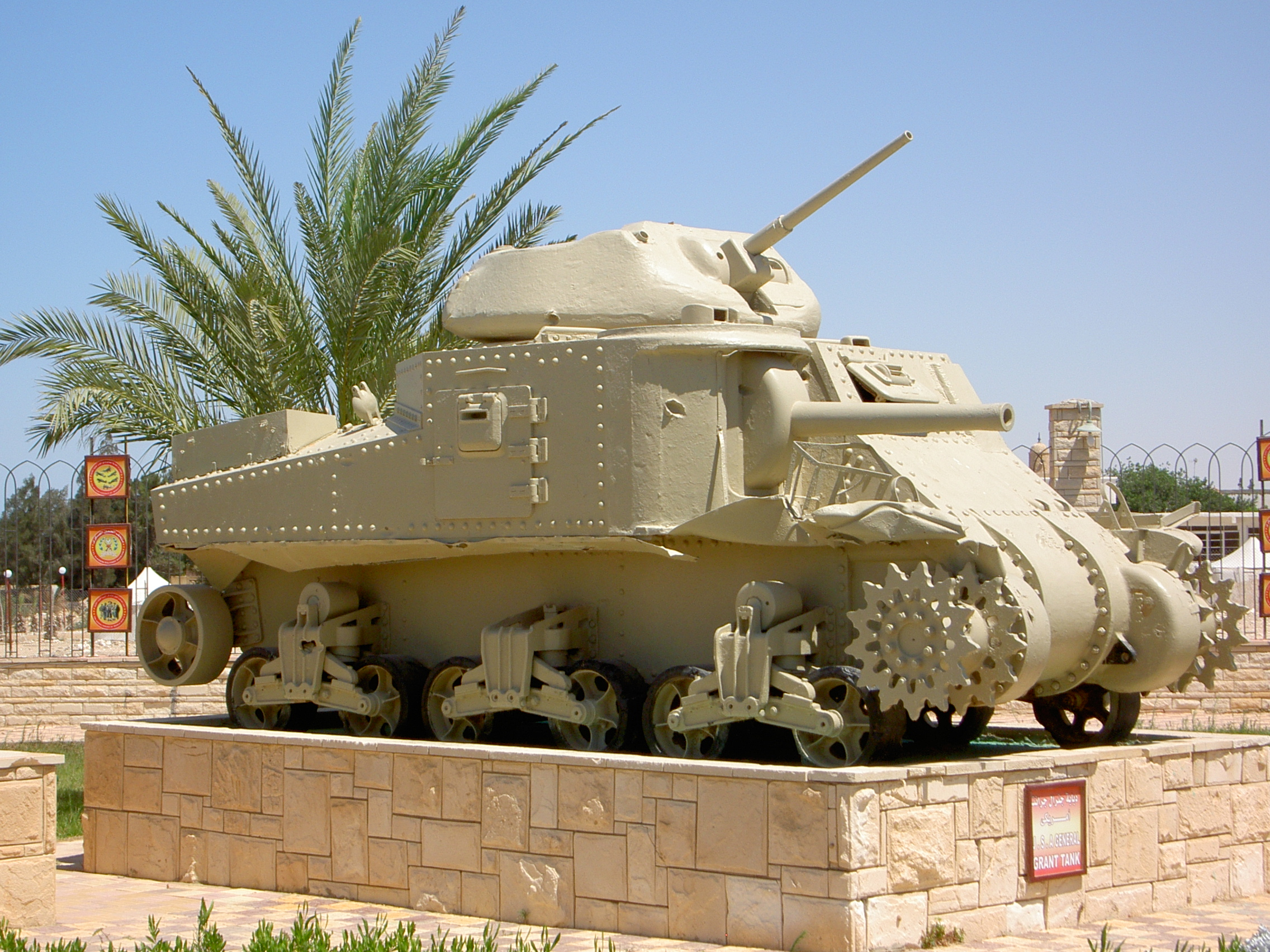
دبابة بريطانية (متحف العلمين العسكري).
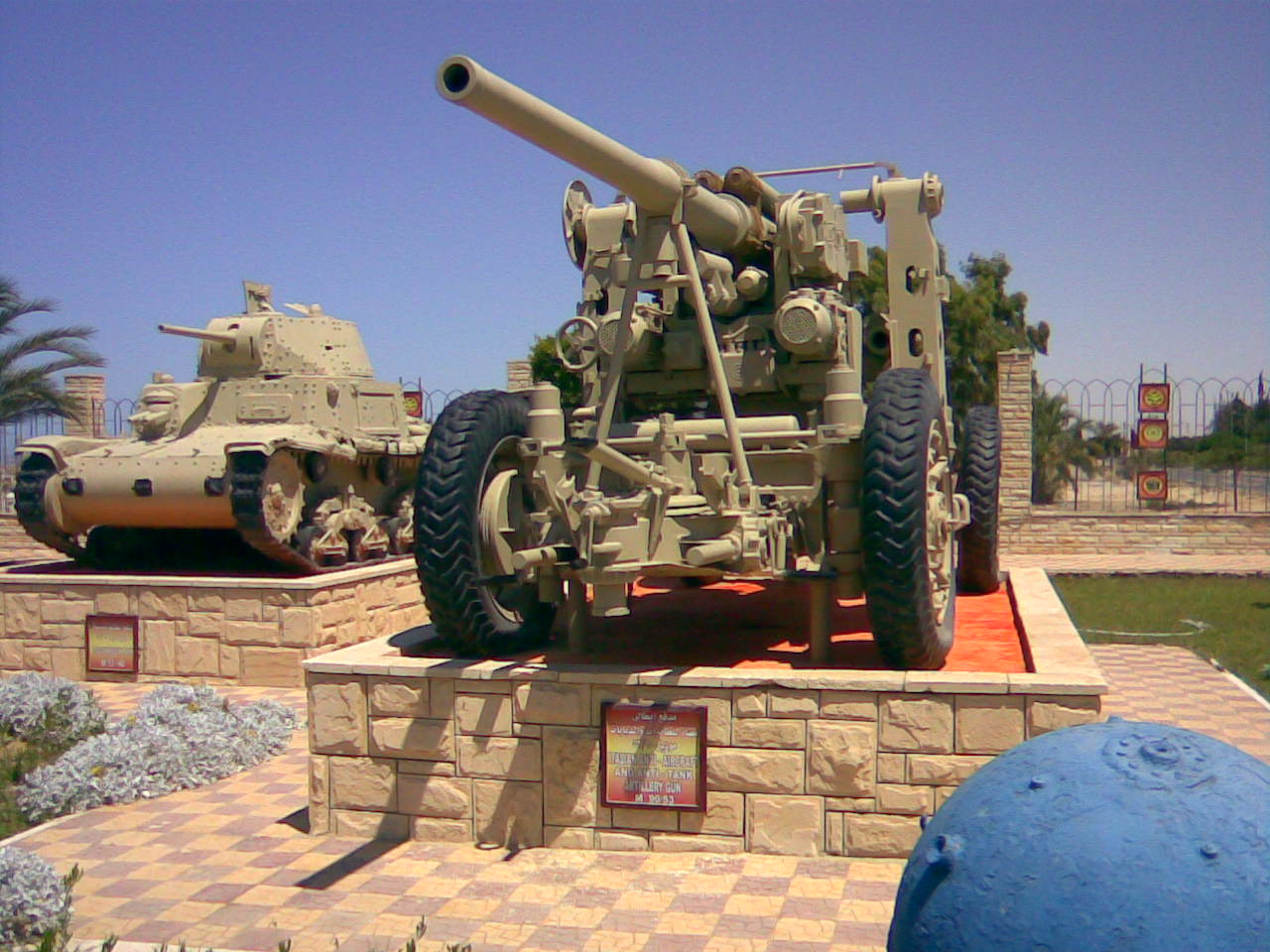
مدفع مضاد للطائرات (متحف العلمين العسكري).
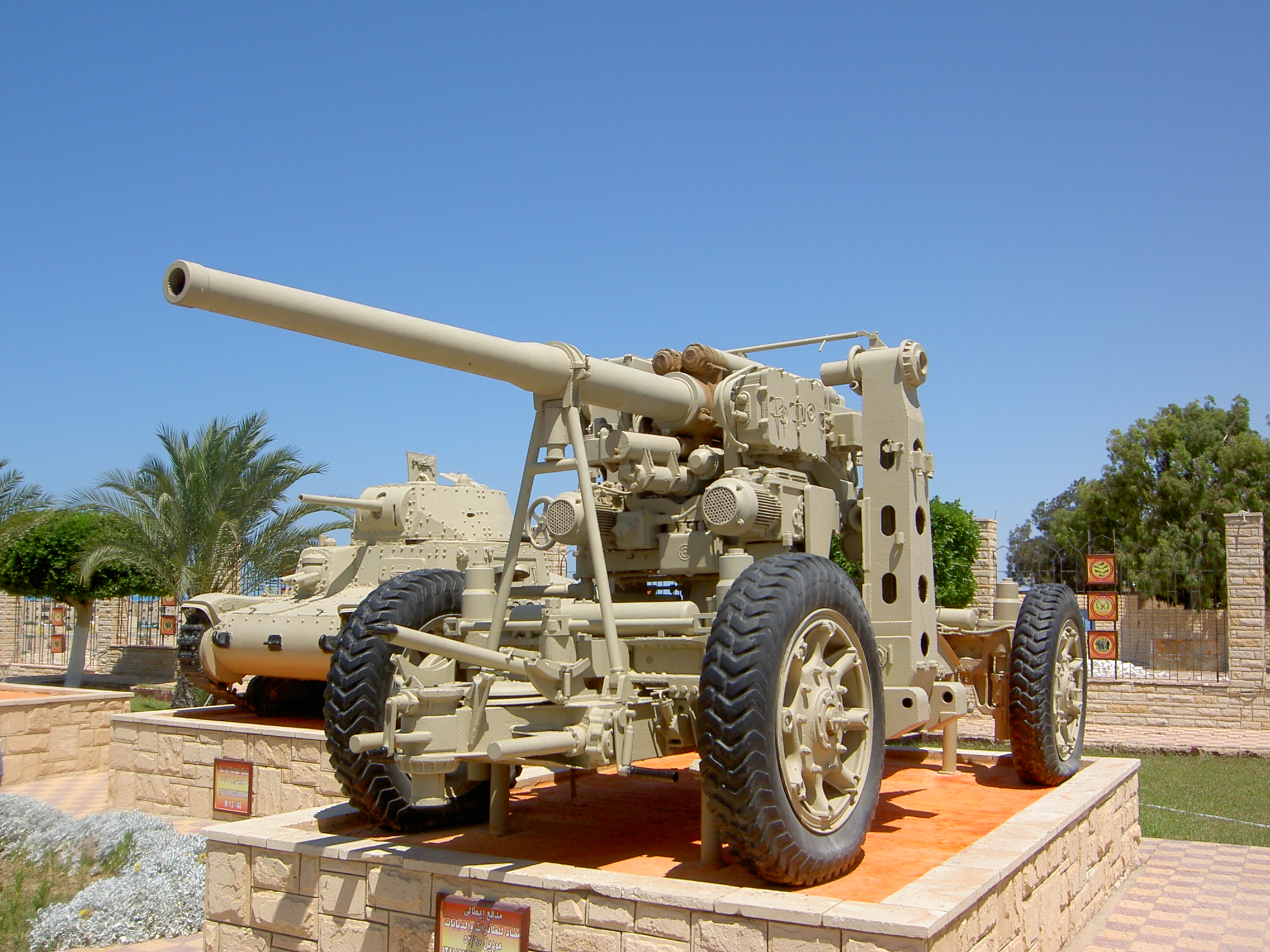
مدفع إيطالي مضاد للطائرات (متحف العلمين العسكري).
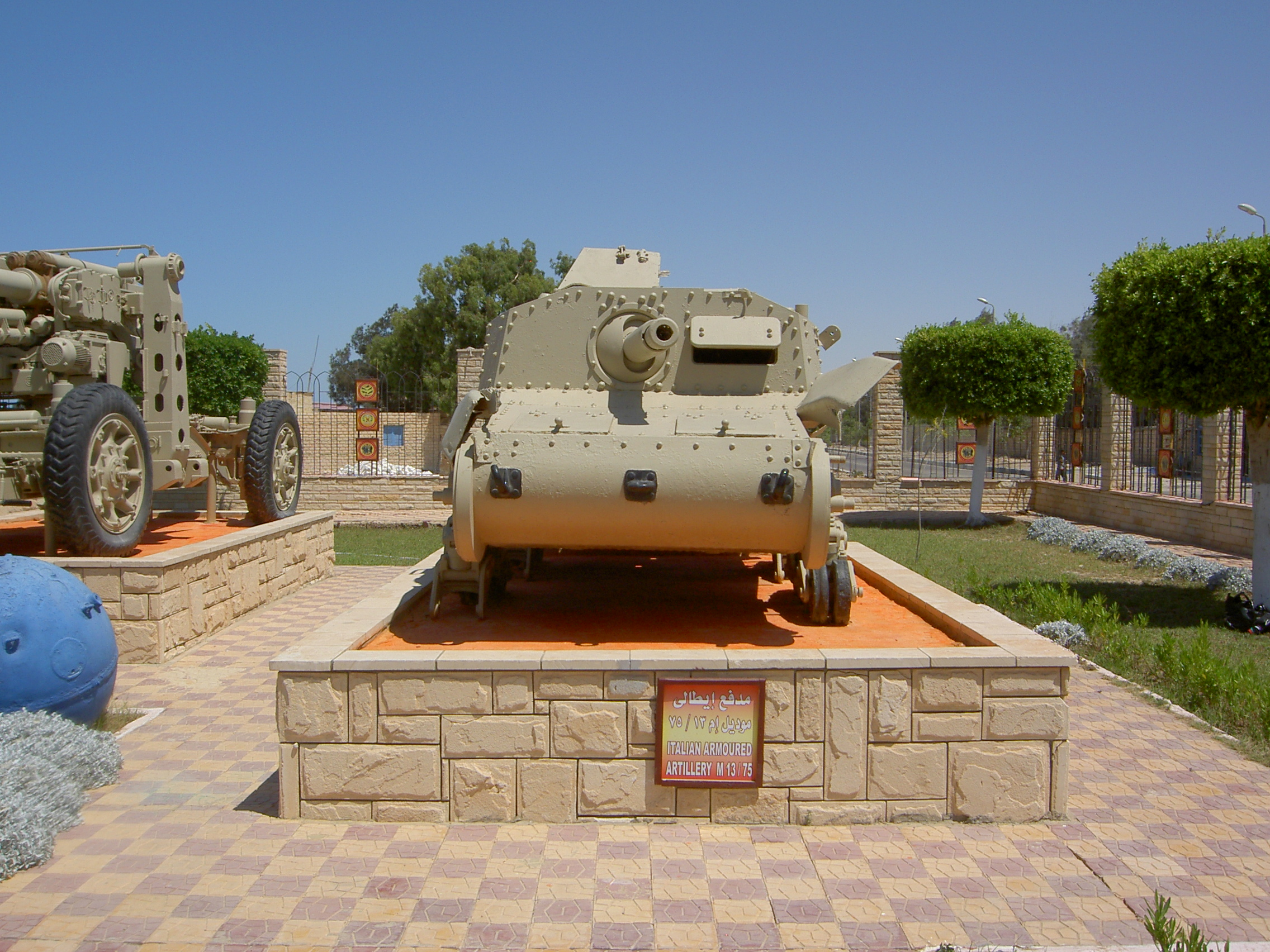
مدفع إيطالي (متحف العلمين العسكري).
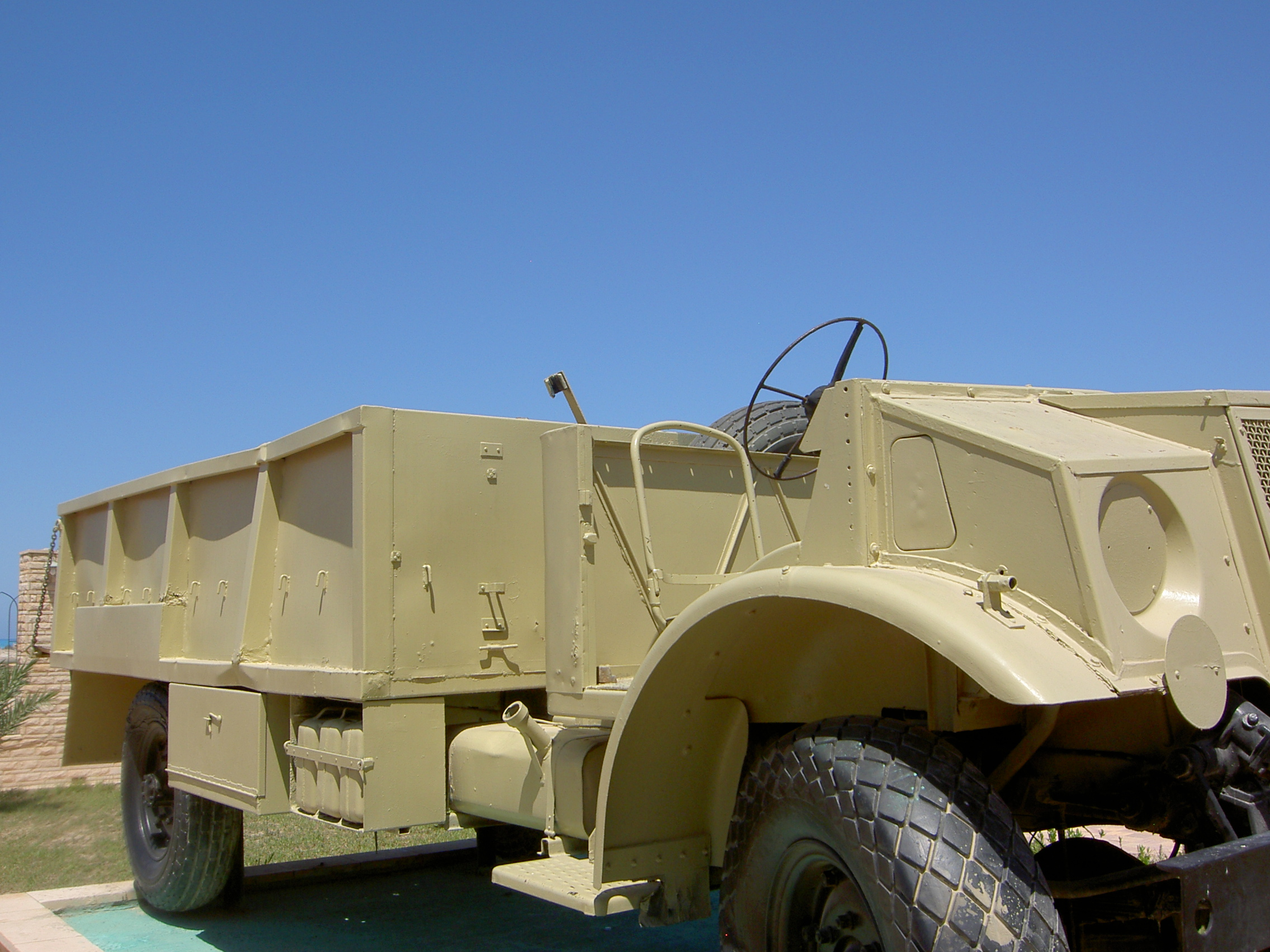
شاحنة طراز فورد (متحف العلمين العسكري).
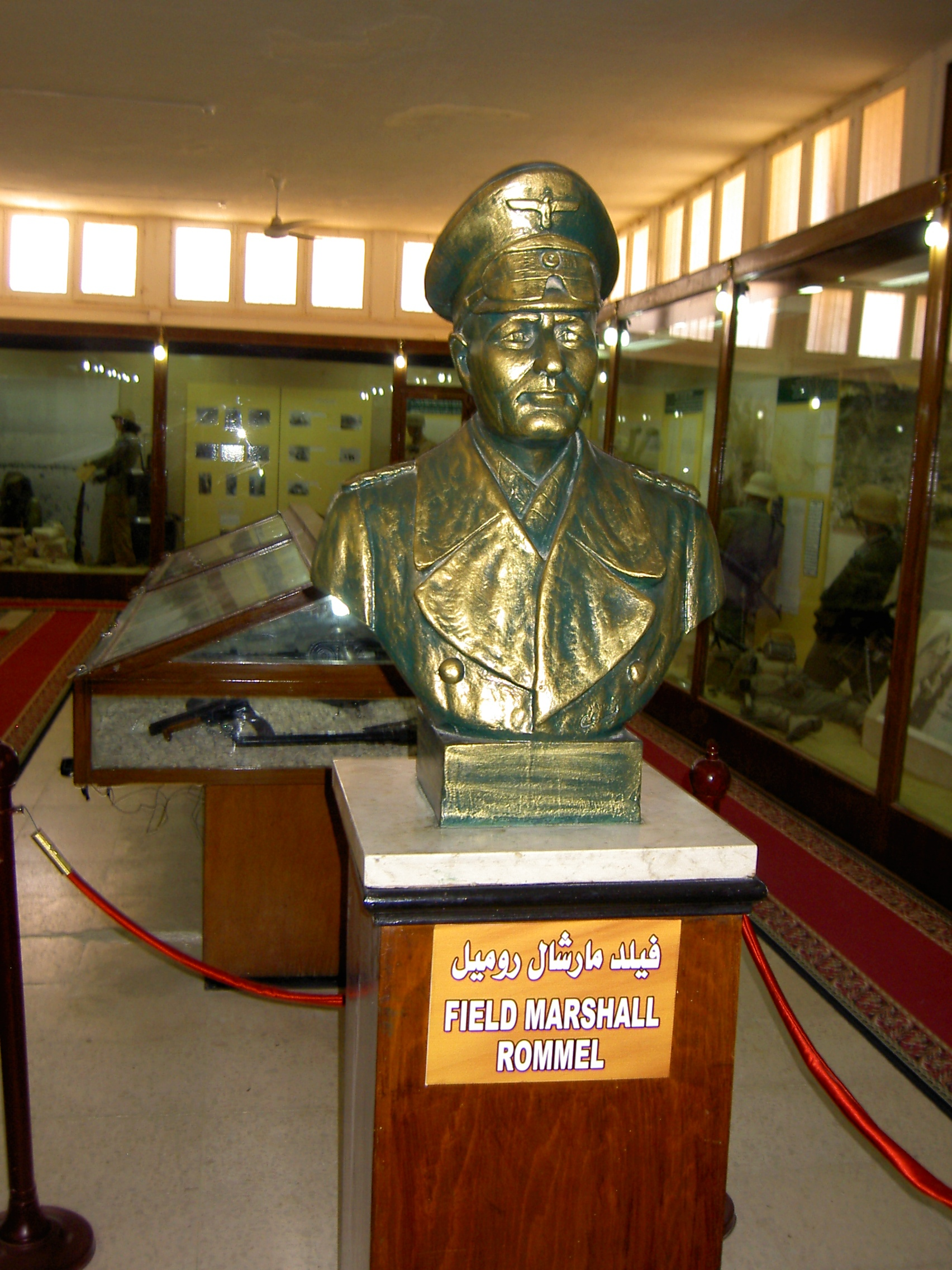
مجسم معدني للقائد الألماني / فيلد مارشال رومل (متحف العلمين العسكري).
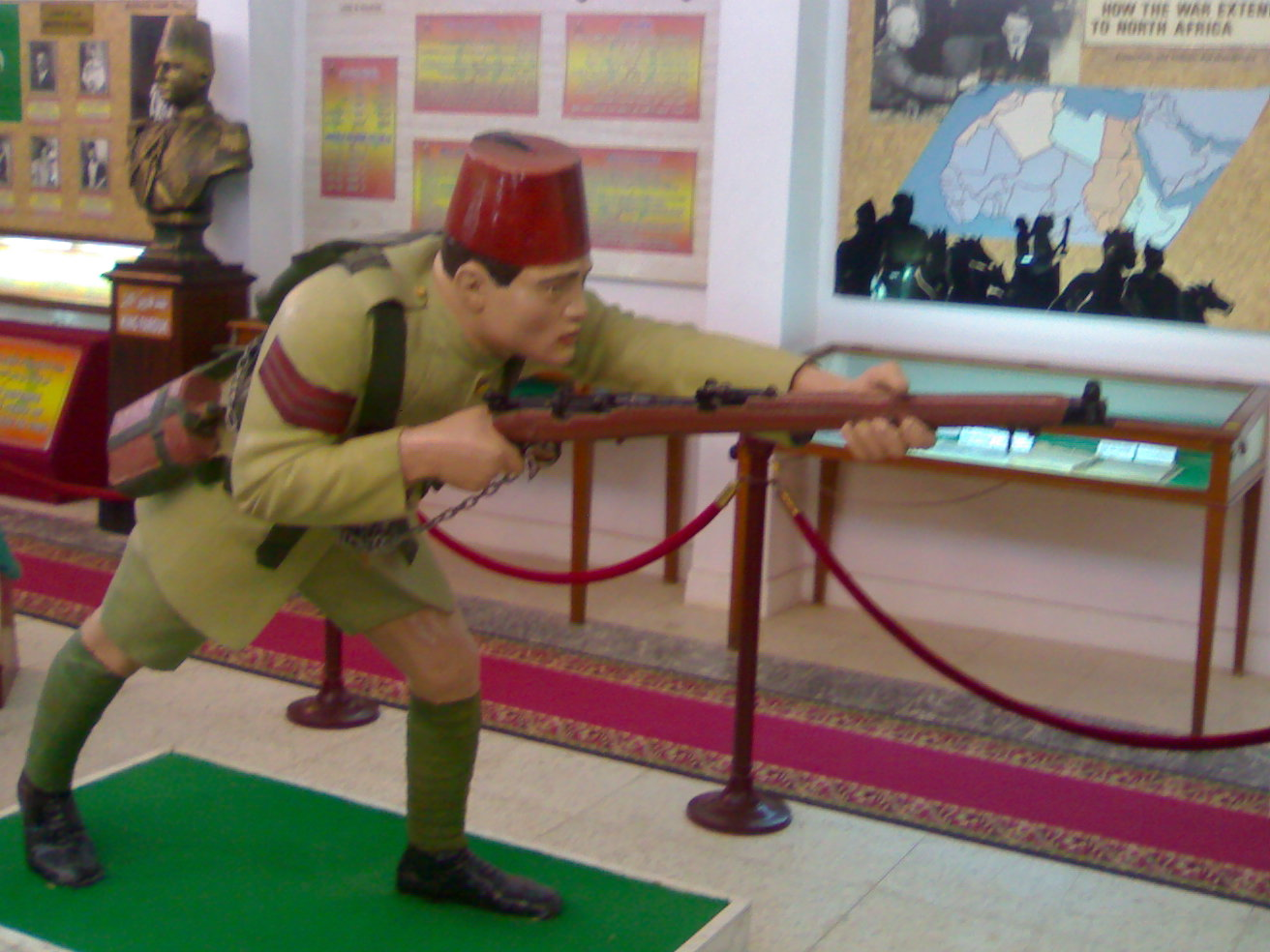
جندي مصري (متحف العلمين العسكري).
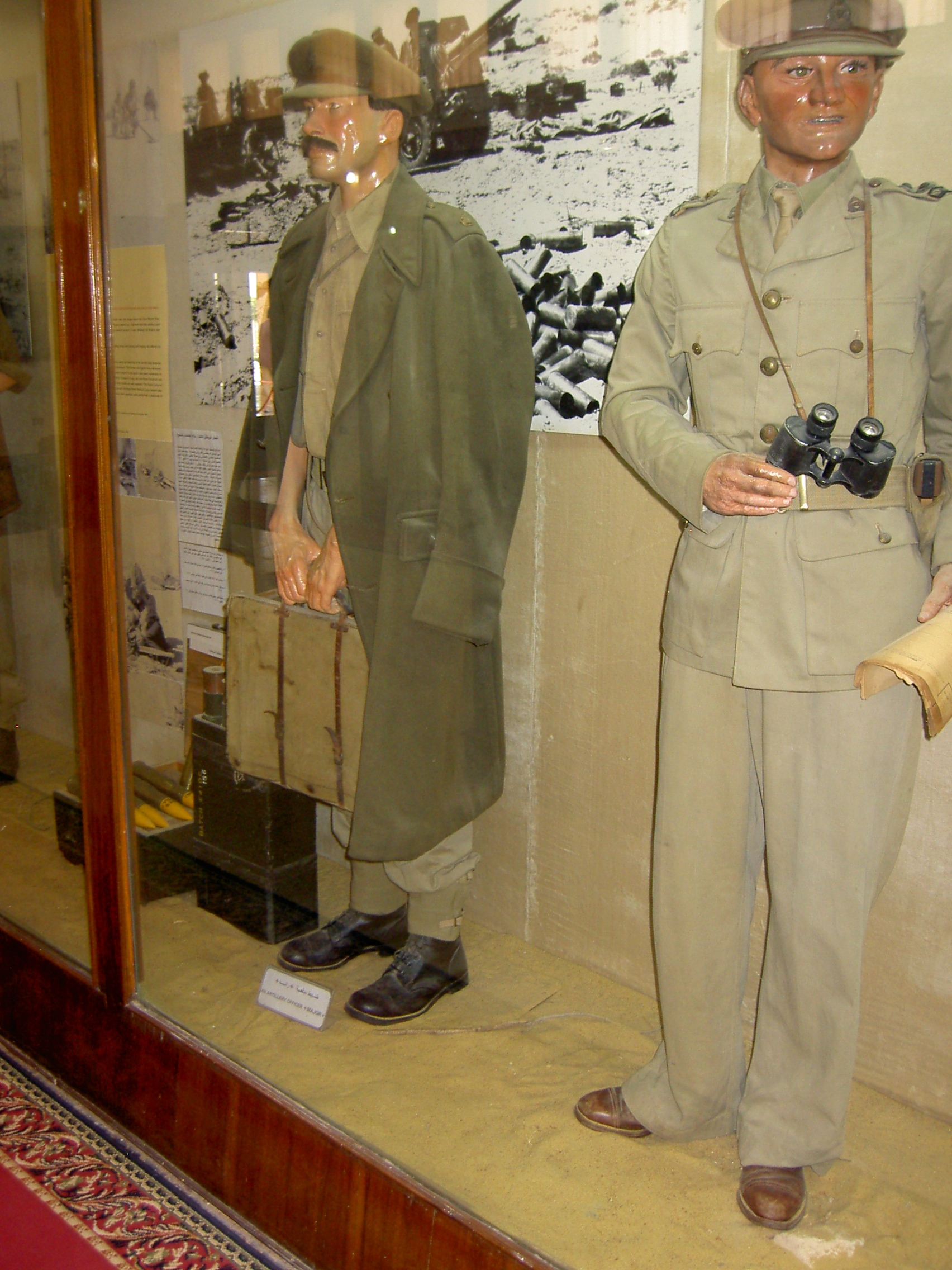
ضباط إيطاليين (متحف العلمين العسكري).
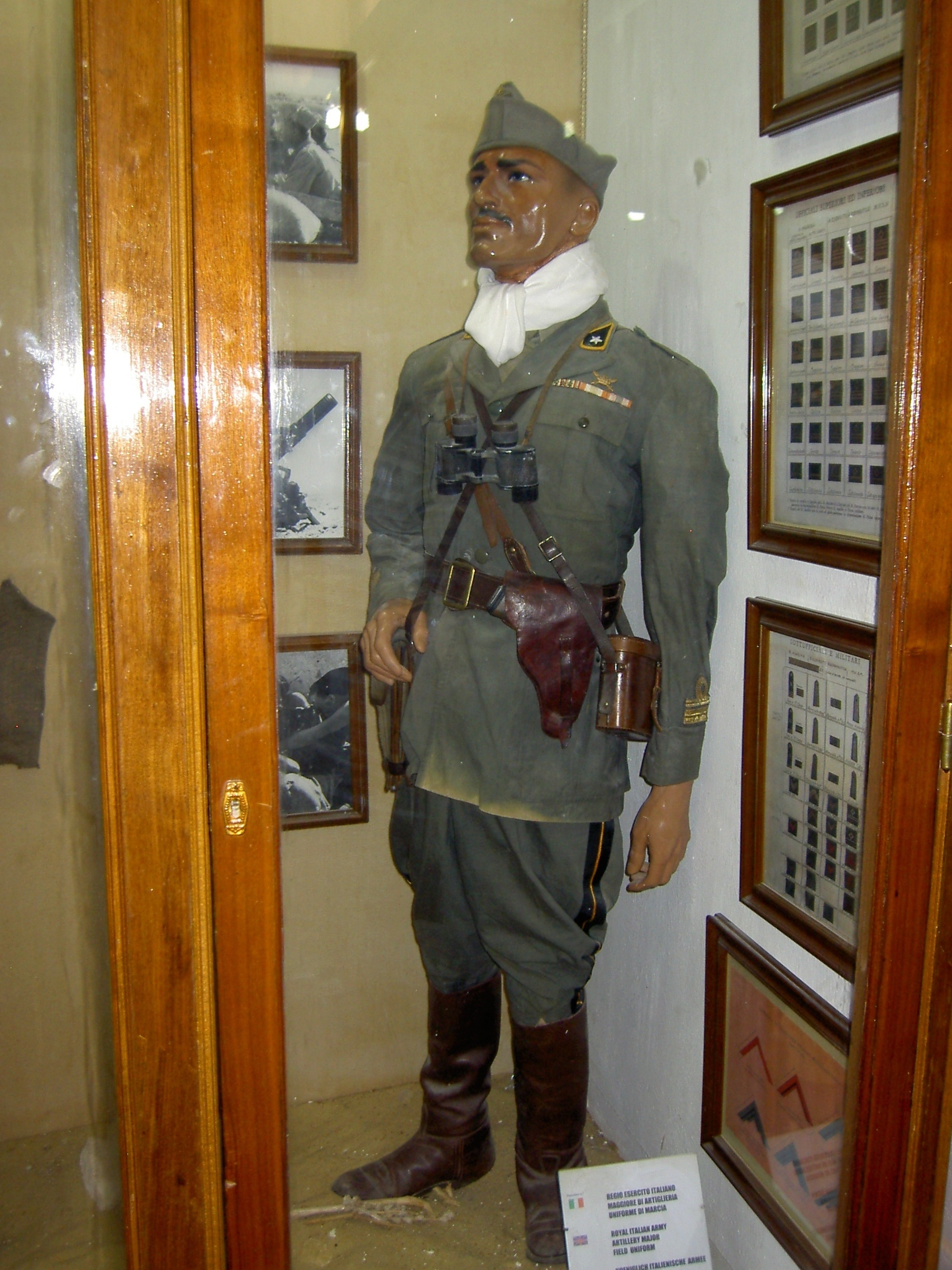
رائد مدفعية إيطالي (متحف العلمين العسكري).
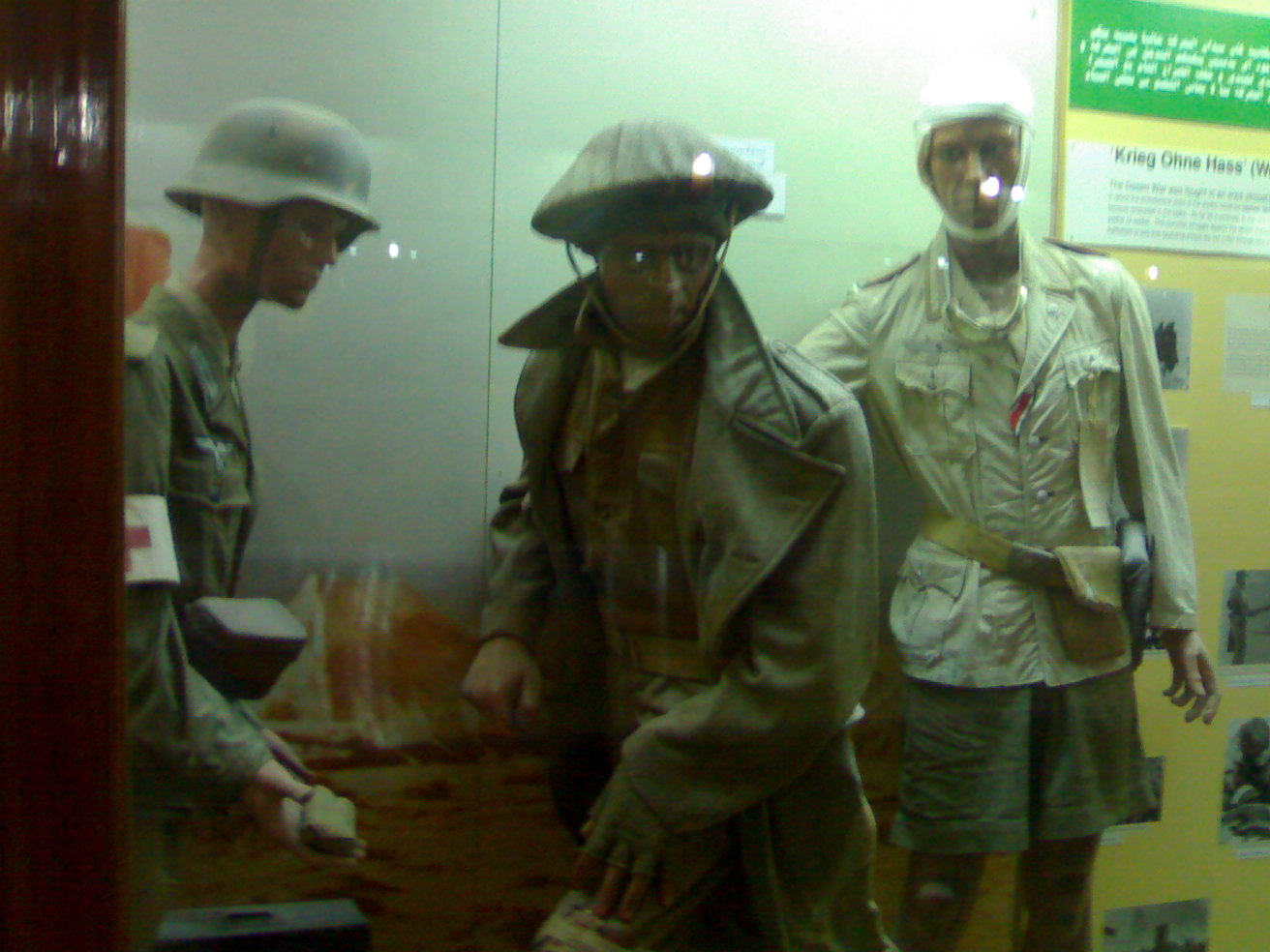
أسير هندي تابع لقوات الكومنولث أثناء نقله إلى نقطة إسعاف ألمانية (متحف العلمين الحربي).
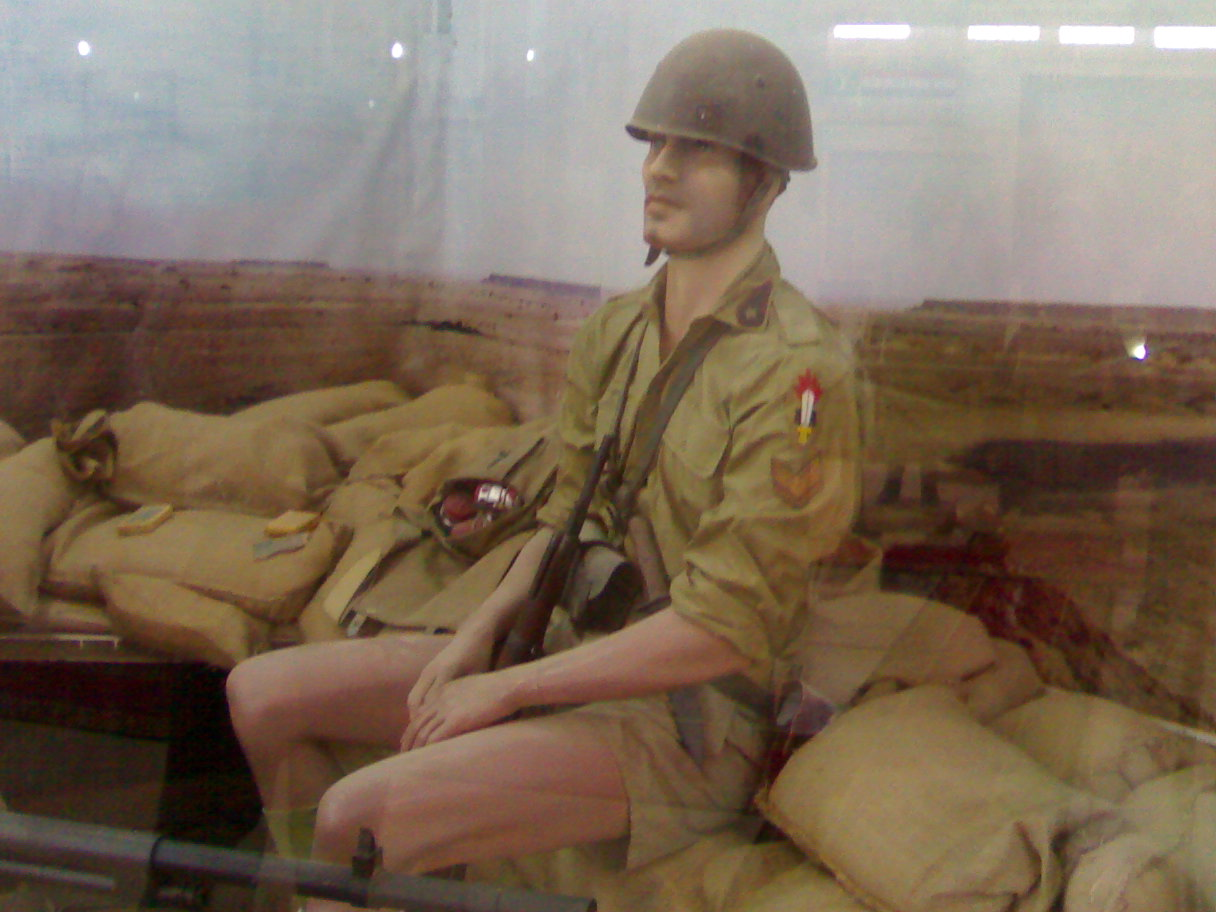
مهندس عسكري إيطالي (متحف العلمين الحربي).
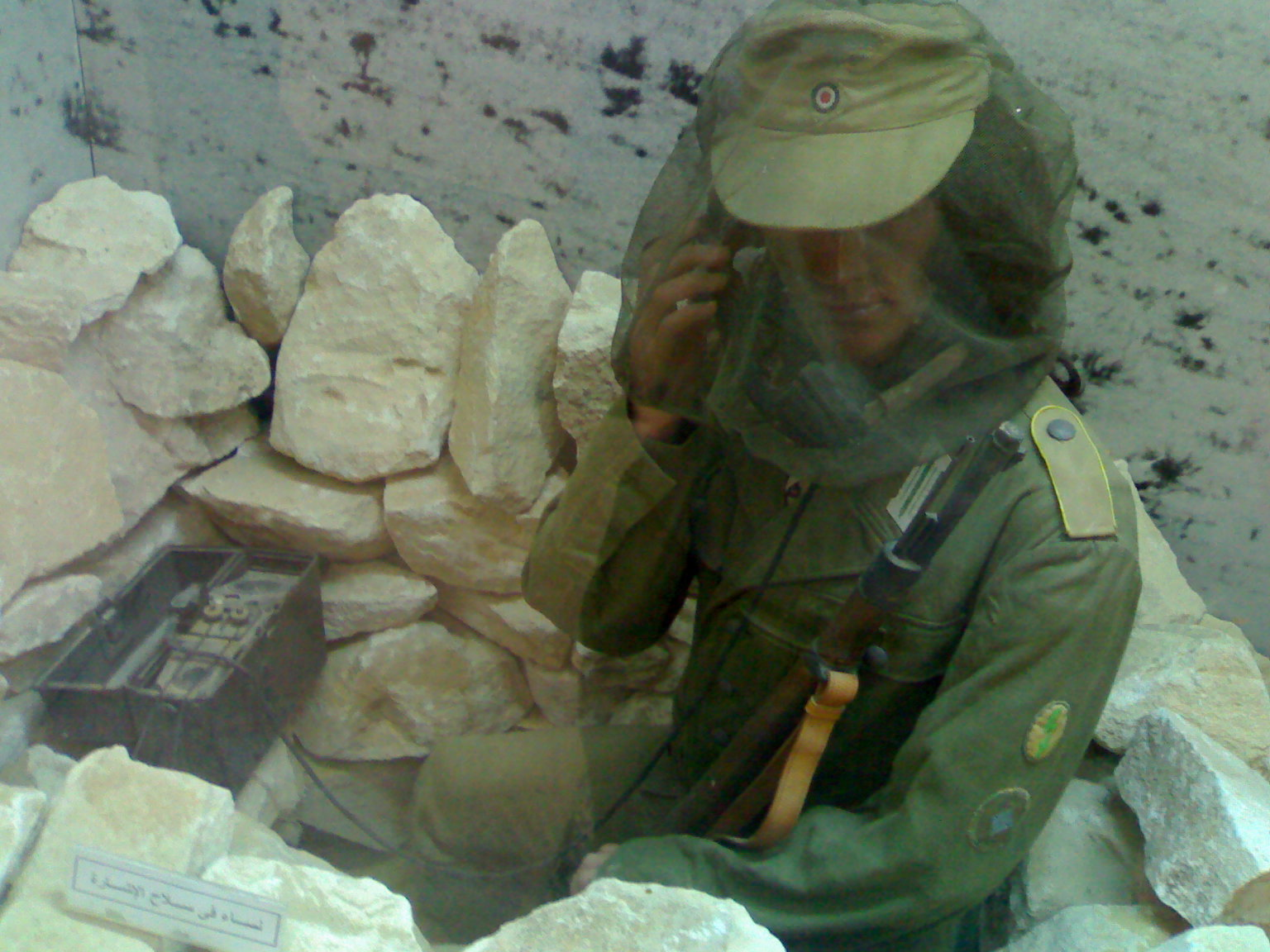
امرأة ألمانية مجندة في سلاح الإشارة (متحف العلمين العسكري).
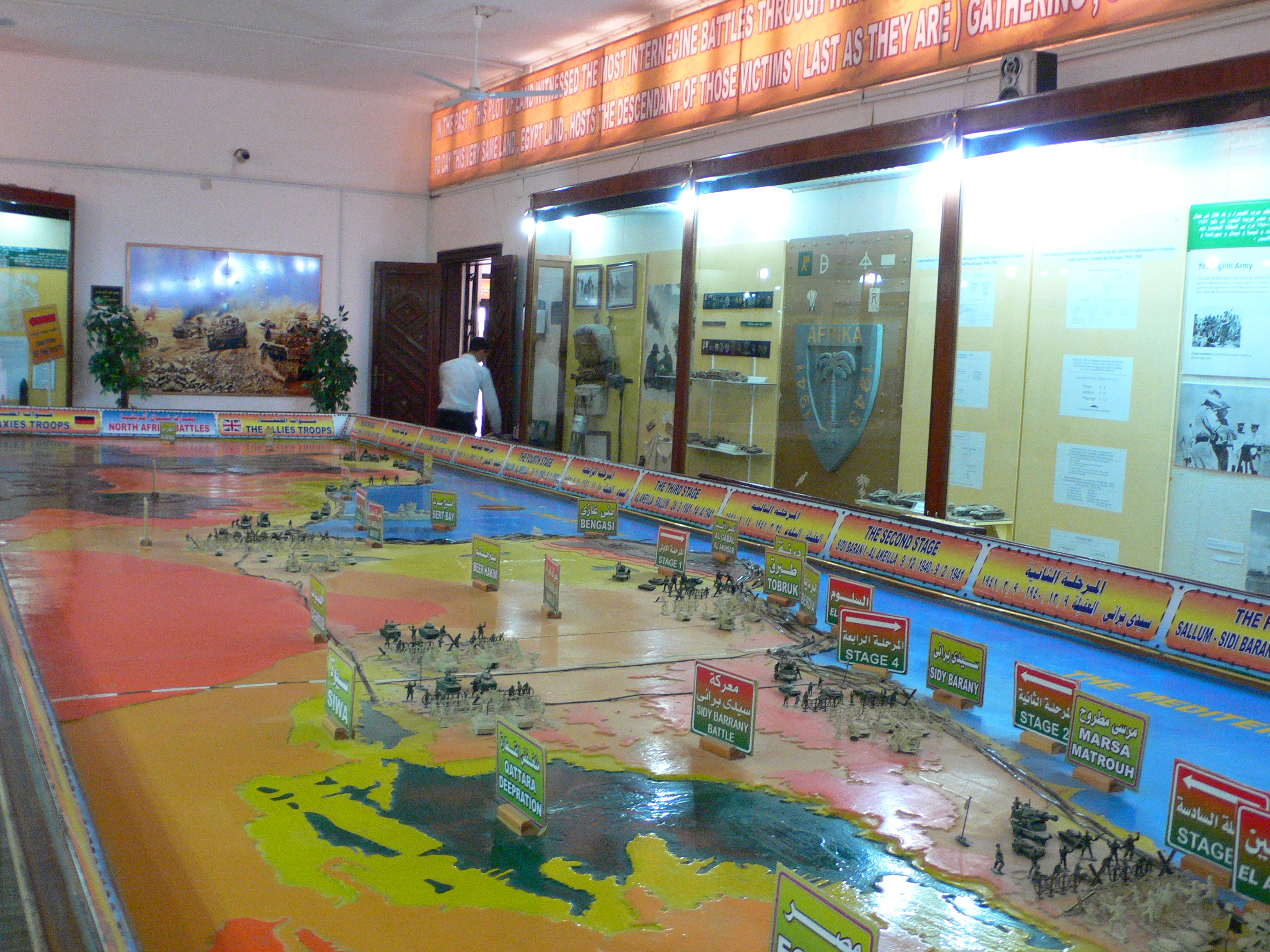
خرائط مسار معركة العلمين (متحف العلمين العسكري).
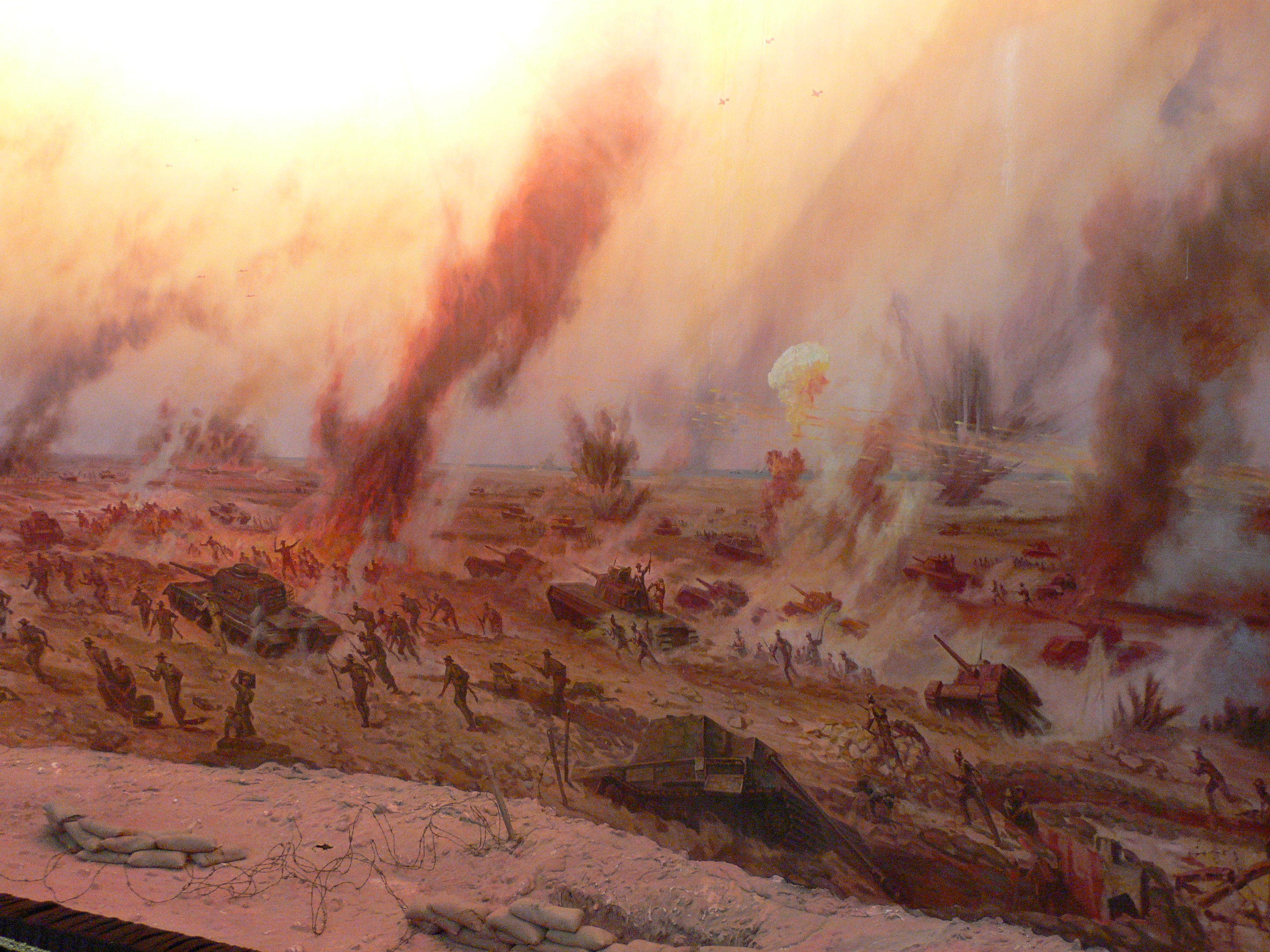
لوحة فنية لمعركة العلمين (متحف العلمين العسكري).
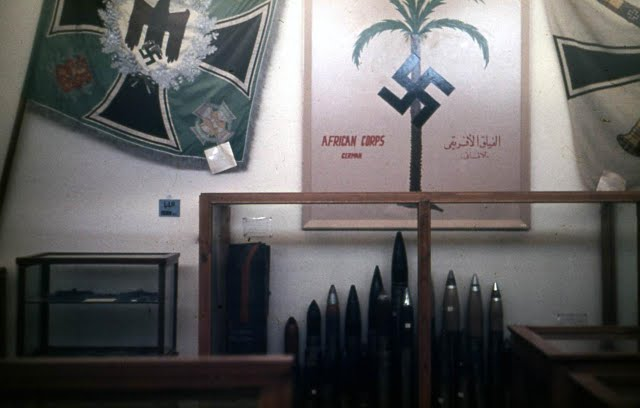
الشعار النازي للفيلق الأفريقي الألماني (متحف العلمين العسكري).
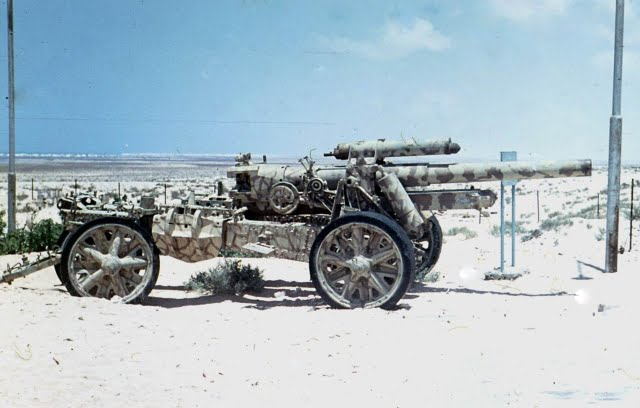
مدفع ألماني.
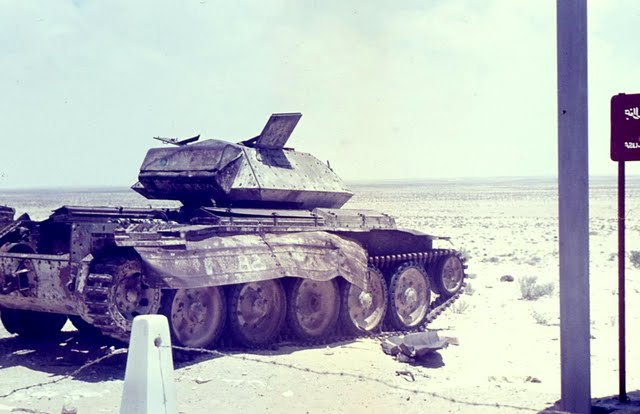
دبابة بريطانية.
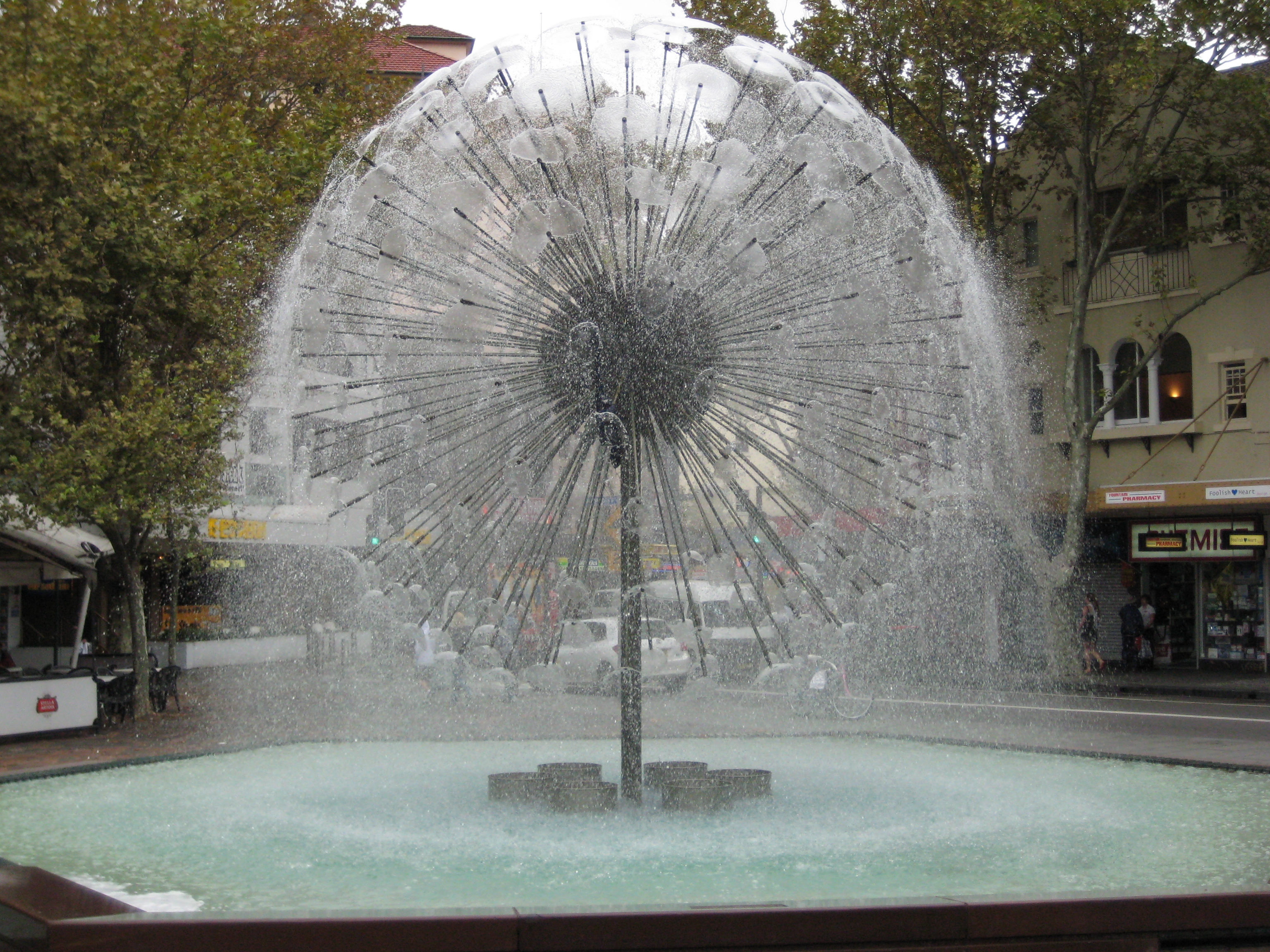
نافورة العلمين بمدينة سيدني الأسترالية.
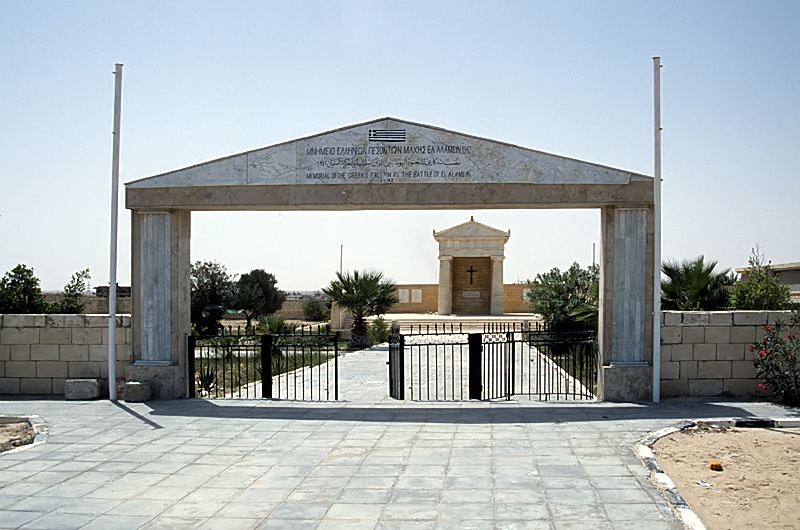
مدخل النصب التذكاري لمقابر الجنود اليونانيين.
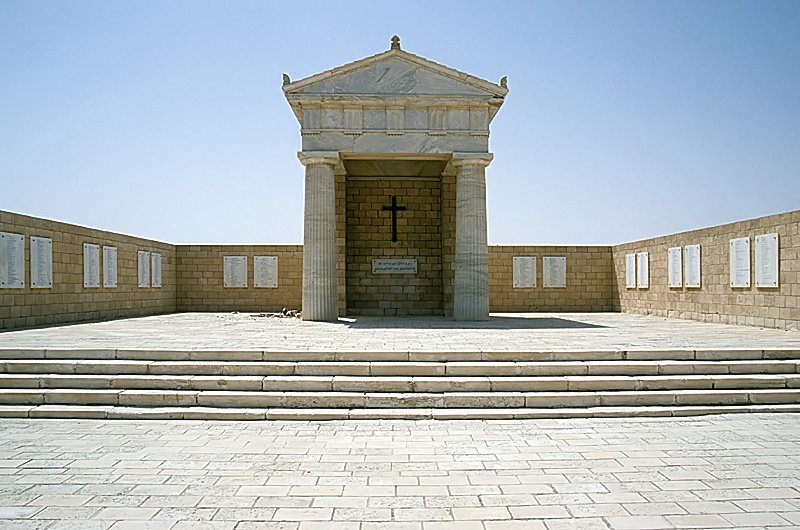
النصب التذكاري اليوناني.
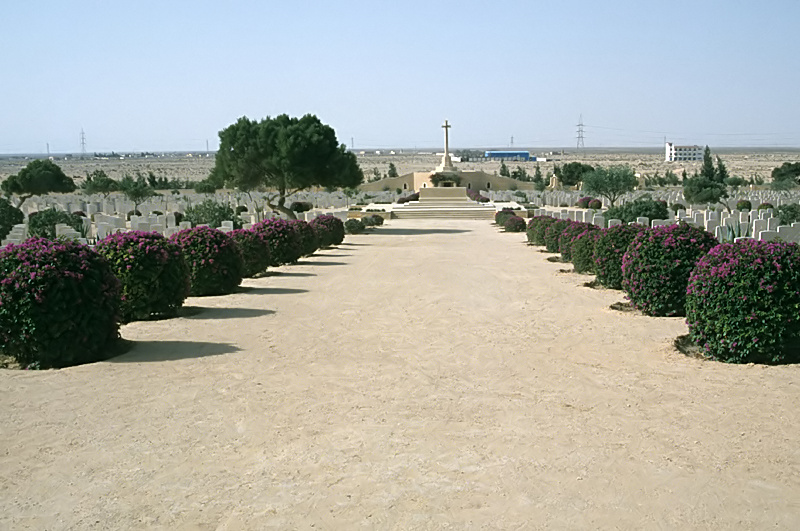
الطريق إلى الصليب الحجري.
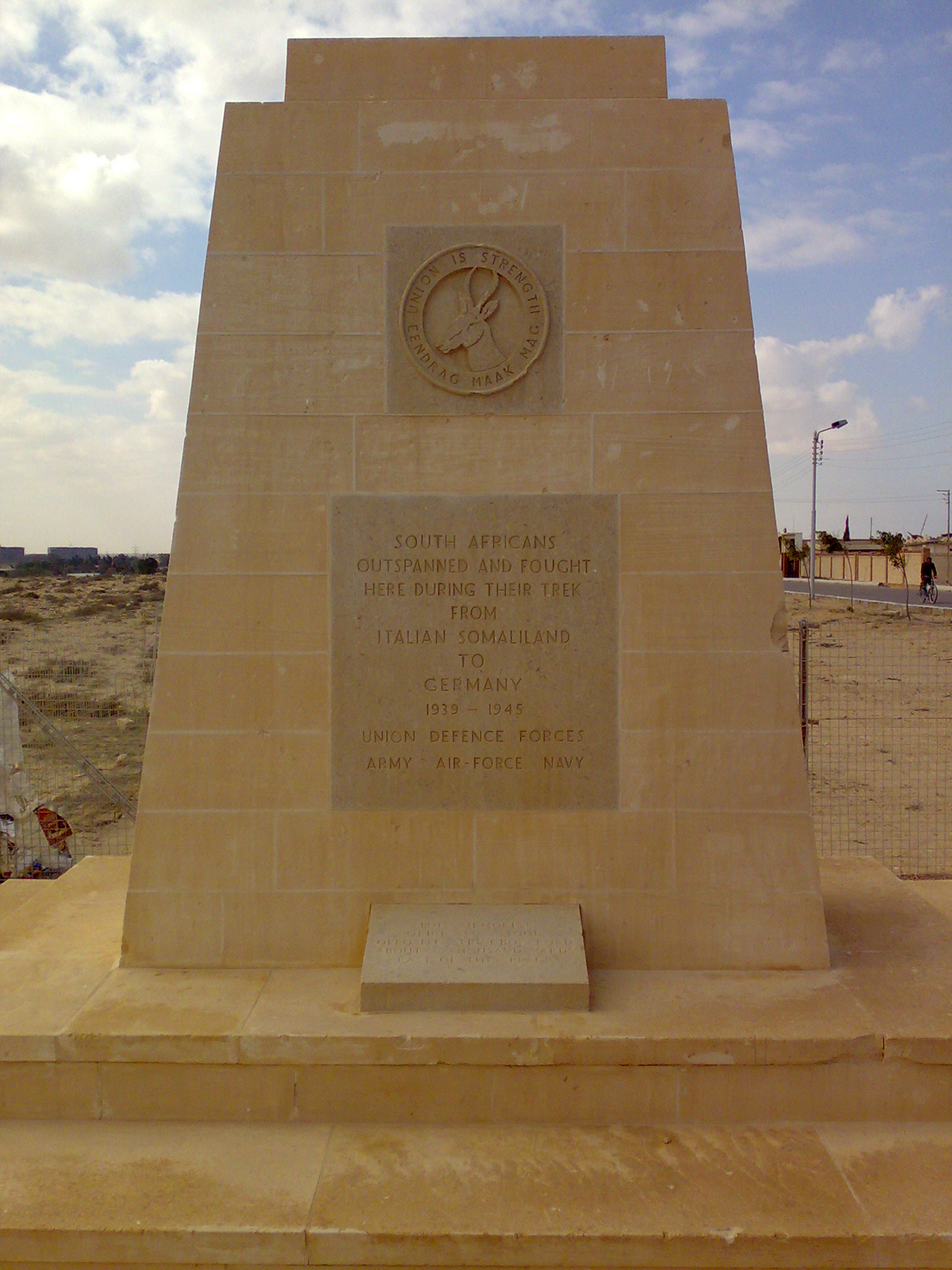
النصب التذكاري الجنوب أفريقي.
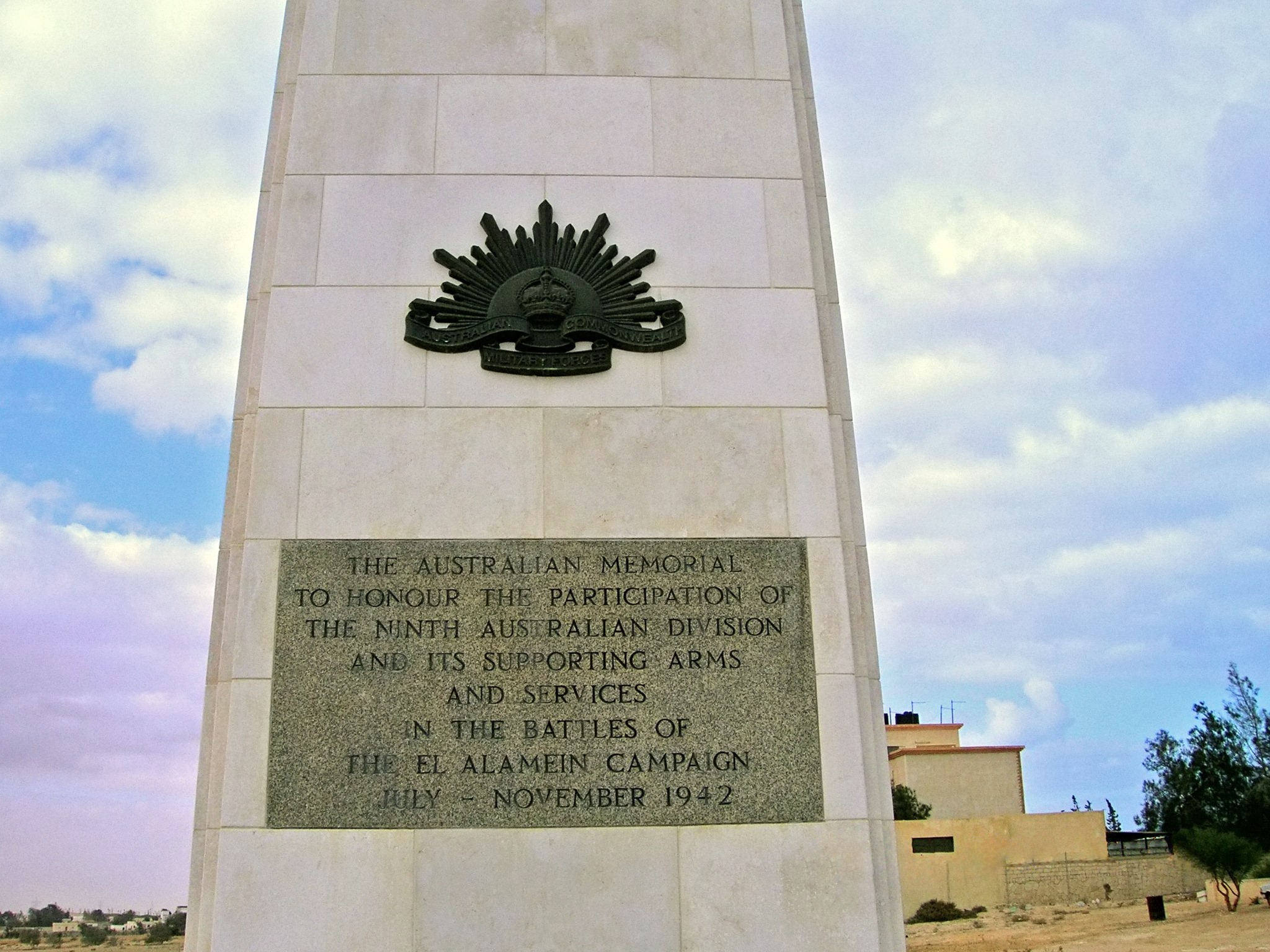
النصب التذكاري الأسترالي.
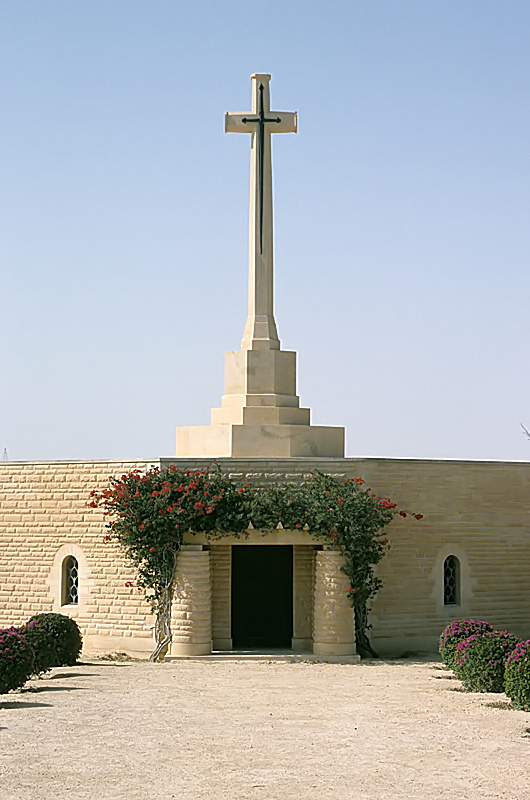
صليب المذبح أعلى مقابر الكومنولث.
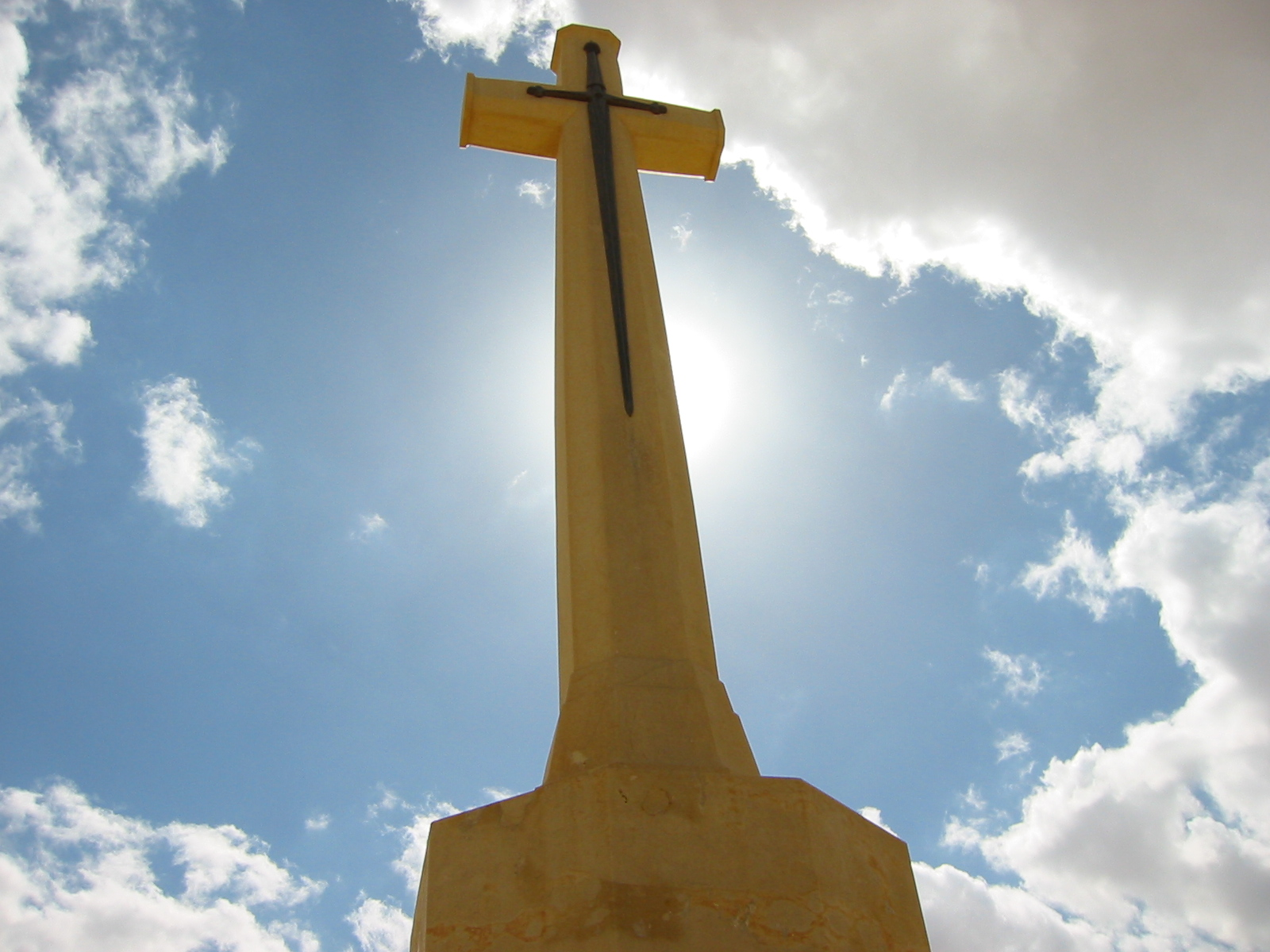
صليب المذبح أعلى مقابر الكومنولث.
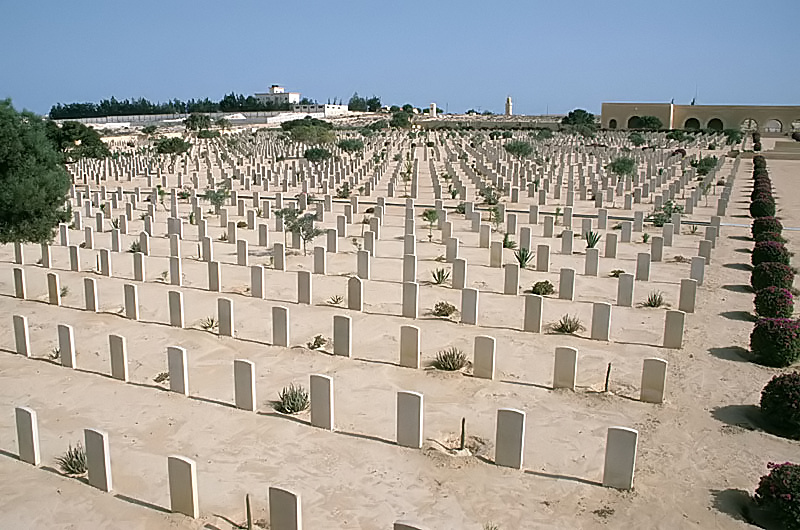
جبانة مقابر الكومنولث.
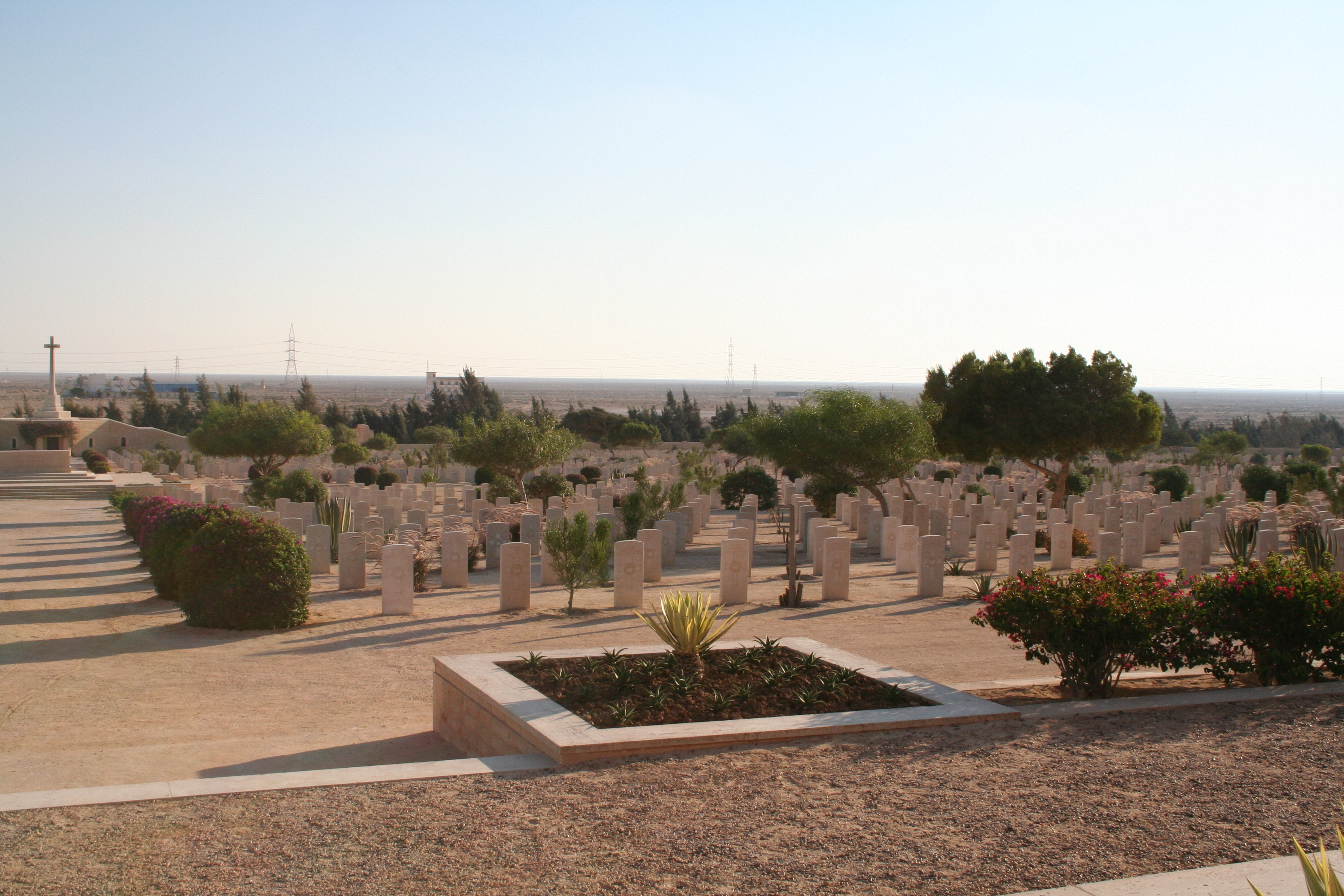
جبانة مقابر الكومنولث.
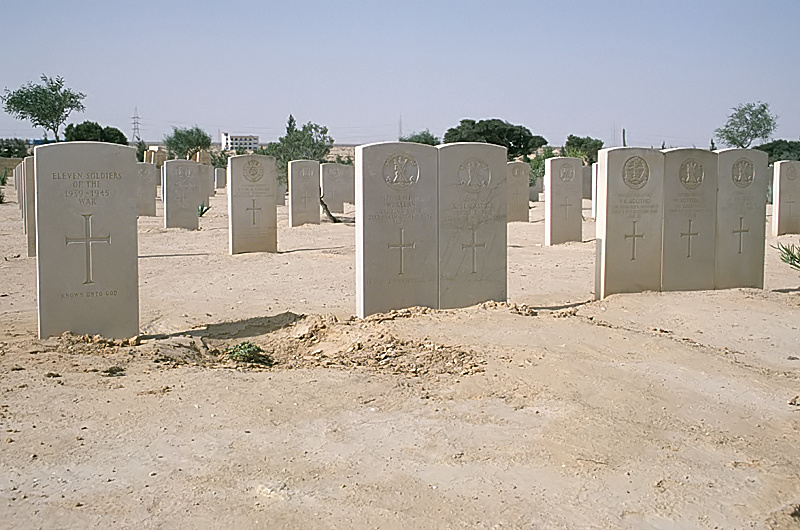
شواهد مقابر الكومنولث.
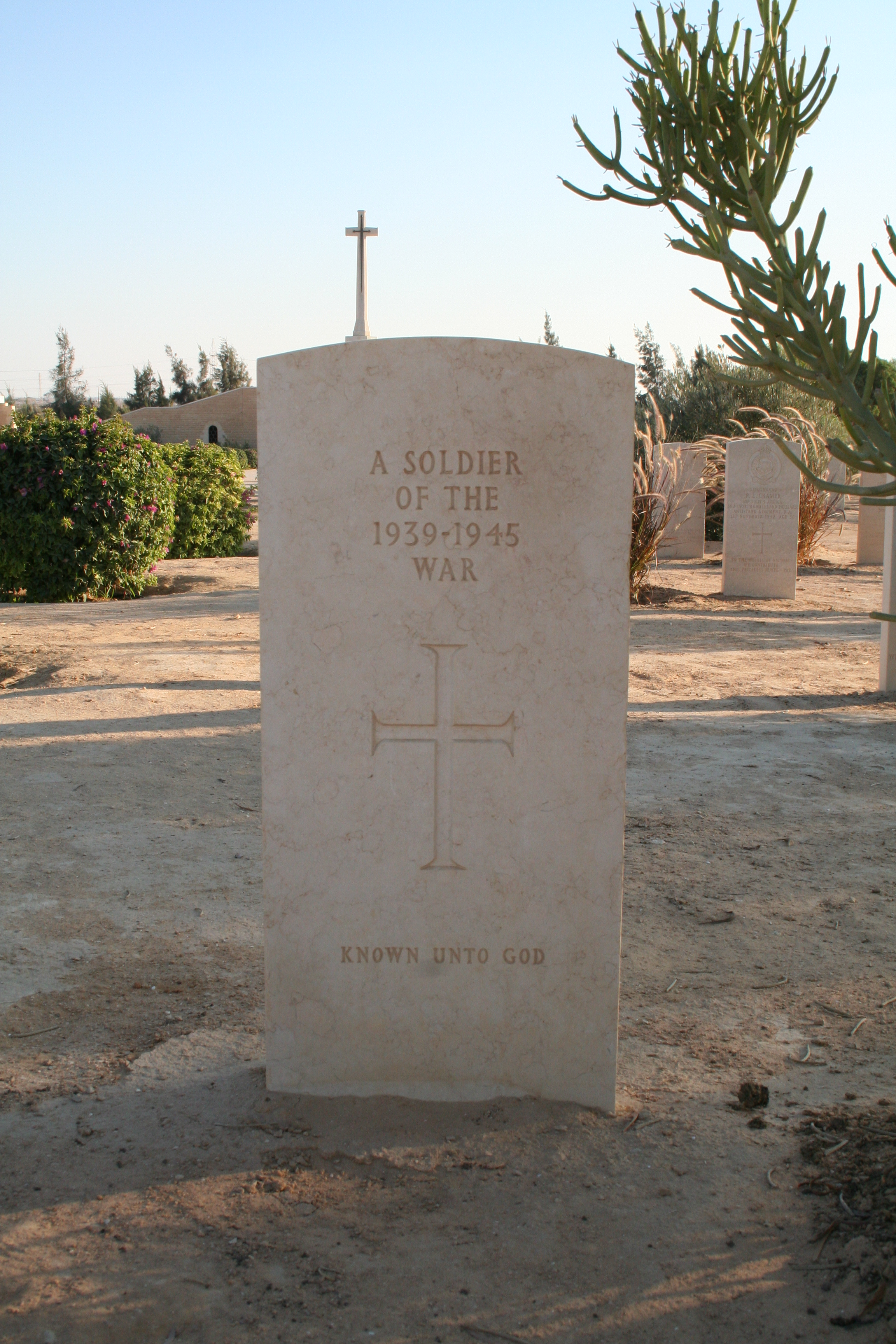
شاهد حجري بمقابر الكومنولث.
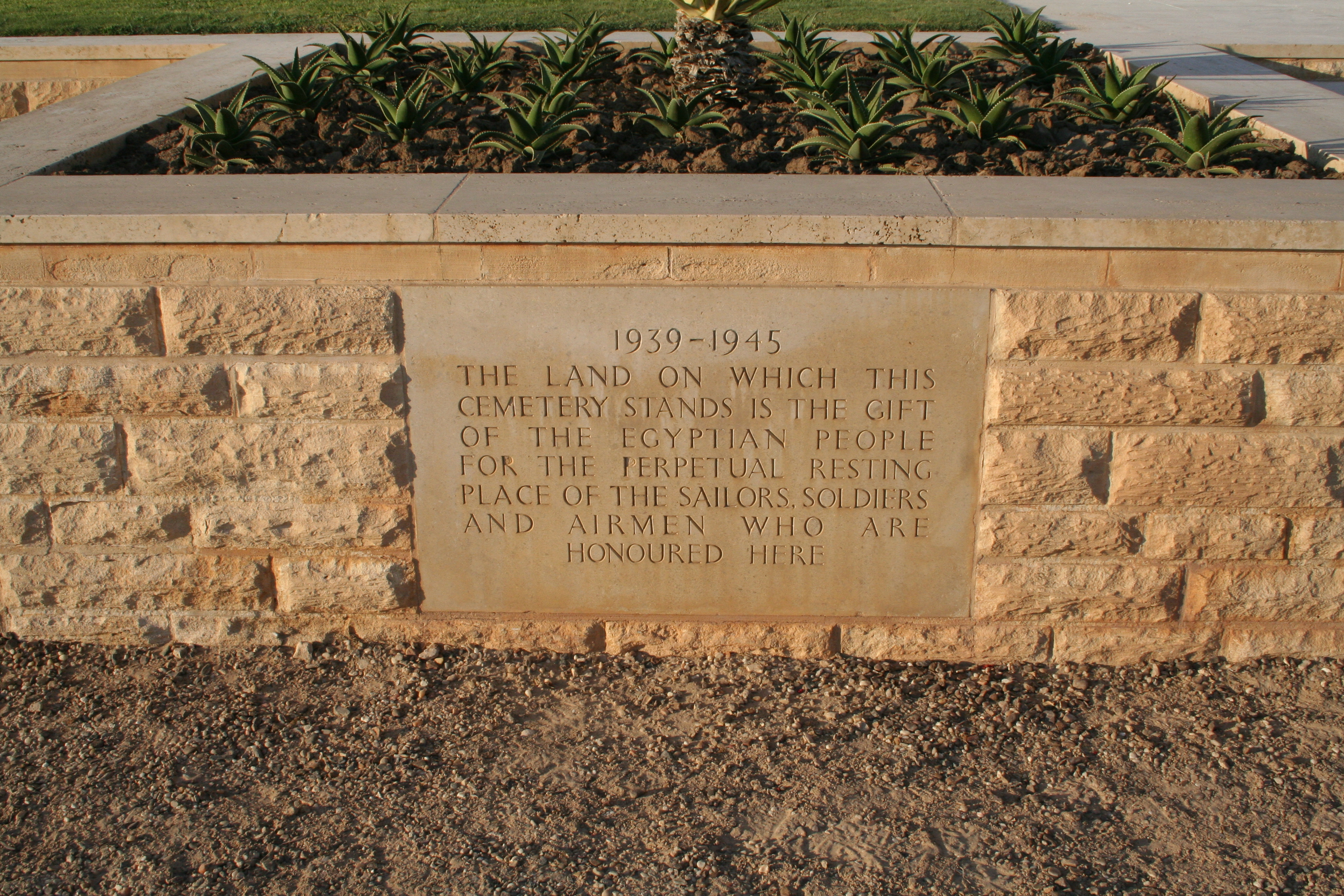
شاهد حجري يسجل إهداء مصر أرض مقابر الكومنولث تكريماً لأرواح الجنود.
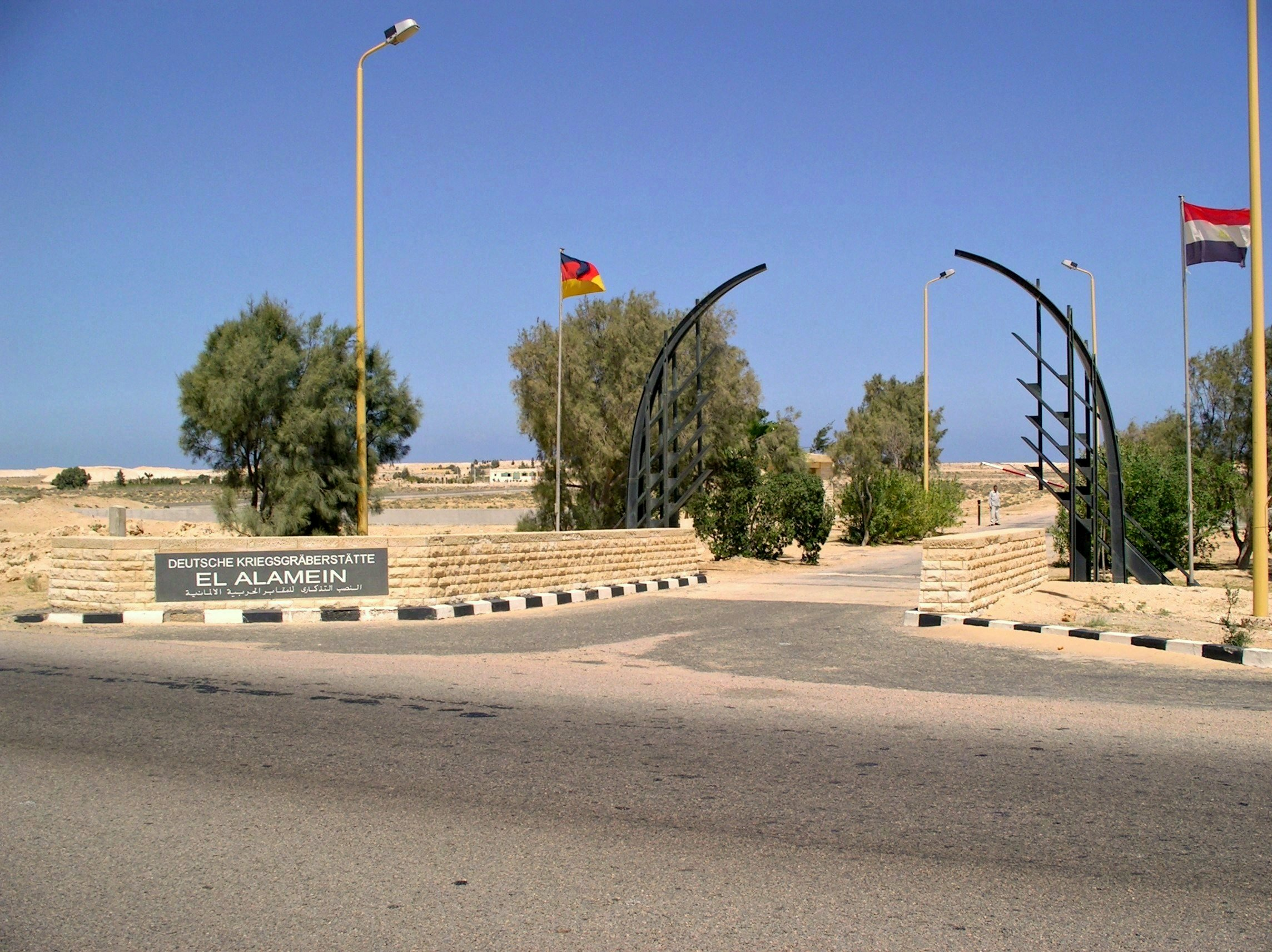
مدخل النصب التذكاري للمقابر الحربية الألمانية.
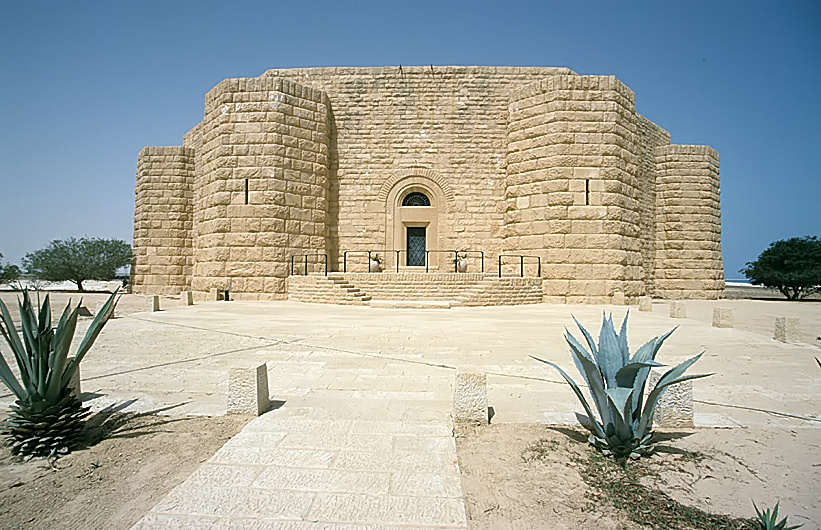
المبنى الرئيسي للنصب التذكاري الألماني.
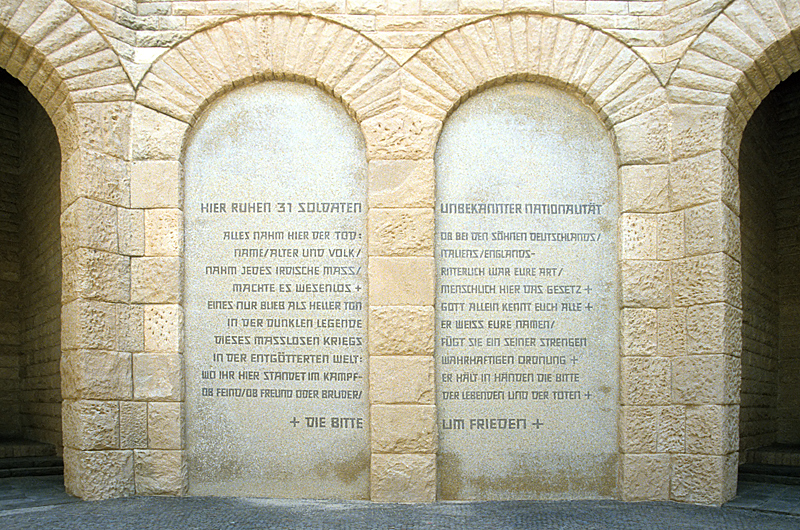
لوحة تذكارية لـ31 جندي ألماني مجهول الاسم.
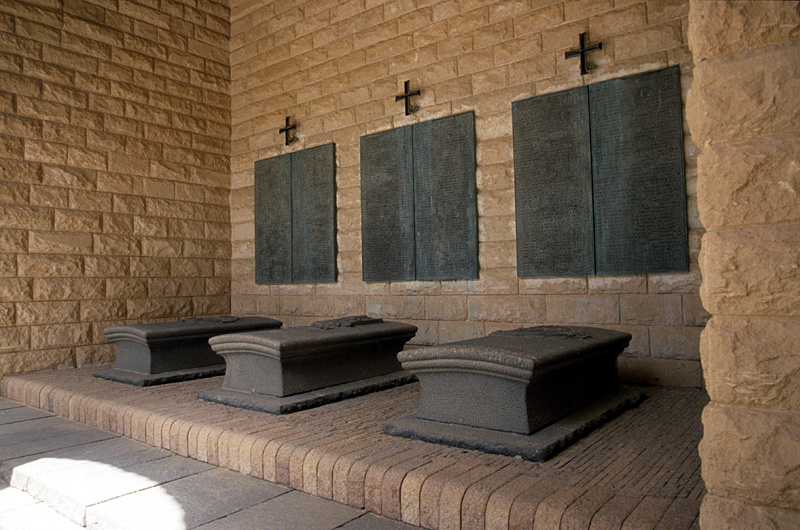
محراب المقبرة الألمانية.
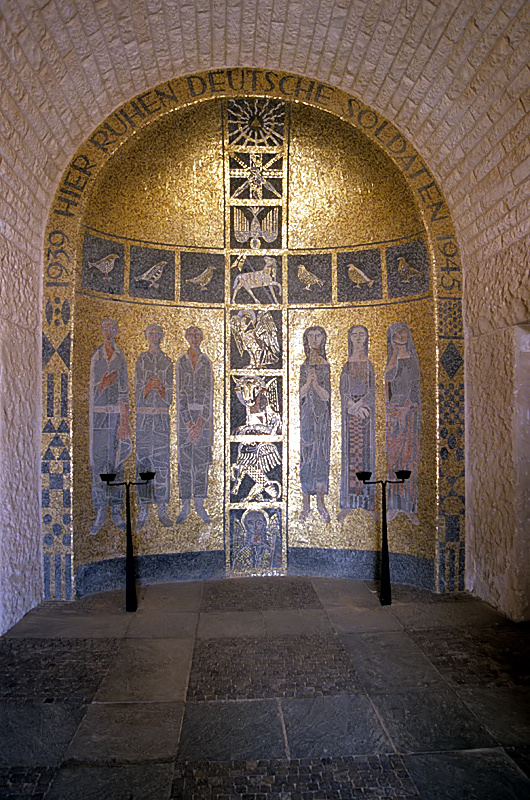
صليب من الفسيفساء بالمقبرة الألمانية.
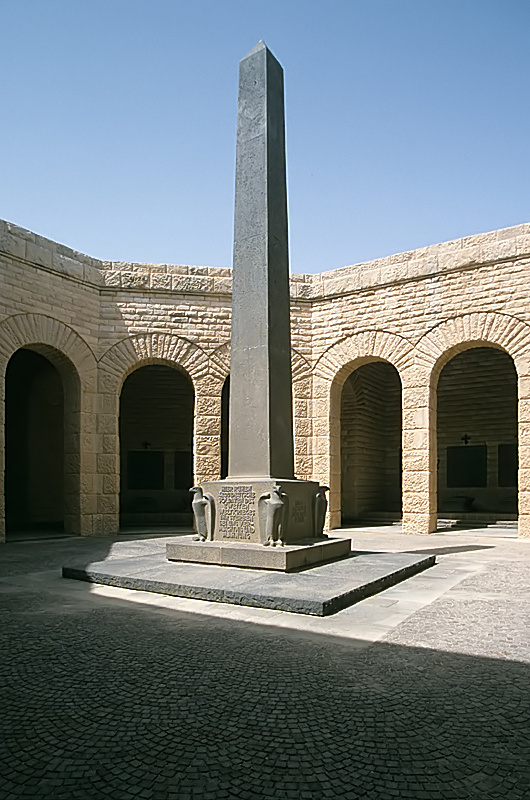
مسلة من البازلت بارتفاع 12 متر تمثل النصب التذكاري الألماني.
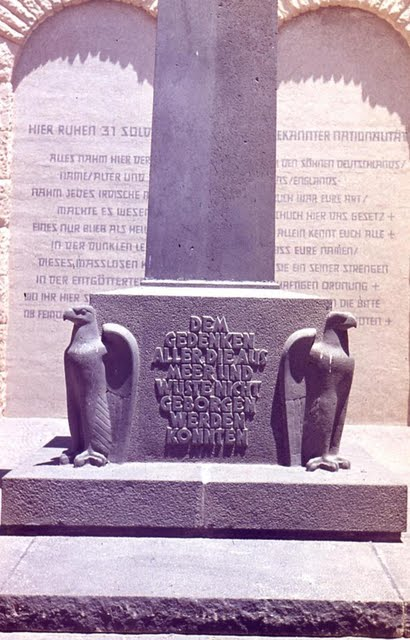
قاعدة النصب التذكاري الألماني.
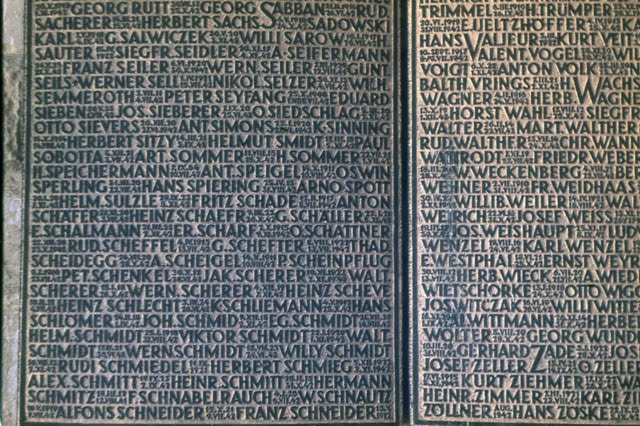
قائمة بأسماء الجنود الألمان.
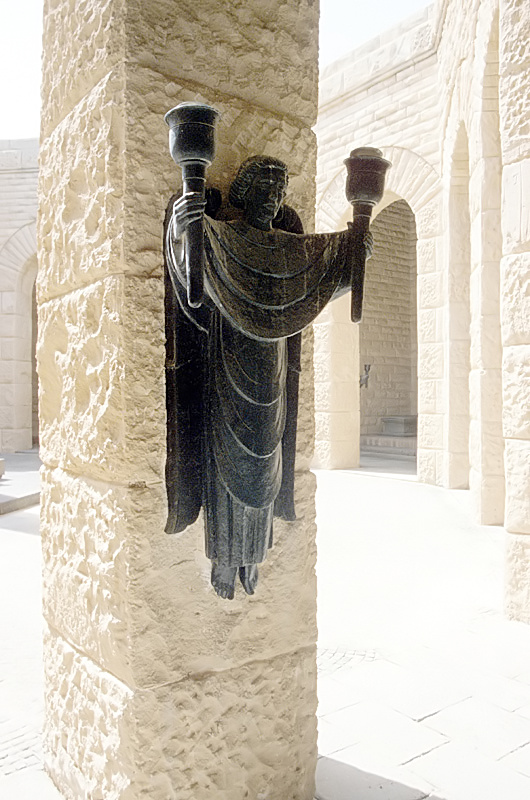
مجسم مسيحي لملاك يحمل مشعلين بالمقبرة الألمانية.
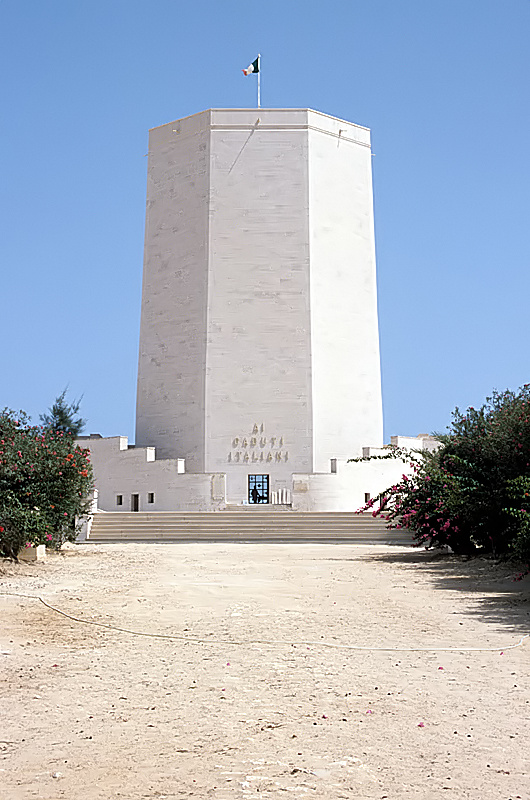
البرج الرئيسي للنصب التذكاري الإيطالي.
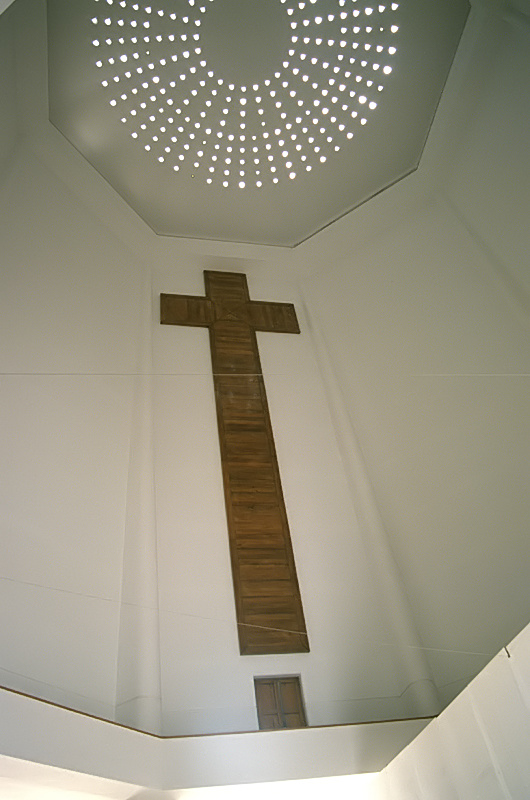
صليب خشبي عملاق داخل برج النصب التذكاري الإيطالي.
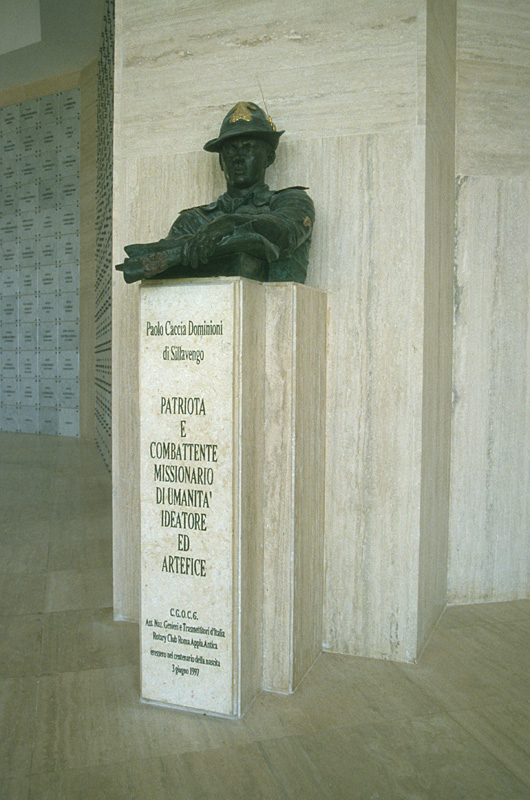
المهندس الإيطالي باولو كاشيا مصمم المقابر الإيطالية.
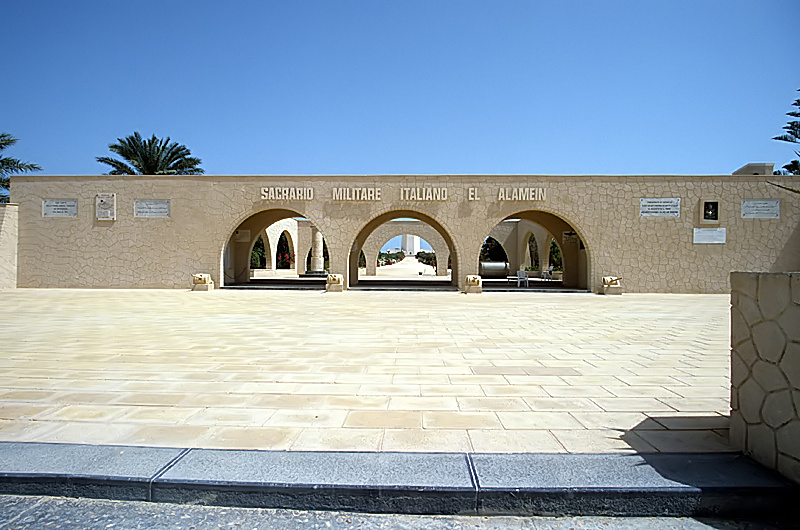
رواق الأعمدة الخاص بالمقابر الإيطالية.
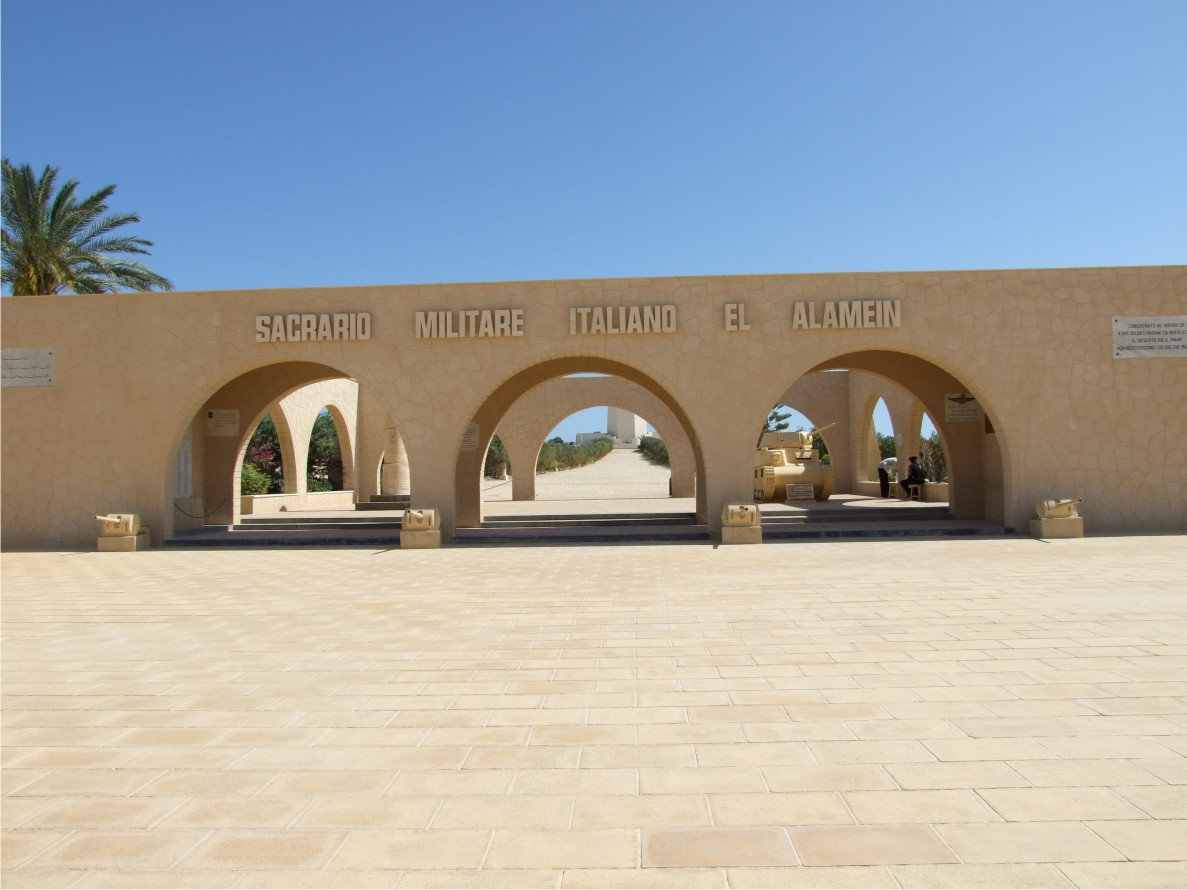
رواق الأعمدة الخاص بالمقابر الإيطالية.
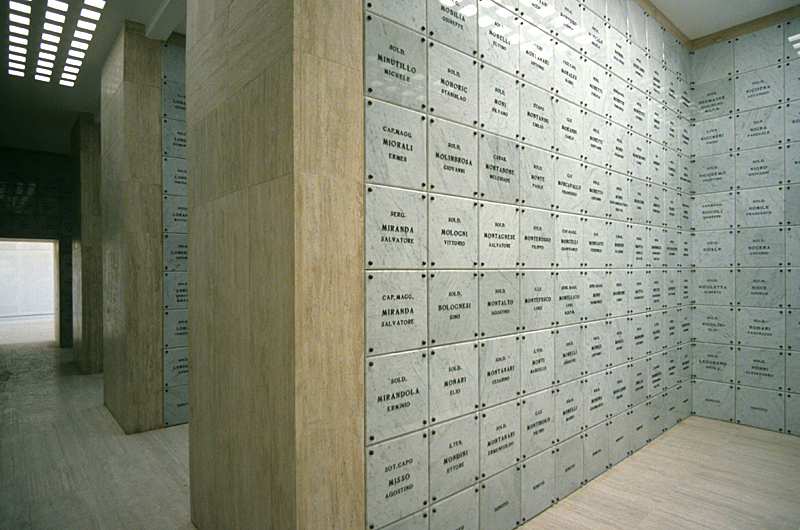
جزء من البرج الرئيسي للنصب التذكاري الإيطالي.
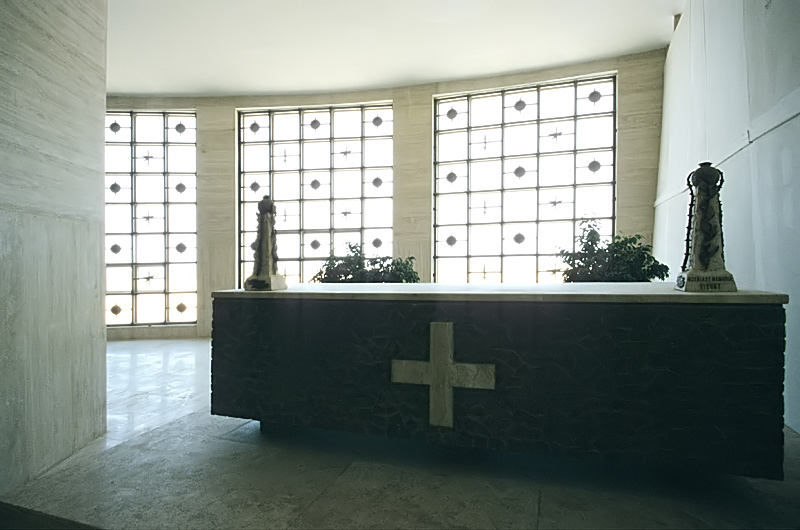
داخل البرج الرئيسي للنصب التذكاري الإيطالي.
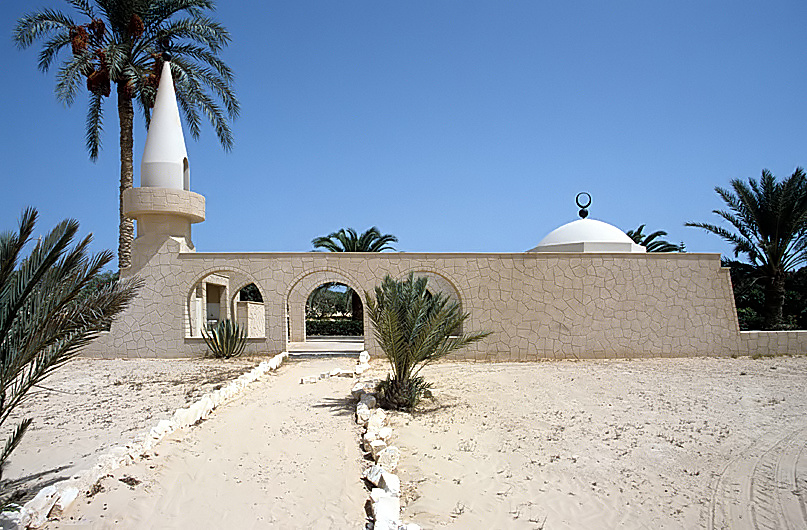
المقابر الليبية.
خريطة لمعركة العلمين الأولى.
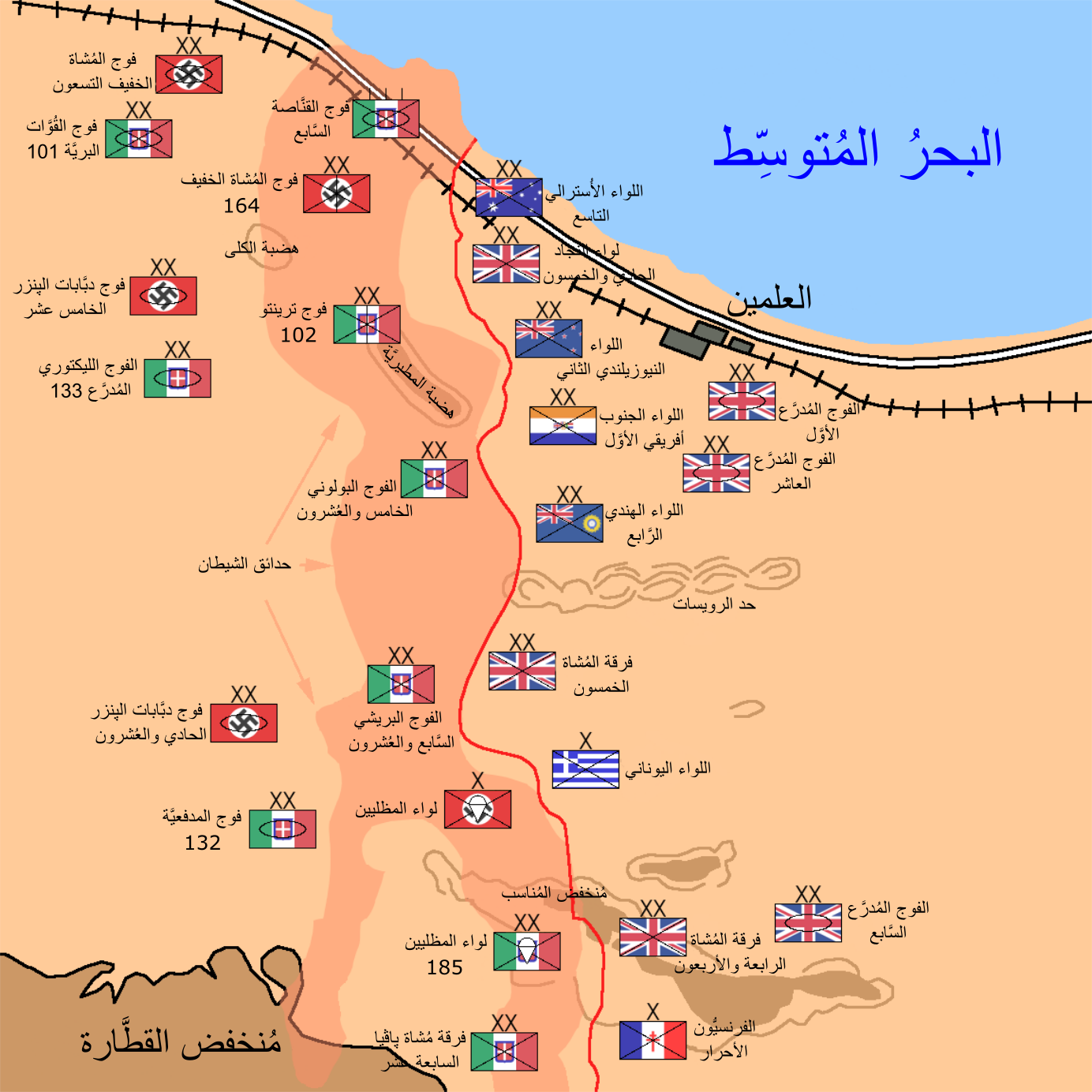
خريطة لمعركة العلمين الثانية.
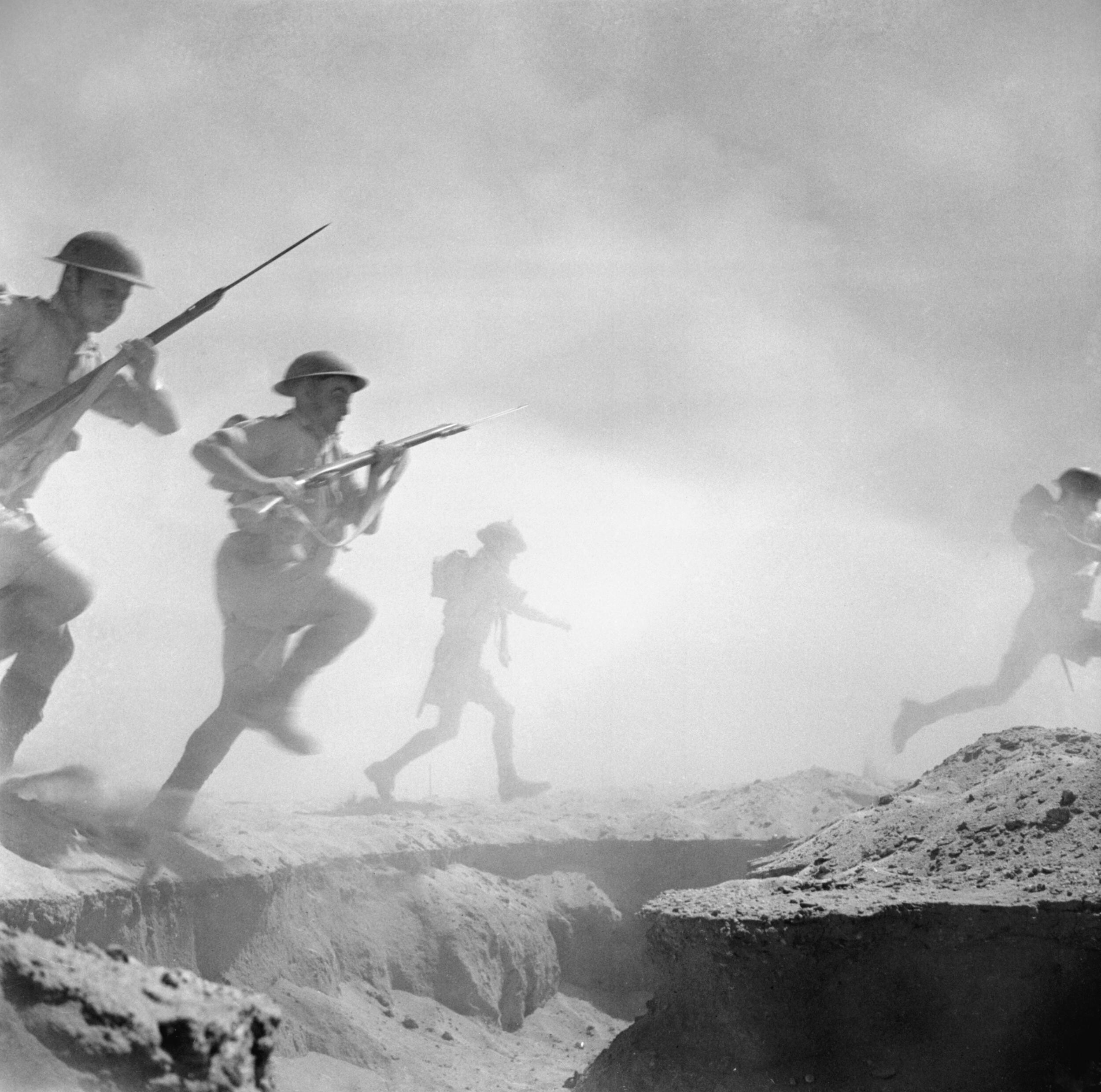
المشاة البريطانية أثناء معركة العلمين.
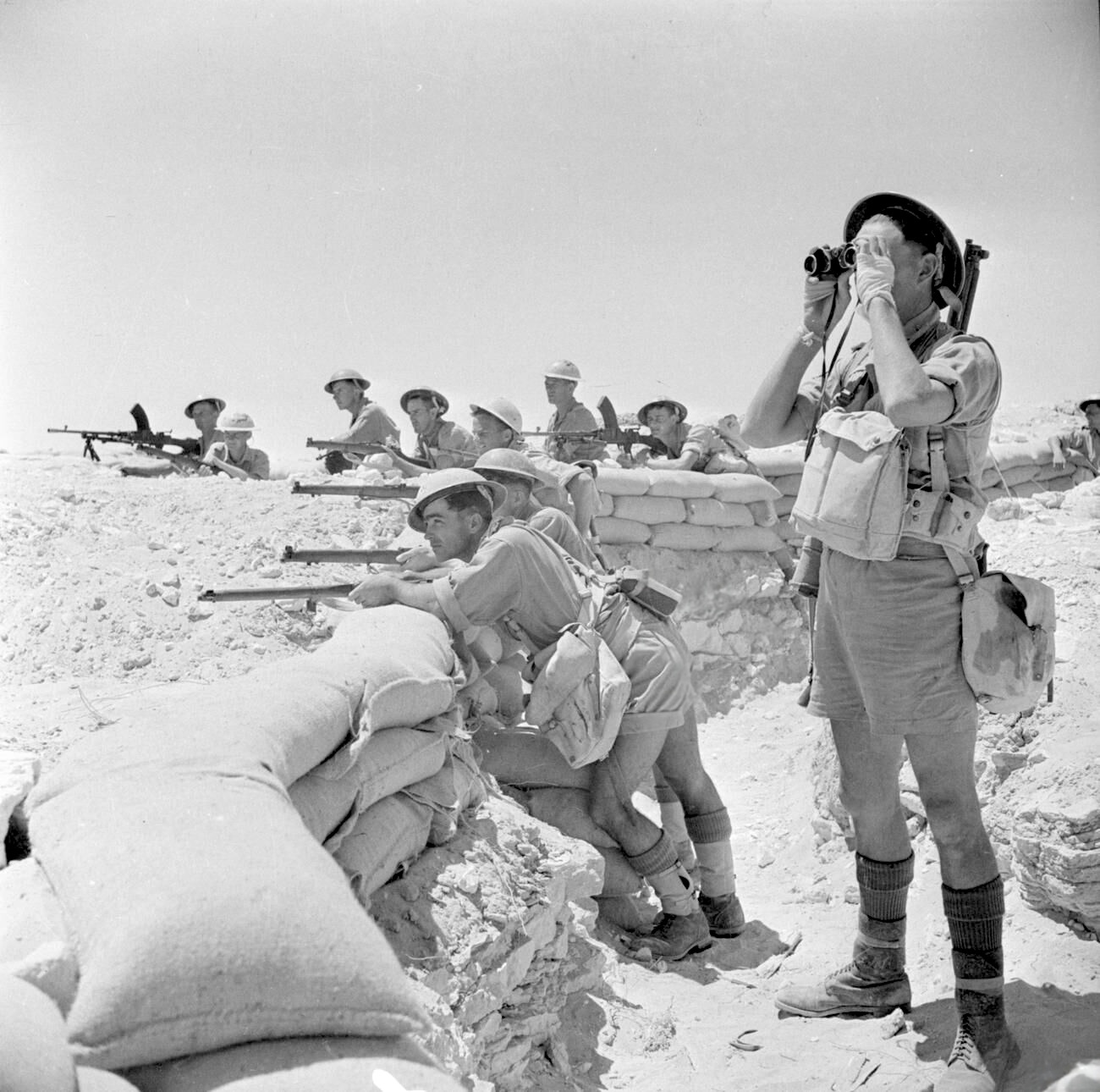
الدفاعات البريطانية أثناء معركة العلمين.
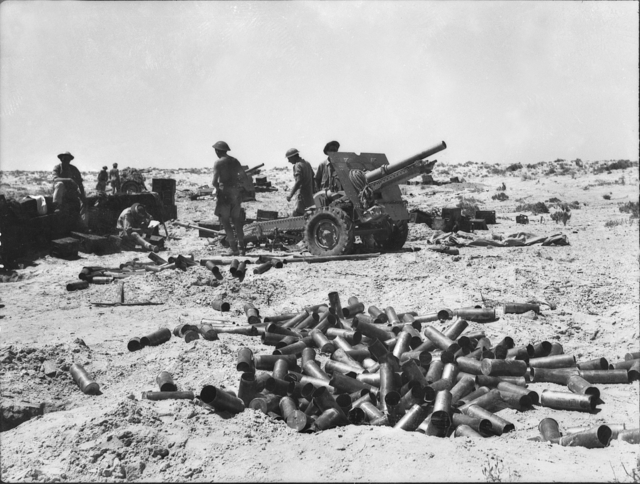
فوج ميدان للمدفعية الأسترالية.
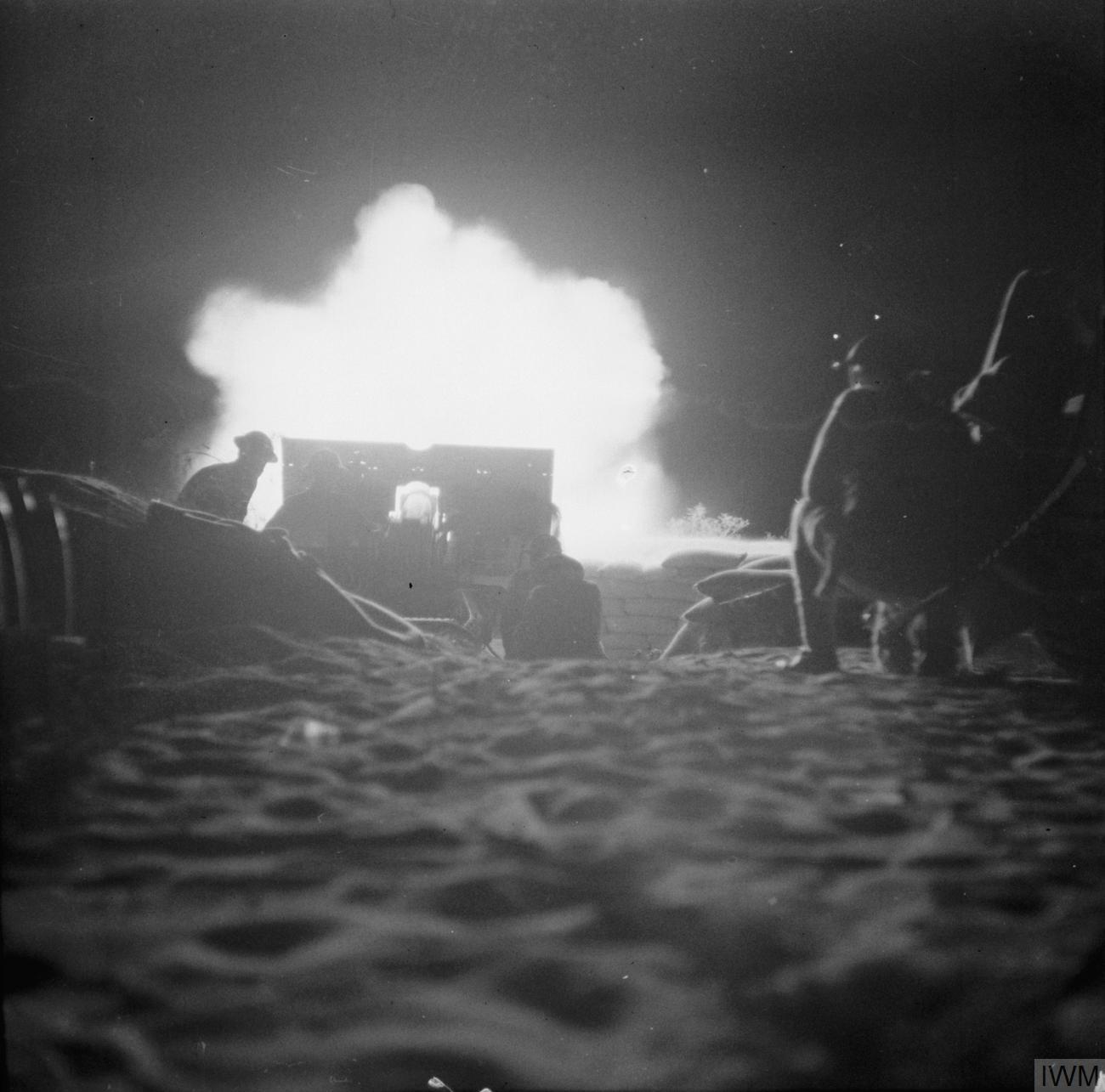
قوات مدفعية بريطانية تفتح نيرانها ليلاً أثناء معركة العلمين الثانية.
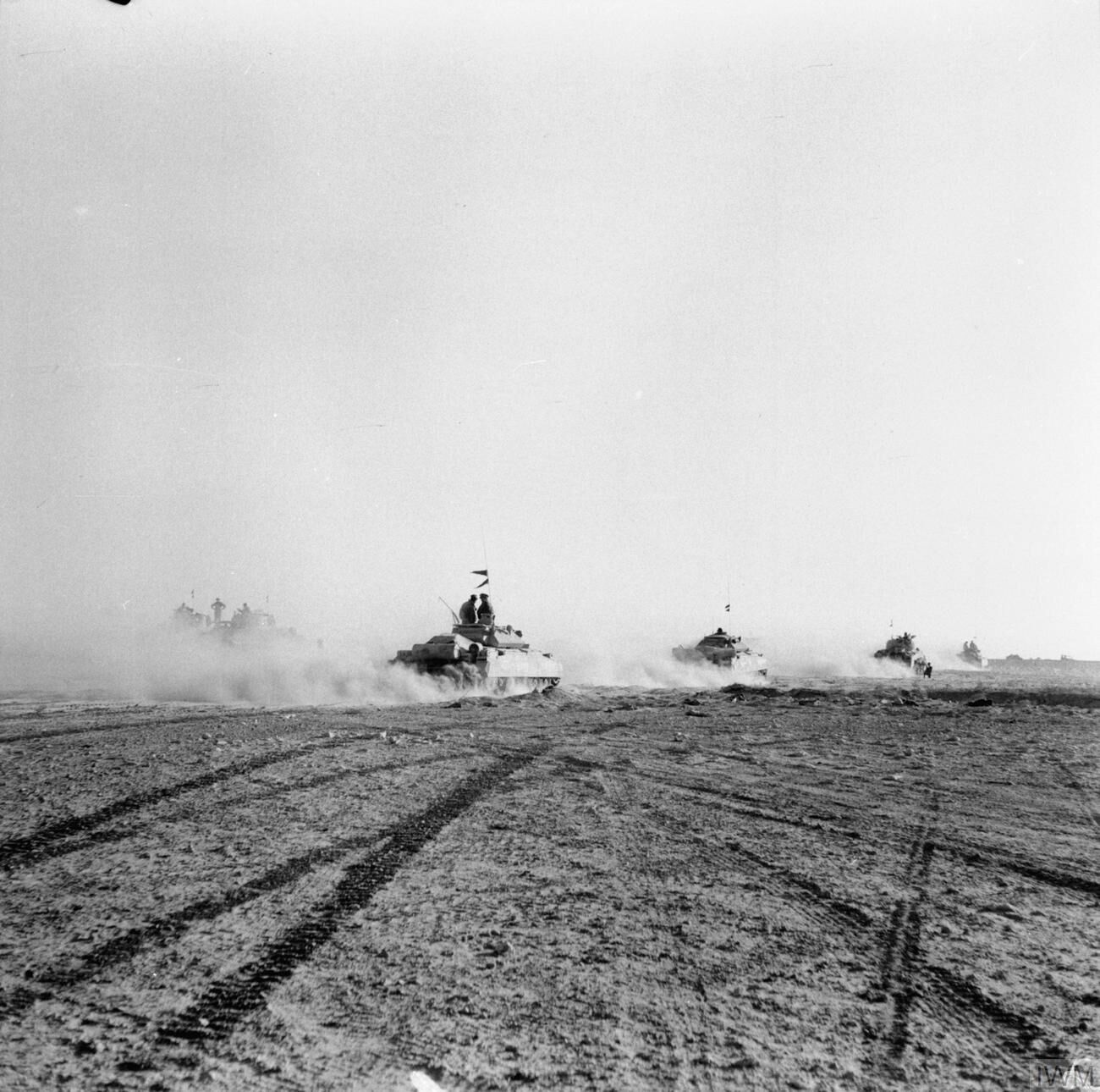
دبابات بريطانية تشتبك مع نظيرتها الألمانية خلال معركة العلمين.
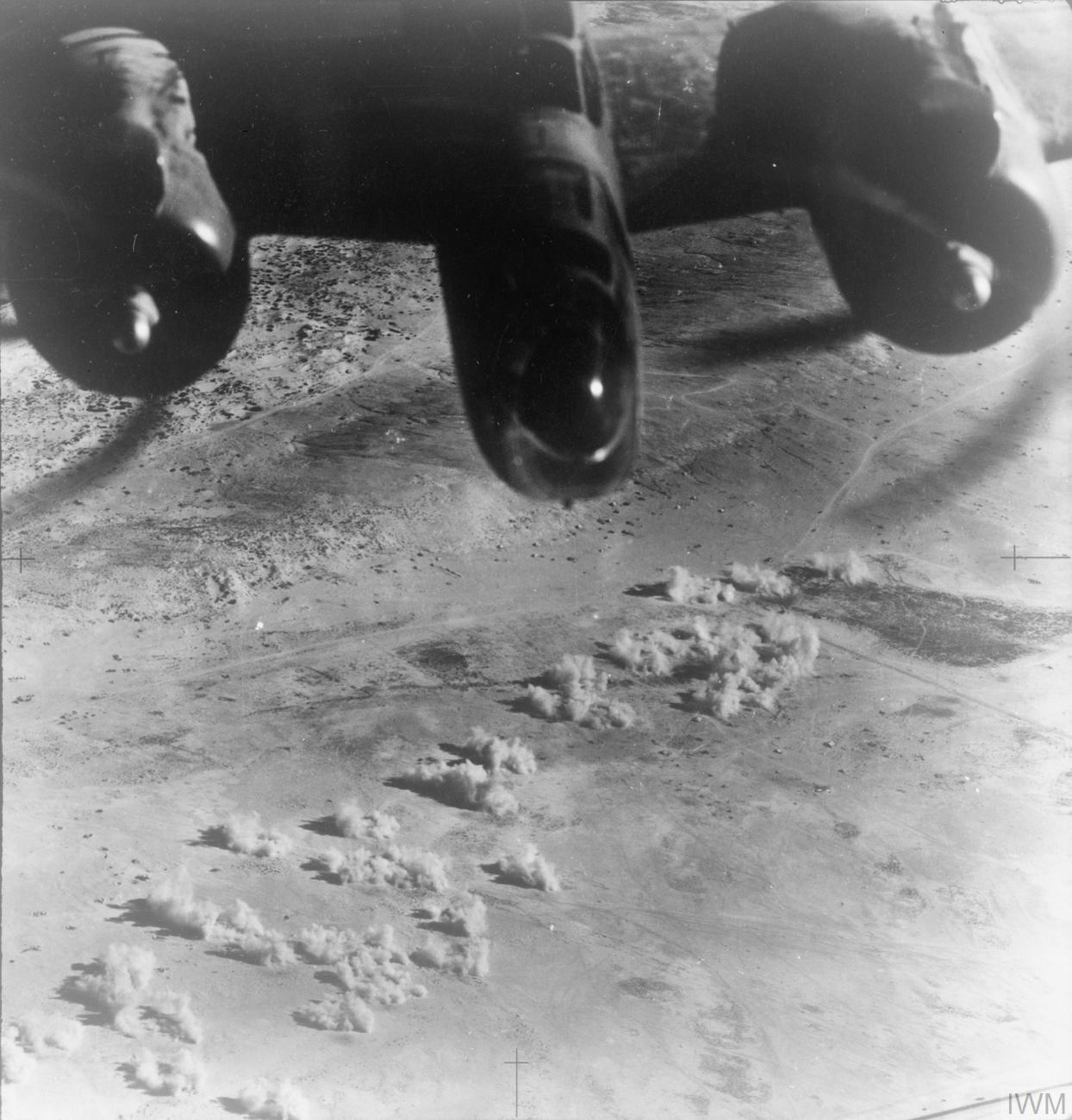
الطائرات البريطانية تقصف المواقع الألمانية خلال معركة العلمين.
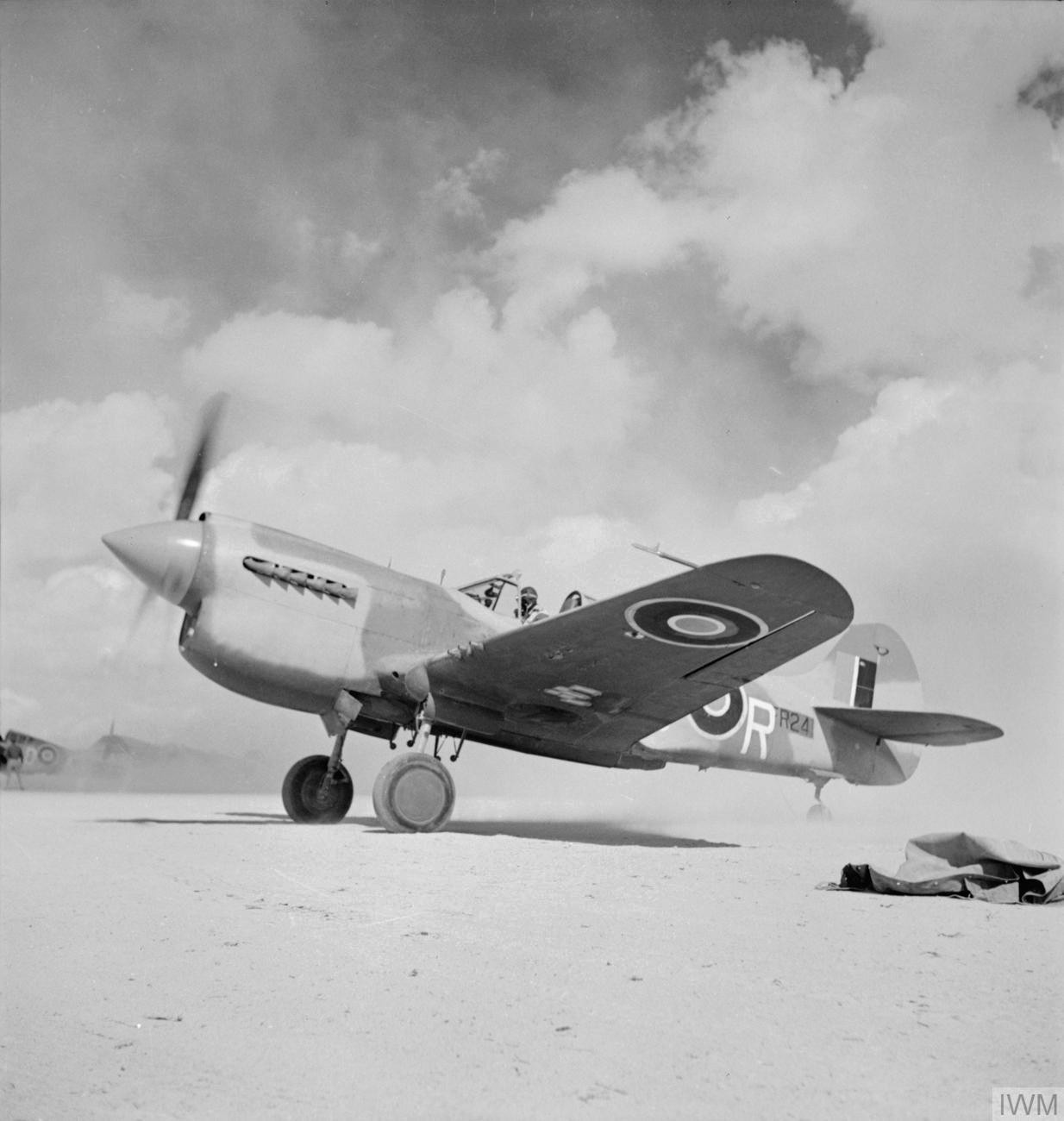
طائرة أمريكية تشارك في معركة العلمين.
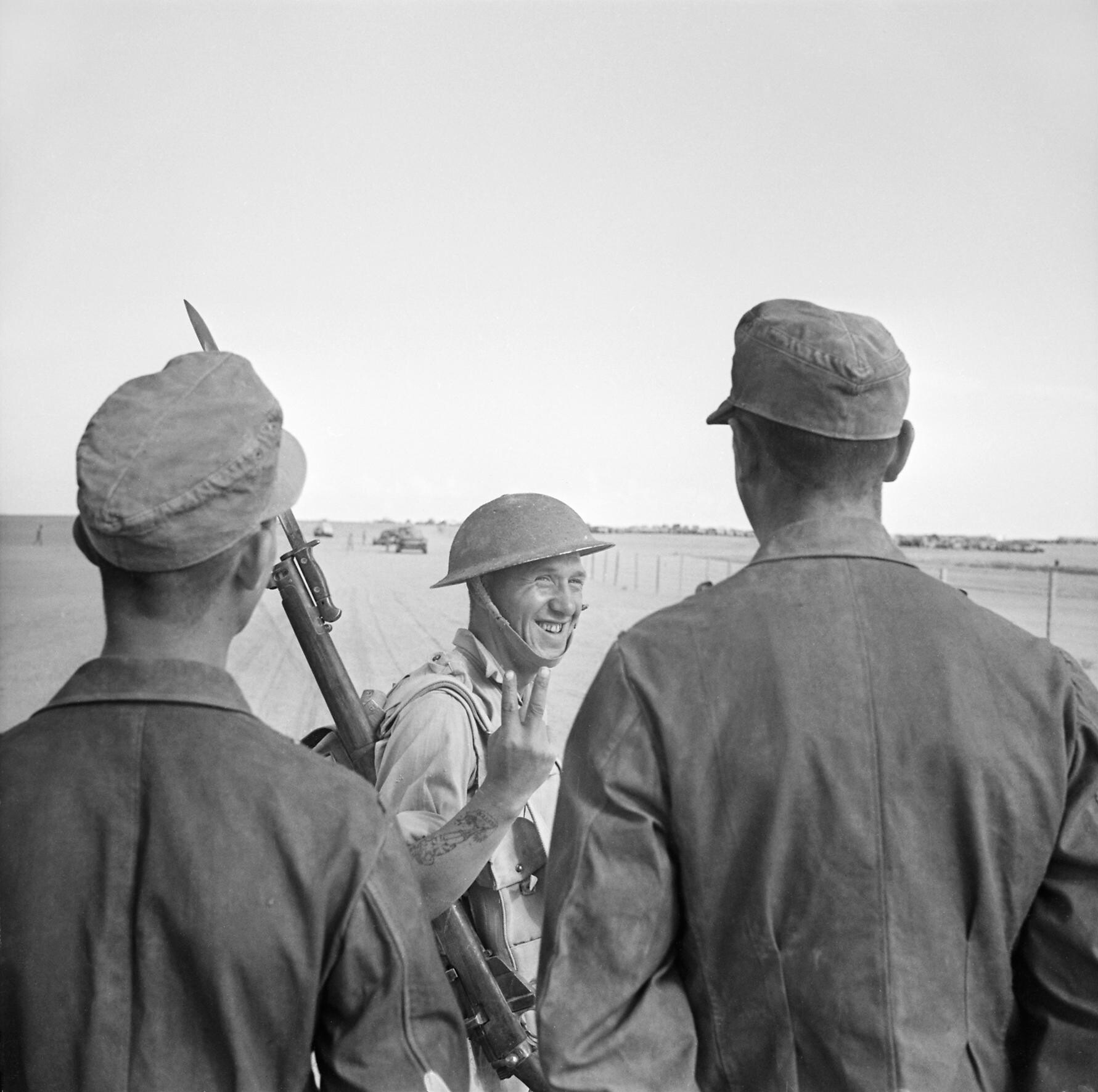
جندي بريطاني يرفع علامة النصر أمام أسرى ألمان.
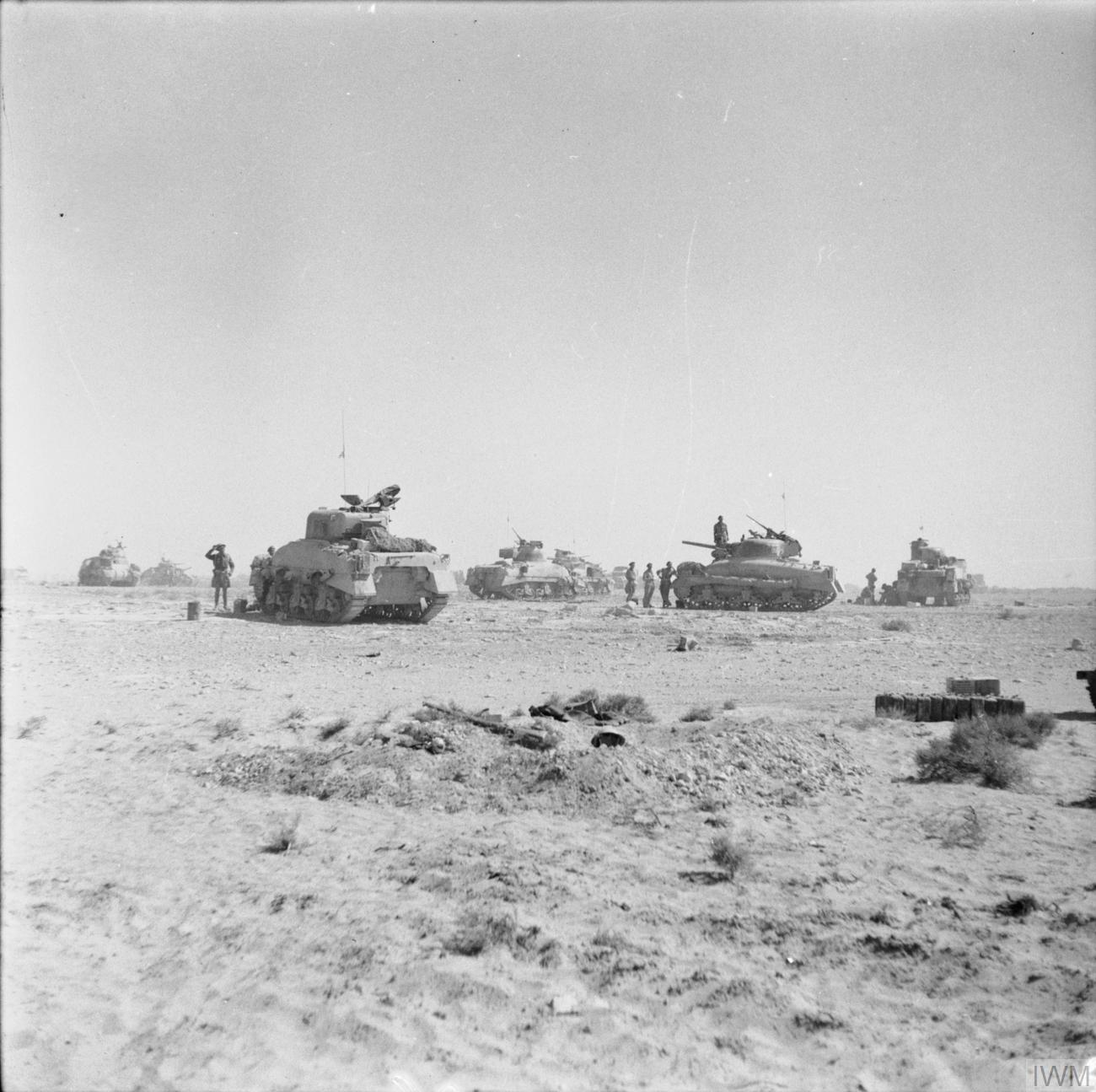
دبابات بريطانية.
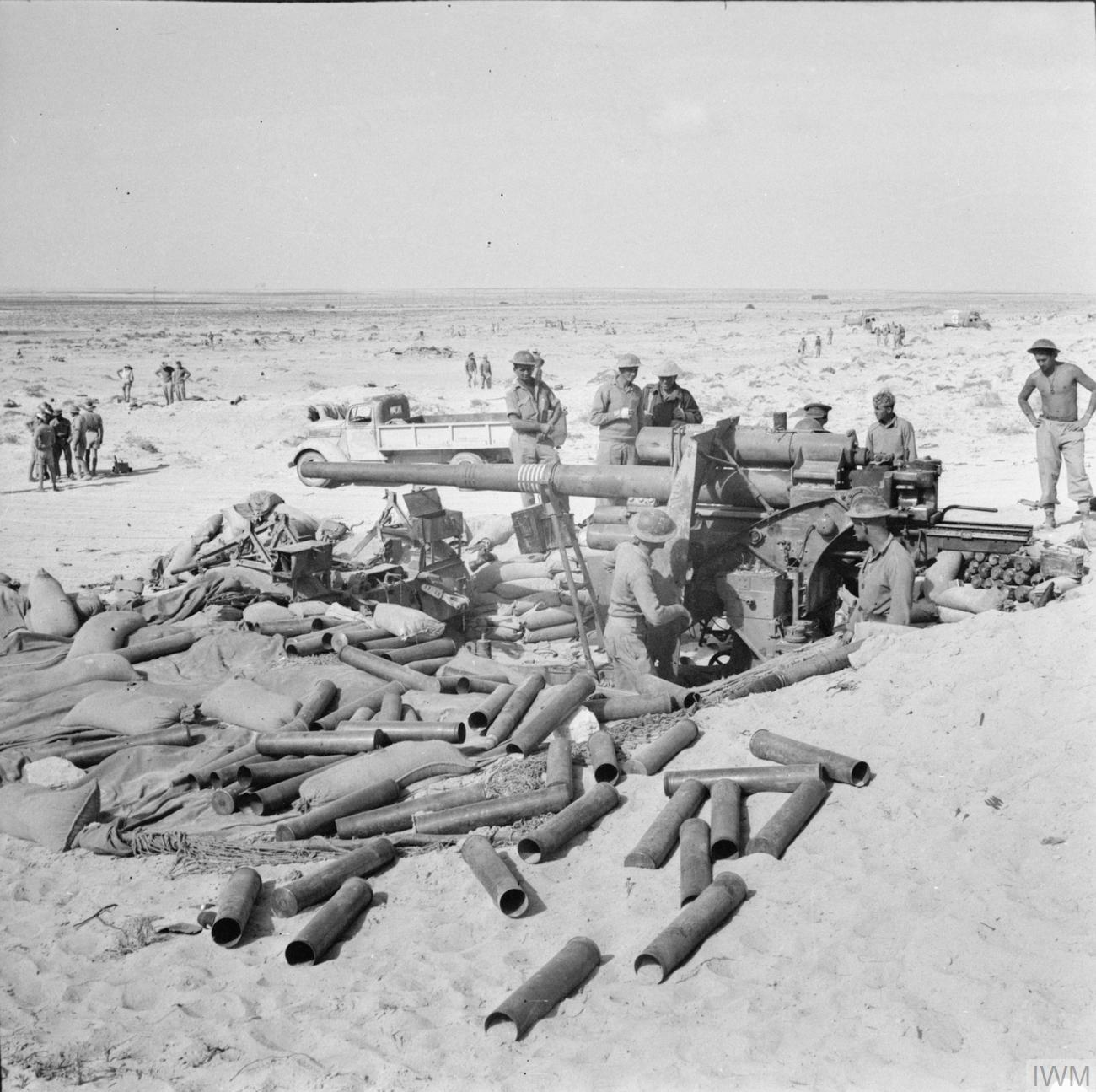
المدفعية البريطانية.